# Columbia-katasztrófa

A Columbia STS–107 jelű küldetésének repülési jelvénye

A Columbia-katasztrófa a Columbia űrrepülőgép 28. repülése (STS–107 jelű küldetés) során bekövetkezett végzetes baleset volt 2003. február 1-én. Az űrrepülőgép egy 16 napos, sikeres expedíciót követően, a légkörbelépés során – egy korábbi sérülés következtében – megsemmisült, és a fedélzeten tartózkodó hét űrhajós, Rick Husband, Willie McCool, Michael Anderson, David Brown, Kalpana Chawla, Laurel Clark és Ílán Rámón életét vesztette.
Az űrrepülőgépet a felszállás során érte a végzetes sérülés: az STS-rendszer külső üzemanyagtartályának felületéről leváló és aláhulló szigetelésdarab találta el a szárnytő közelében az űrhajó bal szárnyát, és megsérült a hővédelmi funkciót is ellátó egyik RCC (Reinforced Carbon-Carbon – megerősített szén-szén) eleme. A földi irányítás, bár fényképfelvételekből tudomására jutott a rendellenesség, végül veszélytelennek ítélte meg az incidenst, és nem történtek elővigyázatossági intézkedések az esetleges kár felmérésére (pl. nagy felbontású fényképfelvételek formájában). A küldetés végén, a leszállás során – a hővédő burkolaton keletkezett rés miatt – a légkörbe belépő űrsikló belső szerkezeti elemeihez is eljutott a szélsőségesen magas hő. A megbomlott integritású szárnyon aszimmetrikus légerők keletkeztek, majd a földi légkörrel való érintkezés során kialakuló rendkívül forró plazma bejutott a szárny belsejébe. Ott a hő előbb a szenzorok vezetékeit égette át, majd a szárny főtartóját is megolvasztotta, amelytől az letörött, és az űrsikló a keletkező kaotikus légerőktől a levegőben darabjaira hullott szét.
A balesetre Texas állam légterében került sor, majd az űrrepülőgép roncsai, valamint a holttestek maradványai három szövetségi állam területén szóródtak szét. A balesetet követően nagyszabású kutató-mentő akció vette kezdetét, amelynek során a fellelhető roncsok nagy részét valamint a holttesteket megtalálták és a NASA-nak adták át, illetve végbement az ilyenkor szokásos vészhelyzeti procedúra mentén az irányítóközpontban rögzített telemetriai, illetve ugyanide befutó fotó, film és egyéb felvételek, adatok összegyűjtése, rendszerezése és mentése is.
George W. Bush elnök a tragédia napján televízióbeszédet intézett az amerikai nemzethez, majd a részvételével Houstonban, a Lyndon B. Johnson Űrközpontban központi gyászszertartásra került sor a hét elhunyt űrhajósra emlékezve. A tragédia másnapján felállították a Columbia Accident Investigation Board (Columbia Balesetvizsgáló Bizottság) szervezetet, amely 2003. augusztus 26-án tette közzé részletes jelentését. Ebben közvetlen okként a szigetelőhab szárnynak ütközését adták meg, közvetett okként azonban mélyreható szervezeti és döntéshozatali problémákat jelöltek meg az űrrepülőgép elvesztése okaként, melyek szoros összefüggésben voltak a Challenger-katasztrófa kivizsgálása során hasonlóan minősített hiányosságokkal. A szigetelőhab leválásának kiváltó okát ekkor még félreértelmezték, és kis híján a következő űrrepülőgép (az STS–114 repülésén) elvesztése árán derült fény arra, hogy a hableválást a tartály feltöltésekor keletkező hőtágulás okozza.
Végül 29 hónapnyi szünetet követően újították fel az ember vezette űrrepüléseket Amerikában, ám már azzal a döntéssel a háttérben, hogy a Space Shuttle-flottát nyugdíjazzák, és az USA más pályára állítja űrprogramját, más eszközök felhasználásával, így a katasztrófa közvetlen okként szolgált a Space Shuttle-program 2011-es leállításához.

## Előzmények

### A Challenger-katasztrófa

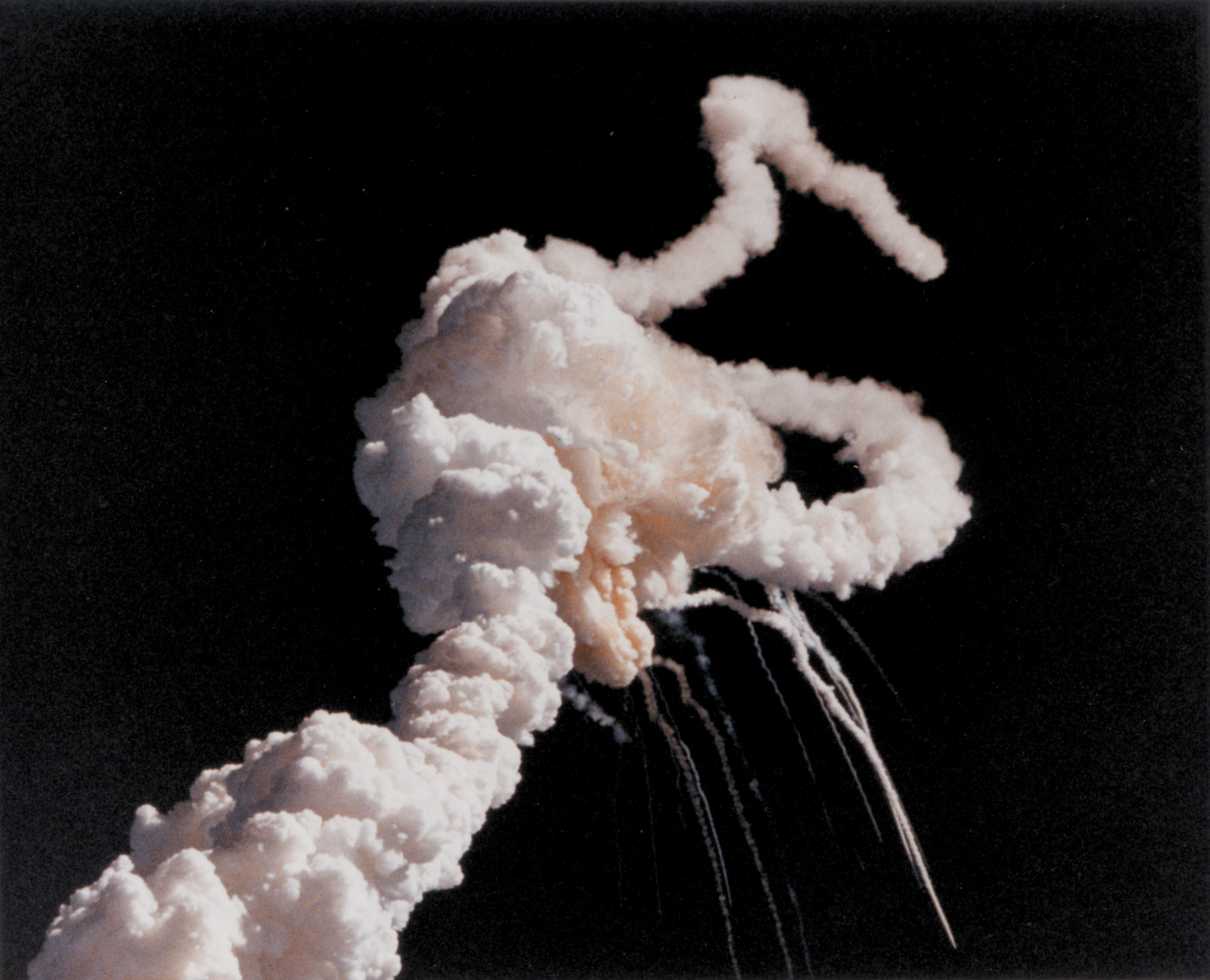
A Challenger-katasztrófa pillanata

A Columbia-katasztrófa 17 évvel a NASA másik nagy balesete, a Challenger-katasztrófa után következett be, és több ponton kapcsolódik az akkor történt eseményekhez. 1986. január 28-án a Challenger űrrepülőgép az STS–51–L expedícióra indult a világűrbe, és a felszállás során, az emelkedés 73. másodpercében megsemmisült. A balesetet követő vizsgálat megállapította, hogy a baleset oka a jobb oldali gyorsítórakétába épített gumitömítés, az ún. O-gyűrű átégése volt. Az O-gyűrű meghibásodását az okozta, hogy a startra rendkívül hideg, fagypont alatti körülmények között került sor, amelyre az alkatrész rosszul reagált és átégett, szabad utat engedve a rakéta belsejében keletkező forró gázoknak. Azok így átégették a külső tartályt is, amelytől az abban levő hajtóanyag és oxidálóanyag kiszabadult, elegyedett, majd begyulladt, az ebben a folyamatban fellépő légerők pedig darabokra törték az űrsiklót. A vizsgálat akkor azt is megállapította, hogy a meghibásodás nem egyszeri, véletlenszerű eset volt, hanem korábban is előfordult – igaz nem ilyen katasztrofális következményekkel – a NASA és a rakéta gyártójának a Norton-Thiokol vezetésének tudomása is volt az ebben rejlő veszélyről, ám végül nem tettek semmit, és alulbecsülve a probléma jelentőségét, engedélyezték a startot. Ezek a megállapítások a NASA felelősségét is felvetették, annak kommunikációs, döntéshozatali és szervezeti kultúrabeli hiányosságait kritizálva.
A Challenger balesetében elhunyt hét űrhajós, a parancsnok Dick Scobee, a pilóta Michael Schmitt, Judith Resnik, Ellison Onizuka, Ron McNair kutatásfelelősök és Greg Jarvis, valamint Christa McAuliffe rakományfelelősök. A Space Shuttle-program akkor 32 hónapra leállt, hogy kijavítsák a feltárt hibákat és hiányosságokat, és csak azt követően folytatódhattak az űrrepülések az űrrepülőgépekkel. A program ezután 14 évig haladt tovább, közel 90 repülést teljesítve, azonban ezen idő alatt a NASA folyamatai – az ajánlások és javításra tett intézkedések ellenére – részben visszarendeződtek a korábbi, káros gyakorlathoz. Ennek során az egyébként potenciálisan veszélyes jelenségeket tévesen kevésbé kockázatosnak értékelve engedélyezték a startokat, mivel a korábbi tapasztalatok azt mutatták, hogy a veszély ellenére nem történt baj, amivel lényegében a szerencsére bízták a repülések sikerességét. Később Diane Vaughan szociológus egy önálló viselkedésformaként, az ún. „eltérések normalizálódásaként” azonosította a jelenséget, amelyet elsőként a NASA-nál, később azonban az élet számos más területén is megfigyeltek.

### Szigetelőhab-leválások

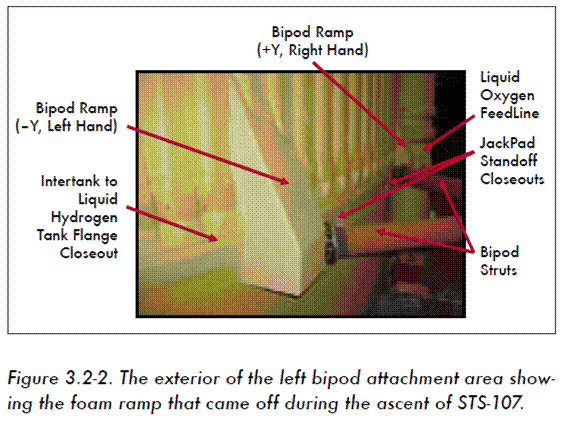
A szigetelőhabból felépített áramvonalazó rámpa az űrrepülőgép külső tartály bekötési csomópontjánál

Hasonlóan a Challenger O-gyűrű problémájához, a végül a Columbia vesztét okozó szigetelőhab leválások is jóval korábban kezdődtek, intő jelként a NASA-mérnökök számára. Az STS-rendszer legnagyobb részegységét, a külső tartályt teljes egészében szigetelés védi kívülről, amely segít a cseppfolyós hidrogén és oxigén hőmérsékletének megtartásában. Ennek a szigetelésnek egy speciális darabja, az ún. támasztóláb szigetelőhab-rámpa, amely a szigetelés mellett aerodinamikai szerepet is betölt. Ez egy speciális megoldás volt a nagy külső hajtóanyagtartály bekötési csomópontjánál, ahol az űrrepülőgépet csatlakoztatták a tartályra. A csatlakozást két tartógerenda (láb) egyetlen bekötési csomópontba való rögzítése jelentette, amely felett egy ék alakú, nagyjából 1 méter hosszú, folyamatosan szélesedő, rámpaszerű szigetelést applikáltak, amelynek eredeti funkciója az volt, hogy csökkentse a bekötési csomópontra ható aerodinamikai erőket. (Az űrrepülőgépnek két ilyen bekötési csomópontja volt – jobb oldali és bal oldali bekötés – és mindkettő kapott egy ilyen poliuretán habból felépített szigetelést, ahogy a folyékony oxigén táplálóvezetéke csatlakozási pontjánál is kiépítettek egy ilyet.) Utóbb, éppen a baleseti vizsgálat hatására ezeket a szigetelőhabból épített védőszigeteléseket szükségtelennek ítélték, és a későbbi repüléseken mellőzték őket.
Ezekkel a szigetelőrámpákkal kapcsolatban korábban is jegyeztek fel problémákat. Összesen hat esetben vált le részben, vagy egészben a helyéről ez az alkatrész: az STS–7-en 1986-ban, az STS–32-n 1990-ben, sz STS–50-en 1992-ben, az STS–52-n szintén 1992-ben, az STS–64-en 1994-ben és mindössze két repüléssel az STS–107 előtt, az STS–112-n 2002-ben. A jelenség olyan ismert volt a NASA előtt, hogy saját nevet is adtak neki: „habhullás” (foam shedding). Azonban a Challenger O-gyűrű problémájához hasonlóan a NASA menedzsmentje lassan „hozzászokott” ehhez a jelenséghez, és mivel az előző hat alkalommal nem volt különösebb hatása, veszélytelennek minősítették és úgy is kezelték. A szakirodalom ezt a magatartást említi az eltérések normalizálódásaként, amely végül katasztrofális következményekkel jár.
Hogy a probléma kezelése azért megkezdődött, jelzi, hogy az STS–112 esetén éppen a habhullás jelenségnek vizsgálatára egy kamerát erősítettek a külső tartályra, amelynek feladata éppen a jelenség megfigyelése volt. Annak a startnak a során egy nagyobb darab szigetelőhab vált le, és hullott alá, akkor nem az űrsiklót, hanem a külső tank oldalsó gyorsítórakéta bekötési pontját találva el, egy 10 centiméter széles és 7 centiméter mély bemélyedést okozva rajta. Az STS–112-t követően kiadott repülési jelentés megállapítása szerint: „az ET (External Tank – külső hajtóanyagtartály) biztonságos repülésre alkalmas, nem vet fel újabb aggodalmakat (és nincs további rizikó sem)”.
Hogy a fenti megállapítás mégsem volt teljesen egyértelmű jelzi, hogy Linda Ham, a Space Shuttle Mission Management Team (Repülésvezetői Csoport) vezetője, aki Ron Dittermore-ral, a Shuttle-program vezetőjével együtt részt vett az STS–112 hableválását tárgyaló belső meetingen, amely kimondta, hogy a hableválás „nem a repülésbiztonságot érintő esemény”, ezt az érvelést „vacaknak” jellemezte, bár a felettesével, Dittermore-ral együtt soha nem kérdőjelezte meg.

### Közvetlen előzmények
Az STS–107 indulása rendkívül hányatott volt, összesen 13 alkalommal szenvedett halasztást. Az expedíció eredetileg 2001. január 11-i indulással szerepelt a tervekben, amelyet a halasztások több mint két évvel toltak el. A halasztások legfőbb oka az egyéb küldetések nagyobb prioritásában volt keresendő (a 107 jelölésű út így végül a 113 jelű után következhetett el), azonban volt három technikai jellegű halasztó probléma is:
1. A Triana műhold törlése és felcserélése a Freestarral: az eredetileg tervezett a Nap-Föld rendszer L1 Lagrange-pontjába pályára állítandó napobszervatórium szerepelt a Columbia által pályára bocsátandó eszközök között, ám a Bush kormányzat megvonta a pénzügyi támogatását, és ki kellett cserélni egy másik eszközzel (a Triana végül Deep Space Climate Observatory néven 2015-ben jutott a világűrbe). Ez a csere azonban időigényes volt.[3]
2. A Columbia 1999-ben esett át egy nagyobb karbantartási műveleten, amely azonban hat hónappal tovább tartott a tervezettnél, és az azt követő repülések menetrendjében nagyobb átszervezést igényelt. Ebben az átszervezésben a Hubble űrtávcső-szerviz küldetése élvezett elsőbbséget, így a Columbia előbb az STS–109-et repülte le, s csak ezután következhetett az STS–107[3]
3. Egy hónappal a tervezett, 2002. július 19-i indulás előtt az Atlantis űrsikló hajtóművében, az áramlásjavító rendszerben repedéseket fedeztek fel (az áramlásjavító gondoskodik arról, hogy a hajtóanyag áramlása során keletkező vibrációk és kavitációk kisimuljanak, amikor az anyag belép a turbószivattyúba, segítve az egyenletes égést). Ez a probléma négy hónapra a földre rendelte az egész űrsiklóflottát. Ez gondokat okozott az ISS 5-ös és 6-os számú állandó legénységének váltásában, amely szintén megelőzte az STS–107-et a probléma megoldását és a repülések felújítását követően.[3]

## Személyzet
A legénység összetételét az STS–107 repüléshez 2000 júliusában véglegesítették, amikor az Űrhajós Iroda vezetője bejelentette a sajtónak a hét kiválasztott űrhajós nevét. A nevük mellett zárójelben szereplő szám a repüléseik számát mutatja az STS–107 repüléssel együtt:
- Richard Douglas Husband (2), parancsnok. A 45 éves Husband parancsnok a U.S. Air Force ezredese volt, ahol berepülőpilótaként szolgált előzőleg. Fiatalon a Texas Tech Egyetemen szerzett mérnöki diplomát 1980-ban, alapfokon, majd 1990-ben a Kaliforniai Állami Egyetemen mesterfokon. A NASA kötelékébe 1994-ben került, amikor a 15. űrhajósválogatási fordulóban beválasztották a testületbe. Első repülésére 1999-ben, az STS–96-on került sor, ahol pilóta beosztást kapott a 10 napos repülésen, így tagja volt annak a legénységnek, amely űrrepülőgéppel először dokkolt a Nemzetközi Űrállomáson.[4]
- William Cameron McCool (1), pilóta. McCool 40 évesen kapta élete első űrrepülésének pilóta beosztását az STS–107-en. Korábban a haditengerészet állományában parancsnoki rangban (a szárazföldi erők megfelelő rendfokozata: alezredes) szolgált pilótaként, majd a parancsnokhoz hasonlóan berepülőpilótaként. Előtte 1983-ban szerzett alapfokú diplomát alkalmazott tudományokból a U.S. Naval Academyn, majd 1985-ben a Marylandi Egyetemen, számítógép-tudományokból, illetve 1992-ben a Naval Postgraduation Schoolban repülőmérnöki stúdiumokból szerzett mesterdiplomát. Űrhajósnak a NASA 16. űrhajósválogatási fordulójában, 1996-ban választották be a testületbe.[4]
- Michael Phillip Anderson (2), kutatásfelelős. A 43 éves Anderson is a légierő kötelékéből érkezett az űrhajósok közé, ahol repülési oktató, illetve taktikai tiszt volt alezredesi rangban. Ezt megelőzően a Washingtoni Egyetemen fizikából és csillagászatból szerzett alapdiplomát, amelyet 1990-ben a Creighton Egyetem mesterdiplomája követett, szintén fizikából. Űrhajósnak Husband parancsnokkal együtt 1994-ben választották be, és első repülését az STS–89-en teljesítette 1998-ban, a nyolcadik Shuttle-Mir expedíció során.[4]
- David McDowell Brown (1), kutatásfelelős. A 46 éves Brown a pilótához hasonlóan a haditengerészet állományából érkezett, ahol sorhajókapitányi (ezredesnek megfelelő rendokozat) rangban repülőorvosi feladatokat látott el. Orvosi végzettségét egy biológiai alapdiplomával a William and Mary főiskoláról 1978-ból, valamint doktorátusával a Kelet Virginiai Egészségügyi Iskoláról 1982-ben szerezte. Az 1996-os 16. űrhajóscsoport tagjaként került kiválasztásra a NASA kötelékébe és az STS–107 volt élete első űrrepülése.[4]
- Kalpana Chawla (2), kutatásfelelős. A 40 éves, indiai születésű Chawla a repülés egyetlen civil űrhajósa volt, aki 1994-ben került kiválasztásra a NASA űrhajósjelöltjei közül. Tanulmányait még Indiában kezdte és a Punjab Mérnöki Főiskolán szerzett alapdiplomát repülőmérnöki stúdiumokból 1982-ben, majd ugyanezen szakterületen immár az USA-ban a Texas-Arlington Egyetemen mesterdiplomát 1984-ben, végül pedig a Colorado-Boulder Egyetemen doktorált 1988-ban. Űrhajósként az STS–87-en debütált, mint az űrrepülőgép robotkarjának első számú operátora.[4]
- Laurel Blair Salton Clark (1), kutatásfelelős. Clark 41 évesen vett részt élete első űrutazásán. A NASA az 1996-os űrhajósválogatásán válogatta be a testületbe, előtte a haditengerészetben McCoolhoz hasonlóan parancsnoki rangban szolgált repülőorvosi beosztásban. Korábban 1983-ban zoológiai tárgyban szerzett alapdiplomát a Wisconsin-Madison Egyetemen 1983-ban, majd ugyanezen az iskolán orvosi doktorátust 1987-ben.[4]
- Ílán Rámón (1), kutatásfelelős. A legénység legidősebb tagja a 48 éves Rámón ezredes volt az Izraeli Légierő kötelékéből, ahol vadászpilótaként szolgált. 1987-ben szerzett elektronikai és komputermérnök alapdiplomát a Tel-Avivi Egyetemen. Egy 1997-ben egy együttműködési megállapodás révén került be az amerikai űrprogramba. Ennek keretében az Izraeli Légierő űrhajósjelölteket toborzott, akiket aztán a NASA fogadott 1998-ban kiképzési céllal. Az STS–107 volt Rámón első repülése, amivel egyben Izrael első űrhajósa is ő lett.[4]

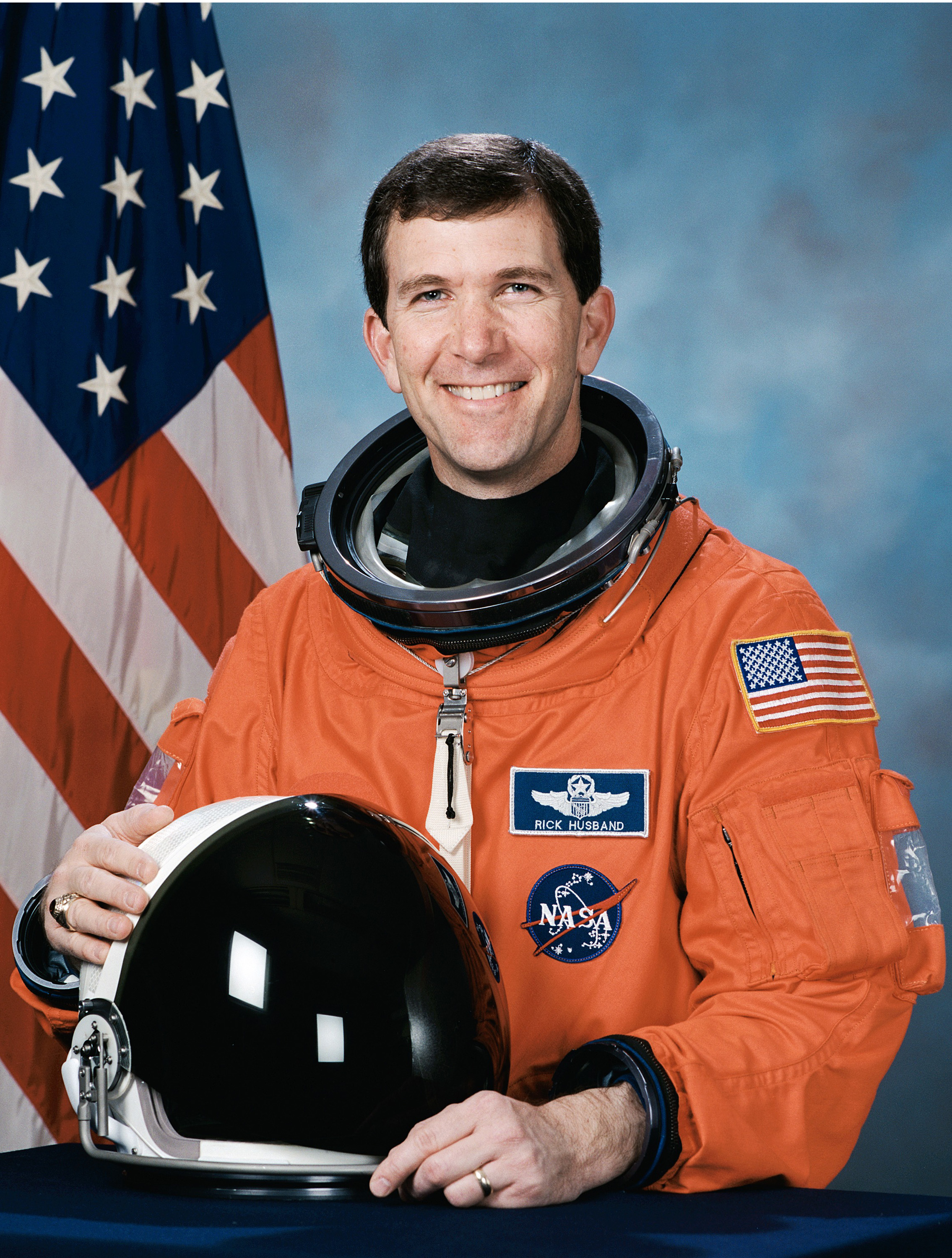
Richard Husband, parancsnok
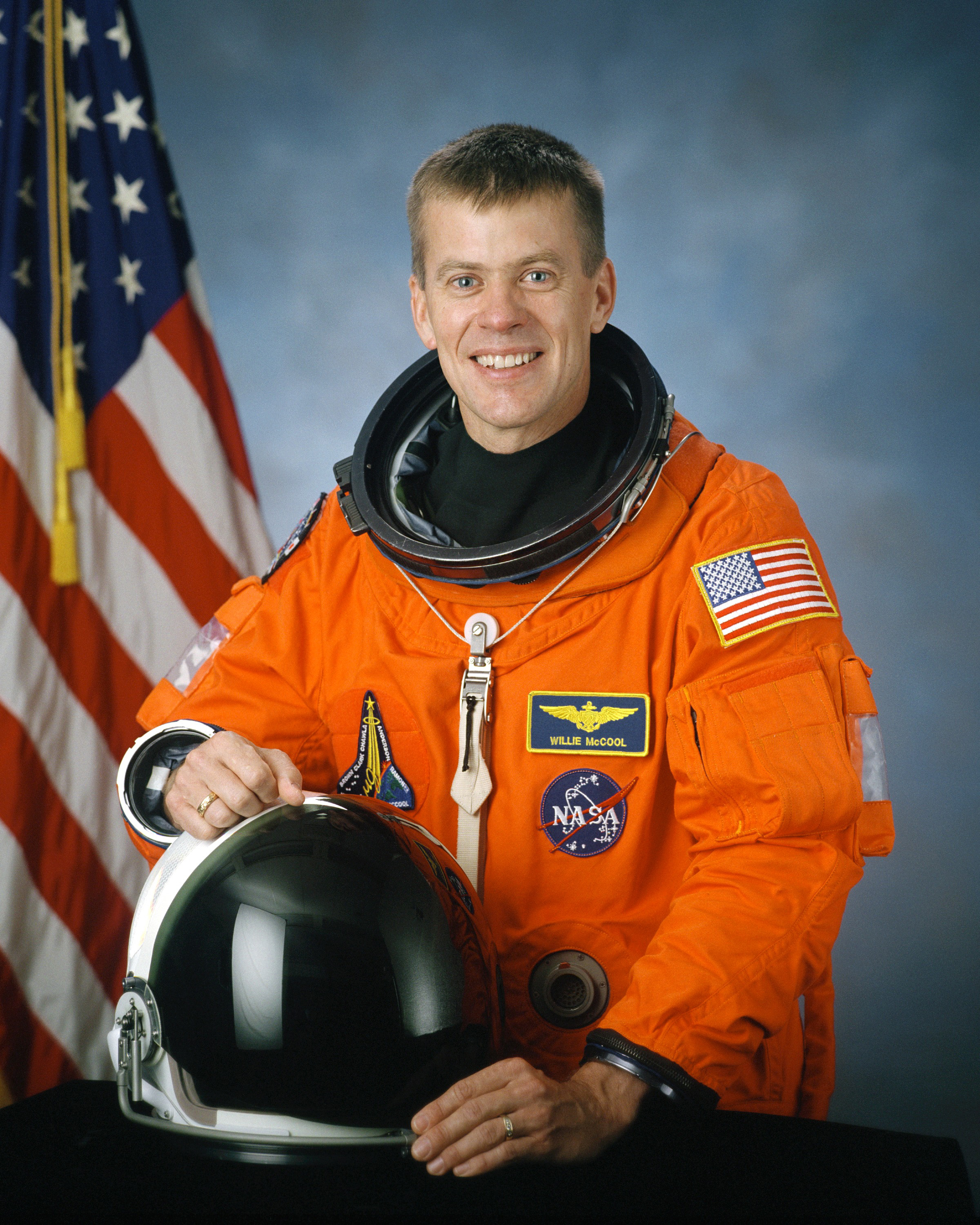
Willie McCool, pilóta
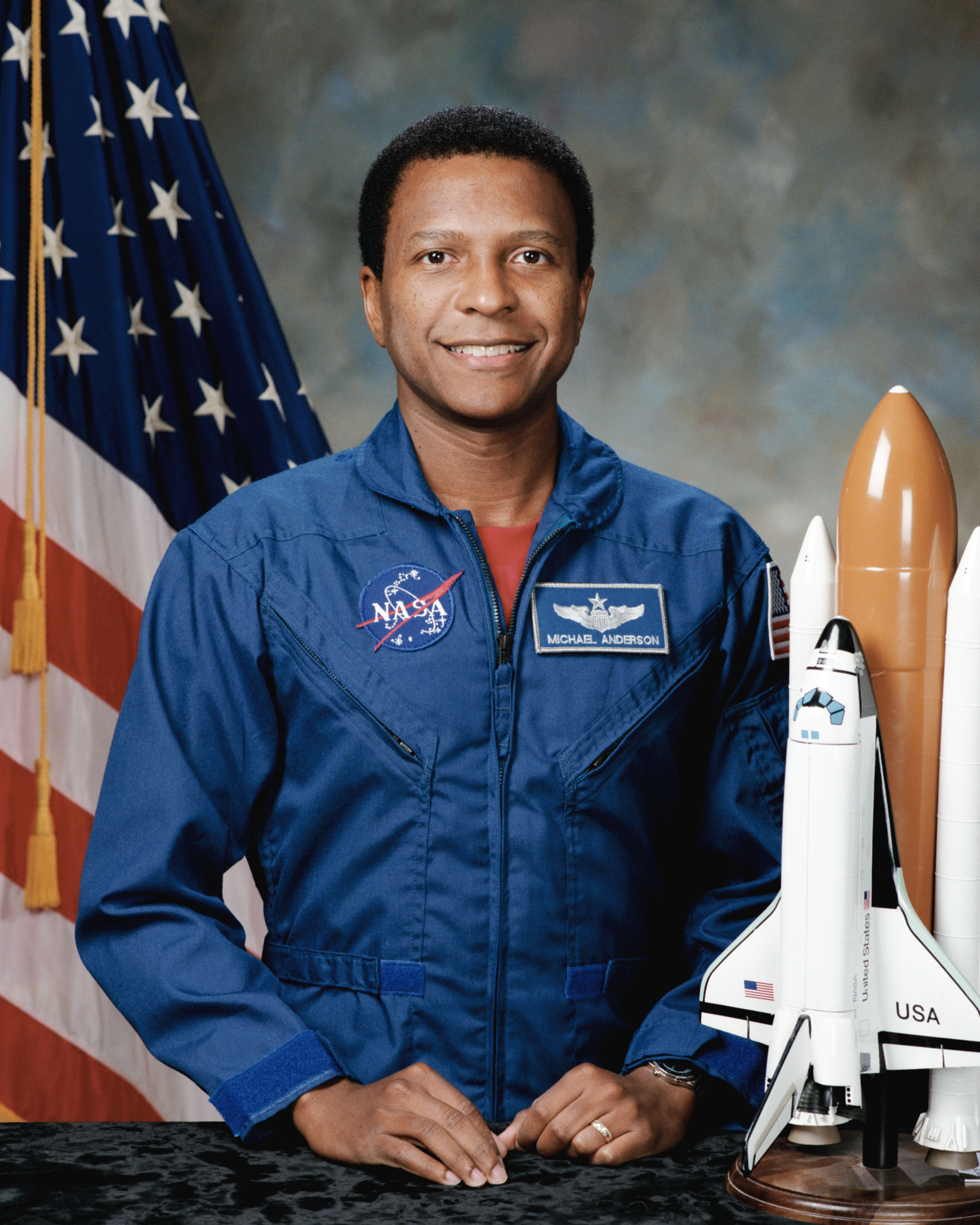
Mike Anderson, kutatásfelelős
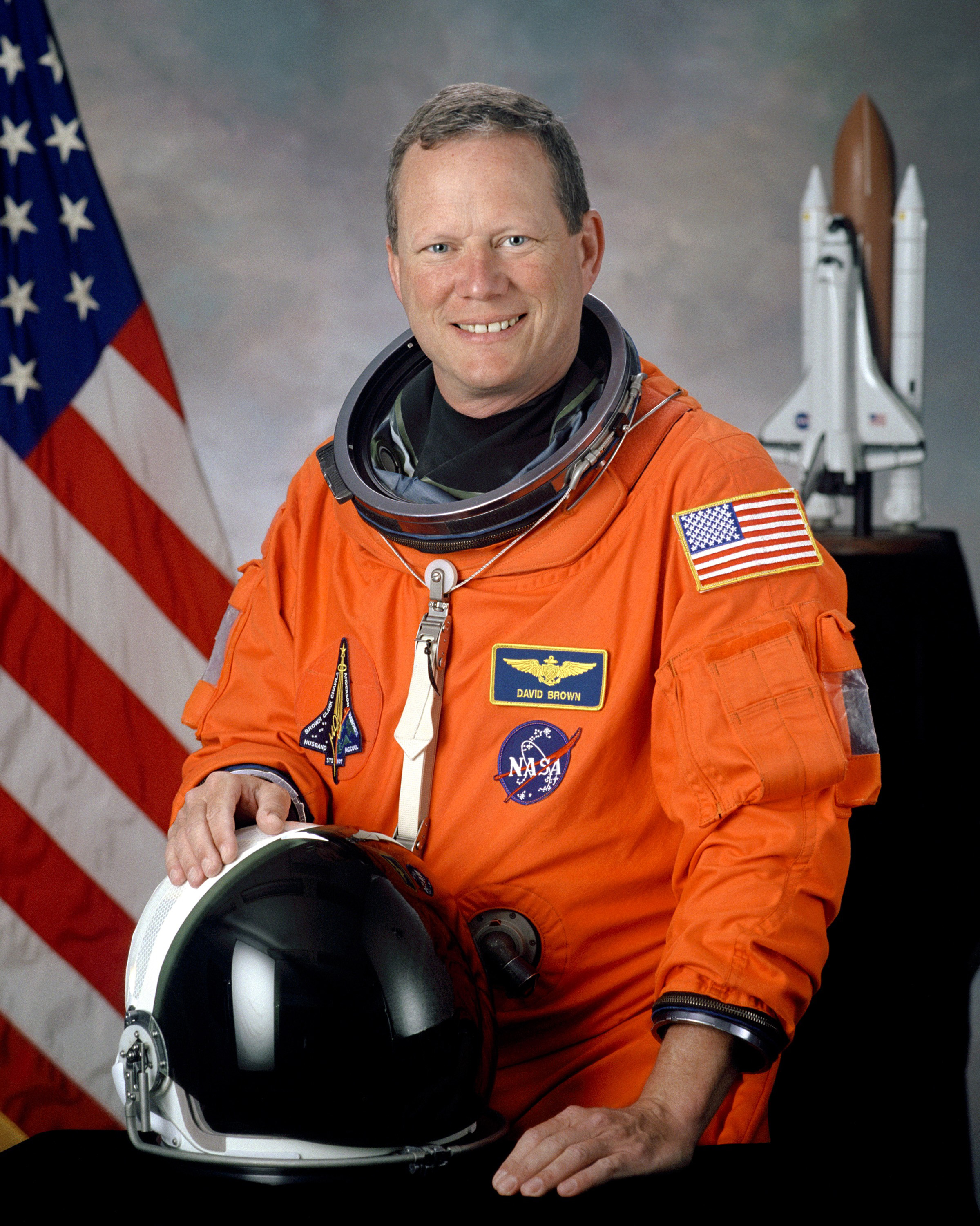
David  Brown, kutatásfelelős
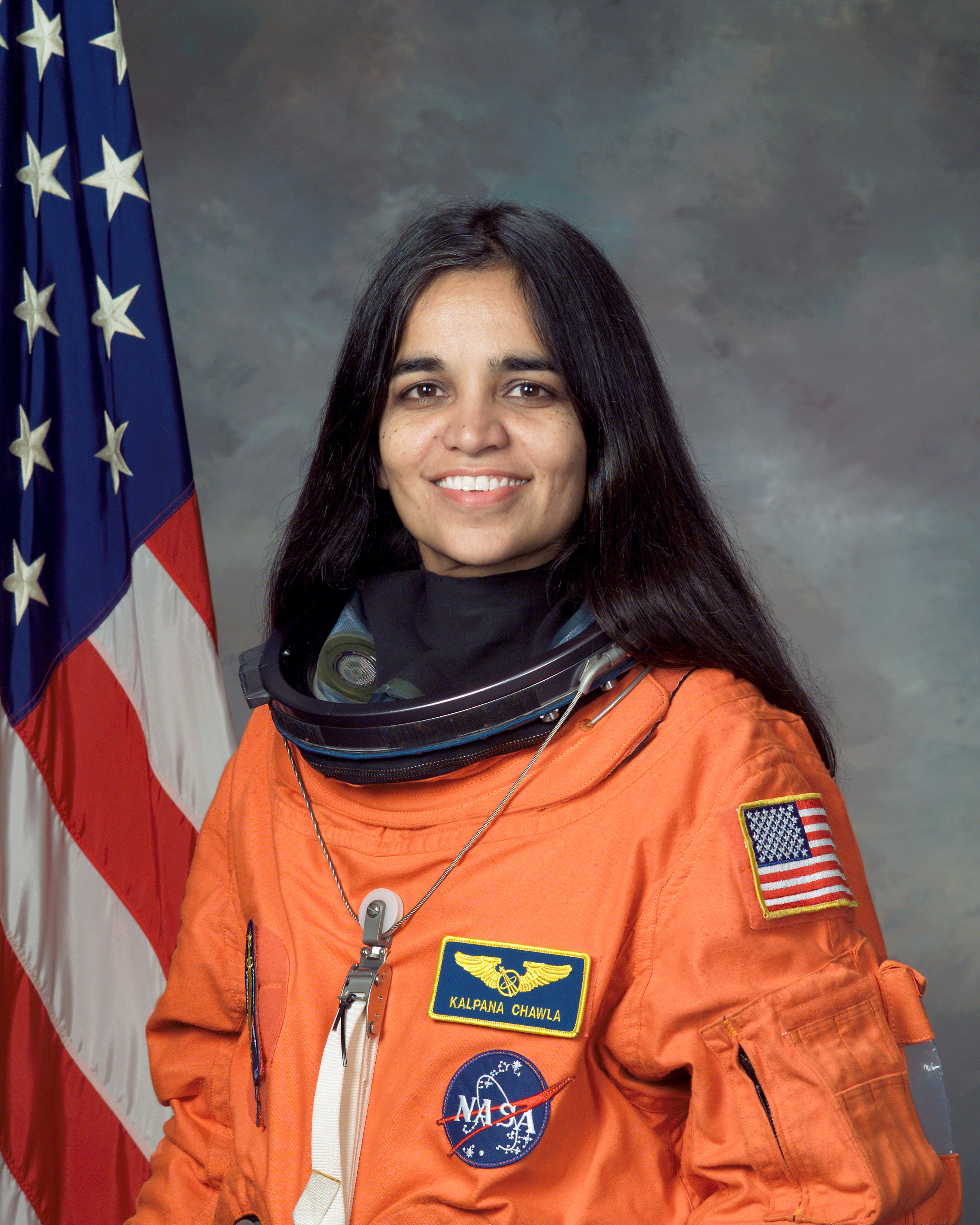
Kalpana Chawla, kutatásfelelős
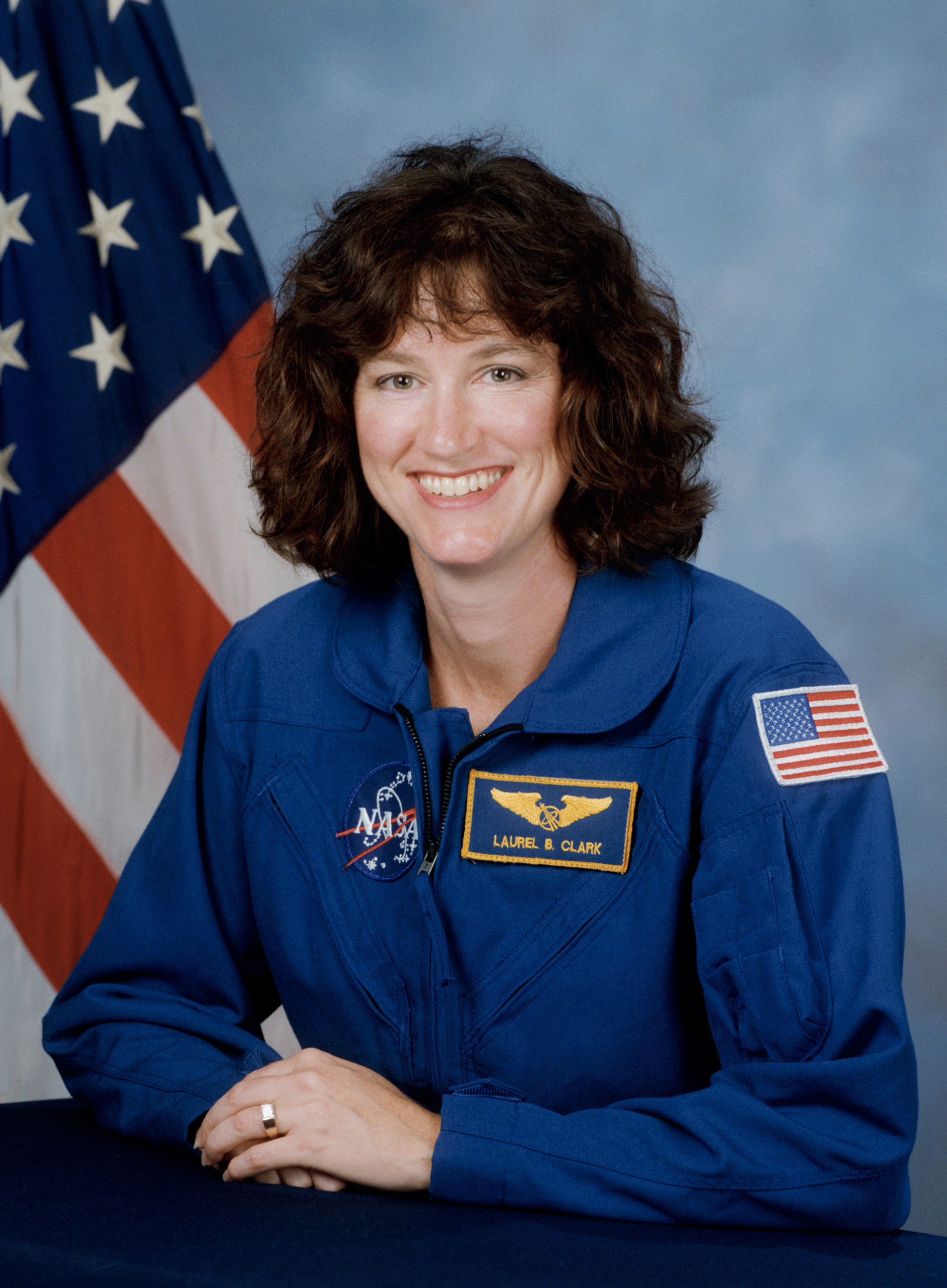
Laurel Clark, kutatásfelelős
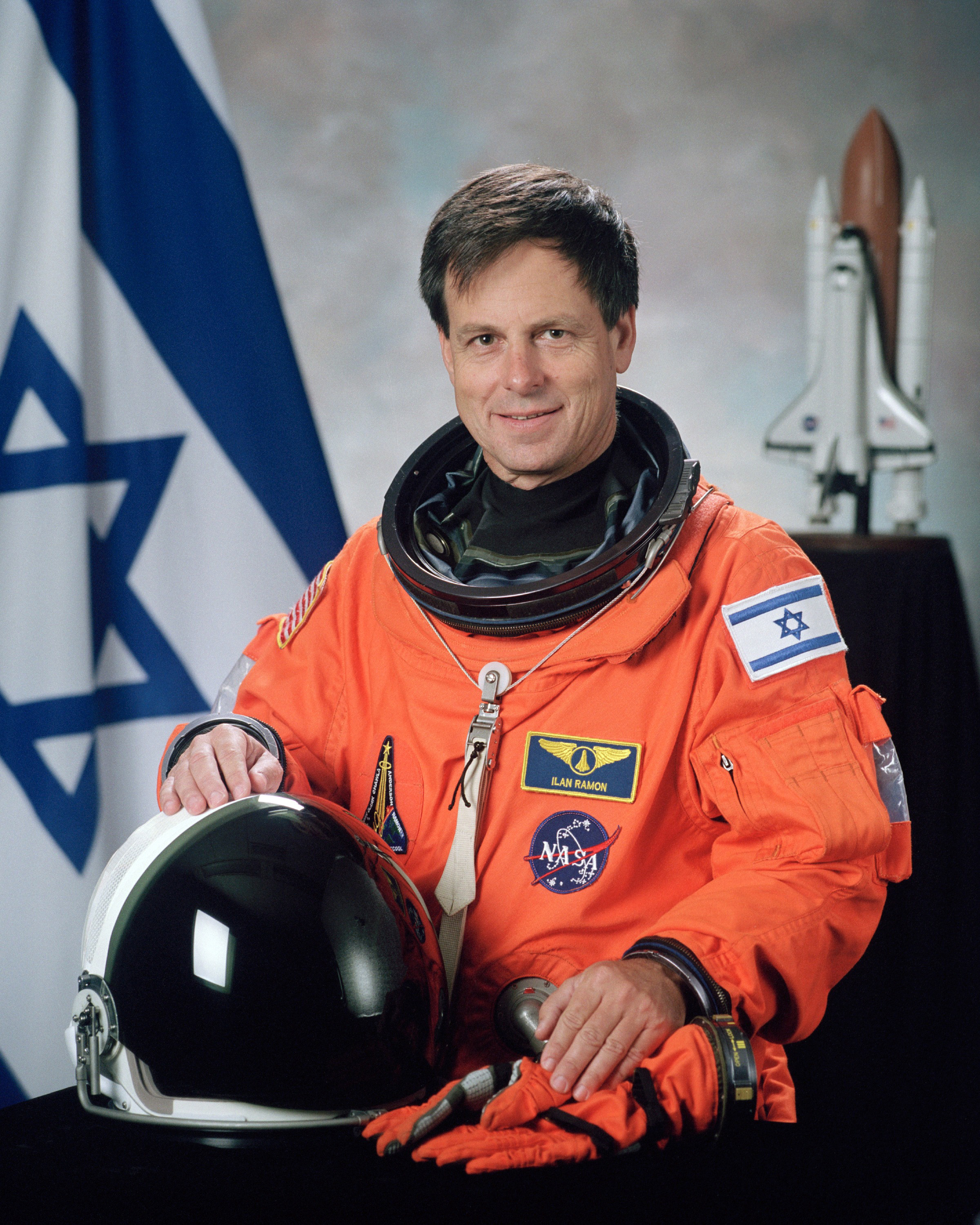
Ílán Rámón, rakományfelelős
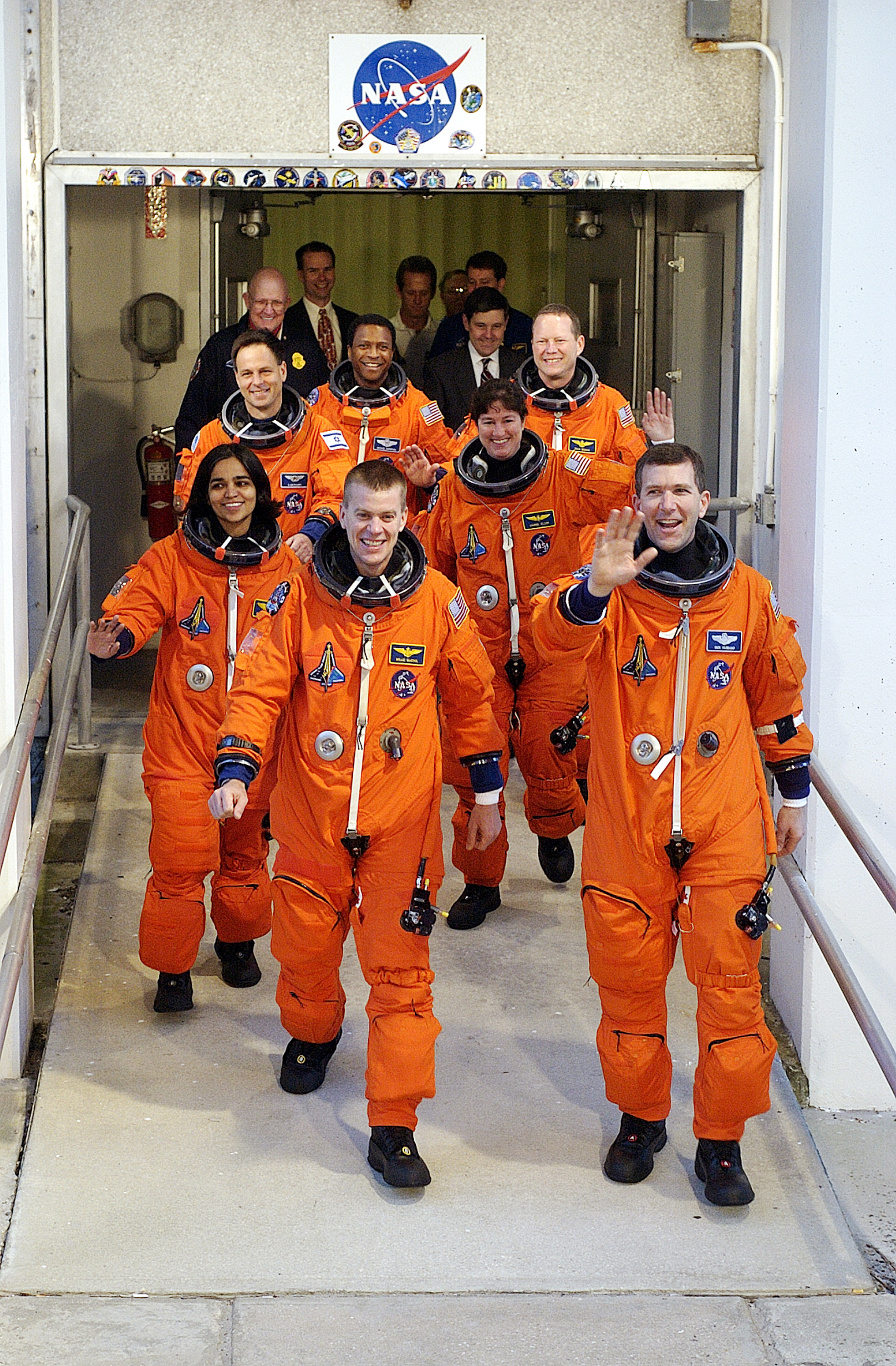
Beszállás az űrrepülőgépbe a startot megelőzően

## A repülés

A SpaceHab az űrsikló rakterében

Az STS–107 küldetéssel hosszú idő után került sor újra egy önálló, tudományos célú repülésre, mivel az űrsiklók ezt megelőzően szinte kizárólag a Nemzetközi Űrállomás építésében és személycseréiben voltak részesek, egyetlen kivételtől, a Hubble űrtávcső szervízrepülésétől eltekintve. A tervek egy 15 napos repülést irányoztak elő, amelyen rengeteg – szám szerint 57 – kísérletet kívántak elvégezni, változatos témakörökben és más űrügynökségek partnerségében. Ezek nagy része a csak az űrrepülőgéppel feljuttatható, kvázi űrállomás a SpaceHab fedélzetén ment végbe, amelyet a raktérben szintén magával vitt a Columbia. A terv szerint a SpaceHab a dupla mikrogravitációs laboratóriumban a legénység 12 órás váltásokban végezte az előírt programokat. Szolgálati idejük alatt több mint 80 kutatási, kísérleti feladatot végeztek, vagy a zárt folyamatokat ellenőrizték. Tanulmányozták a Földet és a világűrt, fejlett technológia fejlesztése érdekében anyagtudományi kísérleteket végeztek. Orvosbiológiai vizsgálatokat végeztek. Kereskedelmi megrendelésre gyógyszeralapanyagot készítettek. Különféle körülmények között vizsgálták a láng viselkedését. Izraeli megrendelésre Ílán Rámón több témában (a Föld légkörének vizsgálata, meteorológiai következtetések elősegítése) végzett méréseket.
A személyzet négy tagjának ez volt az első repülése, köztük Ílán Rámón volt az első izraeli állampolgár, aki eljutott a világűrbe.

### A start

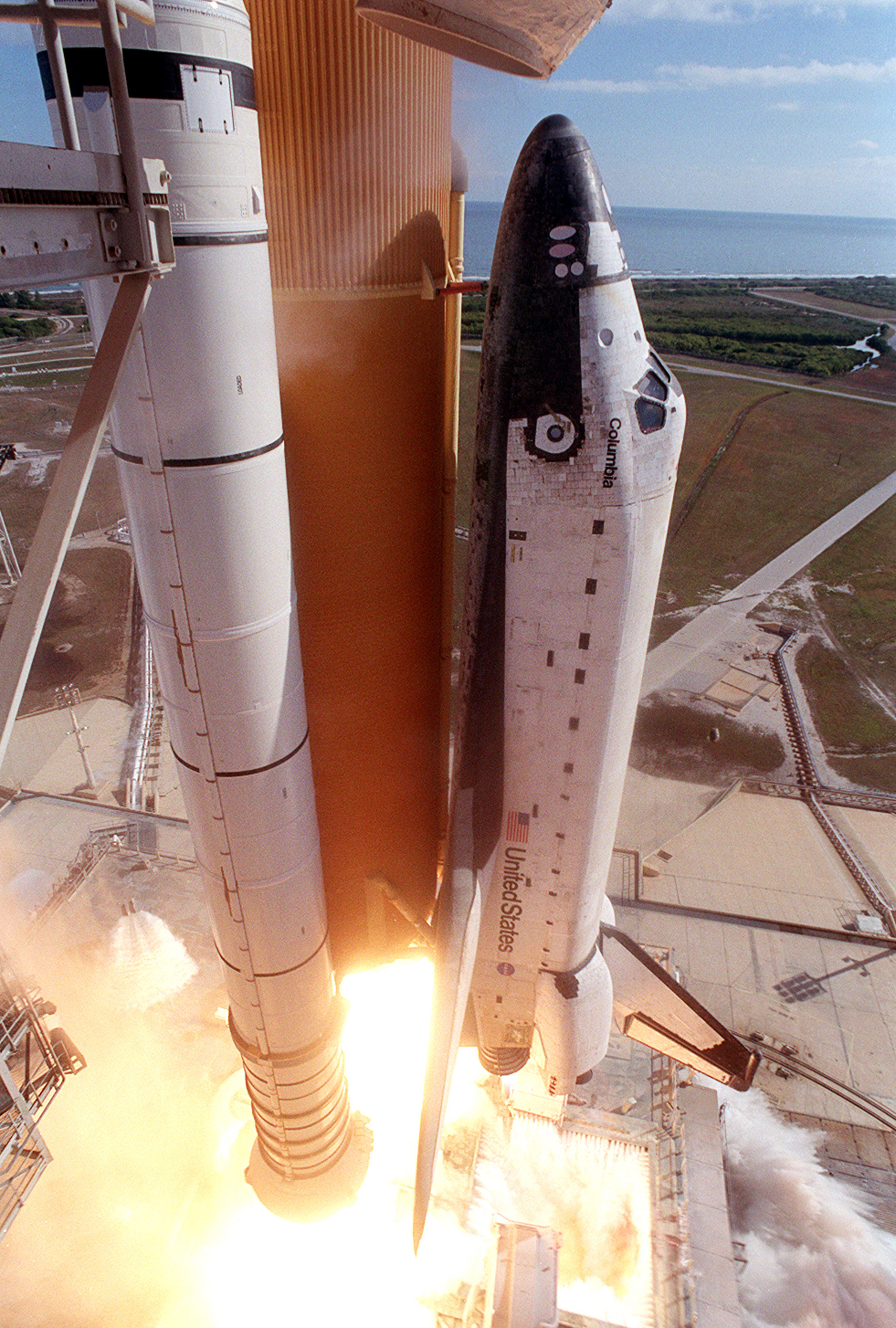
Az STS-107 startja

A számtalan halasztás után az STS–107 startjára 2003. január 16-át tűzték ki, amikoris helyi idő szerint 10:39:00-kor (15:39:00 UTC) a Columbia elstartolt Cape Canaveral légitámaszpontjának 39A jelzésű indítóállásáról. Az emelkedés rutinszerű, eseményektől mentes volt – legalábbis annak tűnt –, csak a később a felszállást rögzítő filmfelvételek egyikén tűnt fel, hogy az emelkedés 81,7 másodpercében apró rendellenesség történt. A külső tartály és az űrrepülőgép bal oldali bekötési csomópontja mellől egy kb. aktatáska méretű szigetelőhab darab levált, majd aláhullva a Columbia bal szárnyának belépőélének ütközött. A belépőélen az űrrepülőgép hővédő burkolatának legérzékenyebb elemei, az ún. megerősített szén-szén panelek sorakoztak, így ezek egyikének ütközött a szigetelőhab darab. A Columbia ekkor 20 km magasan járt és kb. 3013,61 km/h sebességgel haladt. A lehulló habdarab a későbbi elemzések alapján 540-860 km/h közötti sebességgel ütközött a szárnynak.
A szinte érzékelhetetlen incidenst követően a Columbia rendben a tervezett pályára áll. Az űrhajó pályája 270x285 km-es közel körpálya volt, amelyen 90,1 perc alatt tett meg egy Föld körüli fordulatot, pályahajlása pedig 39° volt.

### A repülés alatti kockázatkezelés
A startról készült fotókat rutinszerűen a felszállás után nem sokkal kiértékelték, és a Marshall Űrközpont egyik mérnöke figyelmeztette a Kennedy űrközpont fénykép kiértékelő csoportját, hogy az egyik felvételen rendellenességet érzékelt: egy szigetelőhabdarab vált le a külső tartályról és eltalálhatta a szárnyat. Másnap egy alacsony felbontású videófelvétel került a kiértékelők elé, amelyet a Cocoa Beachről, 42 kilométeres távolságból készített a Légierő egyik követő kamerája. A felvételen egy nagyobb szigetelőhab leválása volt látható, igaz nagyon gyenge felbontásban. Ezzel párhuzamosan beérkezett ugyanabból a kamera felállítási helyről egy 35 mm-es filmre rögzített felvétel, amelyet éppen előhívtak, de a kamera nem fókuszált tökéletesen, a felvétel használhatatlan volt. Végül beérkezett a Cape Canaveral leszállópályáján, az indítóállástól 27 kilométerre felállított, nagy felbontású filmfelvevő képsorozata is, amelyen egyértelműen kivehető volt, ahogy egy habdarab leválik a külső tartályról, eltalálja a Columbia bal szárnyát, valahol a belépőél környékén, és a becsapódás után apró darabokra robbanva egy felhőt alkot.
A Kennedyn dolgozó képelemzőket megdöbbentette a becsapódás: „Eleddig ez volt a legnagyobb törmelékdarab, amit valaha leválni láttunk egy űrjárműről és a legnagyobb törmelékdarab, ami eltalált egy űrsiklót”. A csoport egyik mérnöke azonnal telefonon értesítette a Space Shuttle program egyik vezetőjét Wayne Hale-t, „egy komoly becsapódást észleltünk az űrjárművön...részletek nemsokára”. A kialakult helyzetet úgy lehetett volna tisztázni, hogy a rendelkezésre álló, gyenge minőségű és/vagy felbontású felvételek helyett a NASA jobb felvételeket szerez be a becsapódás feltételezett helyéről.
A NASA vezetői azonban a Challenger-katasztrófához hasonló veszélyhelyzetben – ahogy a CAIB későbbi jelentése összegzi – rosszul reagáltak, nem ismerték fel a mérnökök által felvetett probléma veszélyeit, és elmulasztották a mérnökök által felvetett megoldási javaslatok kivitelezését. Ezen megoldási lehetőségeket – szám szerint hármat – a CAIB jelentése „elszalasztott lehetőségként” mutatja be:
1. kérjék meg a legénységet, hogy vizuálisan vizsgálja meg a balszárnyat (pl. a raktérben elhelyezett ablakon keresztül, vagy optimálisabban egy be nem tervezett űrsétával), és jelentsék, hogy látnak-e valamilyen rendellenességet. Az ebben a témában összeült meeting megállapította, hogy a lehulló szigetelésdarab hasonló méretű volt, mint az STS–112 esetében, amikor is nem okozott különösebb problémát. Bár Linda Ham úgy értékelte a helyzetet, hogy „az érvelés vacak volt, akkor és most is”, mégis úgy ítélték meg, hogy nincs szükség beavatkozásra. Tették ezt annak érdekében (is), hogy a soron következő STS–114 egy hónappal később esedékes startja ne szenvedjen halasztást a kivizsgálás miatti kényszerű leállás miatt.[2]
2. kérjék meg David Brown és Mike Anderson űrhajósokat, hogy az első nap során készült felvételekből többet küldjenek le az irányítás számára. Brown az első repülési napon egy videókamerával, Anderson pedig egy fényképezőgéppel filmezte, illetve fotózta a külső tartály leválását, amelyekről le is küldtek a hajónapló 1. repülési nap bejegyzése számára felvételeket, ám azokon a kérdéses terület nem volt látható (a felvételek akkor készültek, amikor a bekötési csomópont már kifordult a látómezőből). A mérnökök feltételezték, hogy fenn az űrhajósok rendelkezésére állnak még más felvételek is, amelyeket nem töltöttek le az adatfolyamban és amelyek ábrázolhatják a kérdéses területet. A hővédő borítás egyik szakértőjének, Calvin Schomburgnak a véleményére, miszerint „a becsapódás nem jelenthetett problémát a hővédő csempézésre”, valamint Paul E. Schacknak, a Shuttle Mérnöki Iroda vezetőjének véleményére („a hab lehullása sohasem volt repülésbiztonsági kérdés”) alapozva, ennek a kérésnek a teljesítése is elmaradt.[2]
3. kérjék meg a Hadügyminisztériumot, hogy külső eszközökkel készítsen megfelelő felbontású felvételeket az űrsiklóról, amelyekből megítélhetik az esetleges sérüléseket. A mérnökök javaslatára alacsonyabb szinteken meg is kezdődött egy egyeztetés a Védelmi Minisztériummal, hogy az az egyébként valóban rendelkezésére álló eszközeivel (kémműholdak nagy felbontású fényképezőgépeivel, vagy ugyanilyen földi telepítésű kamerákkal) készítsen fotókat a Columbiáról, felmérendő a feltételezett károsodásokat. Az egyeztetés során elhangzott, hogy a kérés pusztán a (nyilvánvaló) képességre vonatkozó információgyűjtés, és semmilyen cselekvést nem kér a NASA. A kérést még másik két hasonló, puhatolózó jellegű üzenetváltás követte – a Hadügyminisztérium illetékesei el is kezdték a felkészülést az esetleges cselekvésre –, ám végül a NASA felsőbb vezetése megszakította azt a folyamatot, és kimondta, hogy nem kérnek külső segítséget. Az indok az volt, hogy a vezetés a NASA „házon belüli” ügyének minősítette a Columbia esetleges problémáját, és nem akartak bevonni külső szereplőt.[2]

A NASA menedzsmentje nem önkényesen, vagy hanyagságból döntött rosszul, voltak ugyanis megfontolásai, amelyekről később bebizonyosodott, hogy inkább emocionális, mintsem racionális alapokon állnak. Így például mindenki szilárdan hitt a hővédő téglák, különösképpen a szárny belépőélén alkalmazott megerősített szén-szén (Reinforced Carbon-Carbon – RCC) elemek ellenállóságában. Charles Bolden űrhajós, a NASA későbbi főigazgatója mondta erről a következőket:
„...sohasem beszéltünk az RCC-ről, mivel mind azt hittük, hogy az áttörhetetlen. Tizennégy évet töltöttem el repülésekkel az űrprogramban, azt gondolván, hogy ezek jó erősek a maguk 10-15 centis vastagságával a gépek belépőélén. És amikor a Columbia után megtudtam, hogy alig pár milliméteresek és még olyan erősek sincsenek, mint a Corvette-emen az üvegszál erősítésű műanyag panelek, na az kinyitotta a szememet...de azt hiszem, hogy egyikünk számára, és itt a legjobb elmékről beszélek, akiket valaha ismertem a NASA-n belül és kívül, sohasem gondoltam, hogy ez hibát okozhat.”
A másik ok talán még kevésbé műszaki gyökerekkel rendelkezett, ami a NASA vezetőinek kezét vezette a döntéshozatalnál. A kockázatkezelési folyamatokra nagyon nagy hatással volt a vezetők azon vélekedése, hogy úgysem tehetnének semmit, ha valamilyen sérülést fedeznének fel. Az akkori vélekedést Jon C. Harpold, üzemeltetési igazgató fogalmazta meg:
„...nincs semmi, amit tehetnénk a [hővédő csempék] sérülésével. Ha esetleg megsérülnének, sokkal jobb, ha nem is tudunk róla. Szerintem a legénység is inkább szívesebben nem tudna róla. Nem gondolod, hogy nekik is jobb lenne, ha egy boldog, sikeres repülés után inkább tök váratlanul meghalnak a visszatérés során, mintsem fennmaradni az űrben, miközben nem tudsz csinálni semmit, csak várni, míg elfogy a levegő...”
A vezetés a probléma felmerülésekor nekilátott, hogy felállítson egyfajta „mi van ha” forgatókönyvet, ám ennek folyamata félrement, és az eredmény sokkal inkább választ adott rá, hogy egy teoretikus, jövőbeni probléma esetén mi lenne a teendő, mintsem, hogy az aktuális, folyamatban levő vészhelyzetben mit tegyenek.
A fentebb leírt – elmulasztott – közvetlen fotóbizonyítékok helyett a NASA egy közvetett bizonyítási módszert választott: számítógépes szimulációval keresi meg a lehetséges sérülés mértékét és a beavatkozás lehetőségeit. Az erre használt eszköz a Crater program volt, amelyet később NASA vezetők úgy jellemeztek, hogy nem igazán szoftver, inkább a korábbi repülési eseményekből és hatásaikból összeállított adatbáziskezelő, matematikai modell. A Crater komoly károsodást jelentő, több hővédő téglát érintő hatást mutatott, amennyiben az a téglák területét érinti. A NASA vezetők azonban elvetették ezt a predikciót, mondván, hogy a modell kis méretű becsapódó test (pl. jégdarab) esetét szemlélteti, amely nem hasonlít, a nagy méretű, de kis sűrűségű habhoz, és nem az RCC-panelekre vonatkozik hanem a téglákra. Az RCC-panelekre csak cigarettacsikk méretű jégdarabok becsapódására volt kidolgozott szcenárió a Craterben (mivel csak a jégdarabok becsapódását tartották lehetségesnek), igaz ezek közül a becsapódási lehetőségek között is akadt olyan, amely átszakította volna az RCC-panelt. A mérnökök azonban ezt is elvetették, a hab kisebb sűrűségére hivatkozva. Ennek alapján a vezetés elfogadta azt az érvelést, amely elvetette minden komolyabb, töréssel, lyukadással járó eseményt, és csak a felületi sérülés eshetőségét hagyta meg, mint ilyet veszélytelennek ítélve meg a szigetelőhab becsapódást.
Legvégül Steve Stich, a repülésirányítás vezetője küldött egy üzenetet 2003. január 23-án, informálva Rick Husband parancsnokot és William McCool másodpilótát a következő szöveggel:
„A felszállás során, hozzávetőleg a 80. másodpercben a fotóanalízis szerint az orbiter bekötési csomópontja környékéről némi törmelék szakadt le, és ezt követően becsapódott az orbiter bal szárnyába, a törzs-szárny átmenet környékén, ahol aztán egy nagyobb részecskeesőt produkált. A becsapódás teljesen a szárny alsó felületén látszott végbemenni, és nem voltak szemcsék láthatóak a szárny felső felületén. Szakértők vizsgálták a fényképfelvételeket, és nem találtak aggodalomra okot adó okot az RCC-elemekkel, vagy a hővédő téglákkal kapcsolatban. Ezt a jelenséget láttuk már korábbi repülések alkalmával is, és abszolút semmilyen aggodalmat nem látunk a visszatérés során.”

### Föld körüli keringés
Az STS–107 űrhajósai számára meglehetősen zsúfolt tudományos programot állítottak össze, a nap mind a 24 órájában dolgoztak – váltásokban – a legénység tagjai. A munka színtere főleg a SpaceHab modul volt, de más kísérleteket is végeztek a fedélzeten.
A Spacehab kilenc kereskedelmi célú rakományt vitt magával, amelynek keretében 21 kísérletet végeztek el. Emellett utazott az Európai Űrügynökség négy rakománya, 14 kísérlettel, illetve a NASA 19 rakománya, amelyből egyet a Nemzetközi Űrállomás kockázatenyhítési programjához használtak, 18-at (23 kísérlettel) pedig a NASA Office of Biological and Physical Research (Biológiai és Fizikai Kutatások Irodája) megbízásából juttattak fel.
A fizikai kutatások szekcióban három tanulmány készült egy nagy, robusztus kamrában végzett kísérletek felhasználásával, amely az égés folyamatát, illetve annak kioltását kutatta mikrogravitációban. Egy másik kísérlet során különböző szemcsés anyagok viselkedését vizsgálták szintén a gravitáció jelenléte nélkül, amelyek az építőipari tevékenységhez nyújtottak információt, hogyan használhatók hatékonyabban anyagok olyan helyeken való építmények alapozásához, ahol a földrengések, vagy földcsuszamlások gyakoriak. További kísérletek zajlottak a zeolit kristályok kialakulásának felmérésére, illetve arra vonatkozólag, hogy milyen kémiai reakciók tudják gyorsítani ezeket a folyamatokat.
A biológiai kísérletek között két OBPR (Office of Biological and Phisical Research) sejttenyésztési kísérlet zajlott, szintén a súlytalanság körülményei között, amelyben különböző sejtkultúrákat növesztettek, hogy kutassák miként nyerhető megnövelt genetikai karakterisztikájú sejtállomány – az egyikben a prosztatarák elleni védekezés, a másikban pedig a terméshozam növelése volt a fő célterület. Egy másik kísérlet volt olyan proteinkristályok növesztése, amelyek tisztábban előállíthatóak, mint a Földön és általuk hatékonyabb gyógyszerek állíthatóak elő, kevesebb mellékhatás mellett. További kereskedelmi célú kísérletek is zajlottak a proteinkristályokkal, amelyek rák elleni terápiákat kutattak. Egy másik kísérletcsoport szintén rák elleni szerek fejlesztésével foglalkozott és arra keresett választ, hogyan zárható hatékonyabban valamilyen tokba a gyógyszer úgy, hogy az növelje a hatóanyag hatékonyságát.
Olyan biológiai kísérletek is zajlottak, amelyek inkább voltak megfigyelés jellegűek, és az űrrepülés szervezetre gyakorolt hatását vizsgálták. Ilyenek voltak a keringési rendszer és az izomrendszer változásait megfigyelő kísérletek. Az Európai Űrügynökségnek (ESA) végzett kísérletek között volt egy szintén az űrhajósok egészségügyi paramétereit vizsgáló megfigyeléssorozat, amely szintén az űrrepülés emberi szervezetre gyakorolt hatásait vizsgálta. Ennek keretében az ESA hétféle megfigyelést végzett, keringési, csontformálódási, immunrendszer-működési és bakteriális témakörökben.
További partneri megállapodások alapján is történtek kísérletek:
- A Kanadai Űrügynökség három csontnövesztési kísérletben és az ESA kísérleteiben is részes volt;
- A Német Űrügynökség számára halak gravitációérzékelésének megfigyelését végezték súlytalanságban;
- Egyetemi megbízásból is végeztek ultratiszta proteinkristálynövesztést, gyógyszerfejlesztési célzattal;
- A US Air Force (Egyesült Államok Légiereje) kommunikációs kísérleteket végeztetett.[12]

Az STS–107-tel jutott fel a FREESTAR kísérlet is, amely egy korábban tervezett, de elhalasztott műhold helyett utazott. A FREESTAR a xenon-2 gázizotóp kritikus viszkozitását kutatta. További kísérleti eszközök voltak az izraeli Mediterranean Israeli Dust Experiment (MEIDEX), a Space Experiment Module (SEM–14), a Solar Constant Experiment (SOLCON–3), Shuttle Ozone Limb Sounding Experiment (SOLSE–2) és a Shuttle Ionospheric Modification with Pulsed Local Exhaust Experiment (SIMPLEX), vagy a Ram Burn (RAMBO)
A kísérletek sikerrel végbementek, ám a leszállás során bekövetkezett katasztrófa következtében a kísérleti anyagok mind odavesztek.

## A katasztrófa

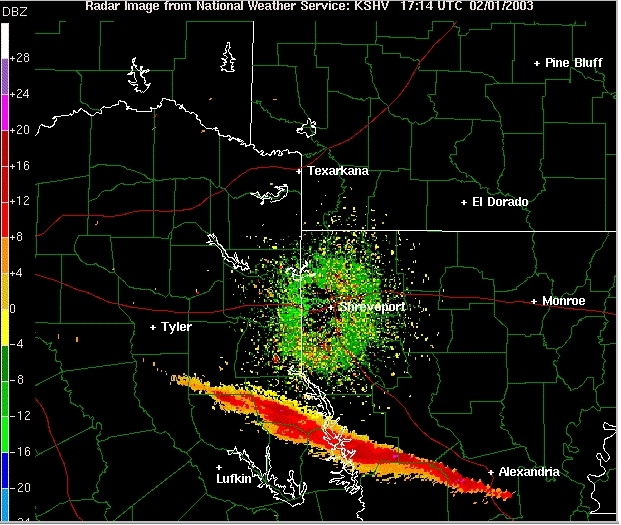
Radarfelvétel a Columbia darabjainak szétszóródásáról

### A Columbia végzetes leszállása

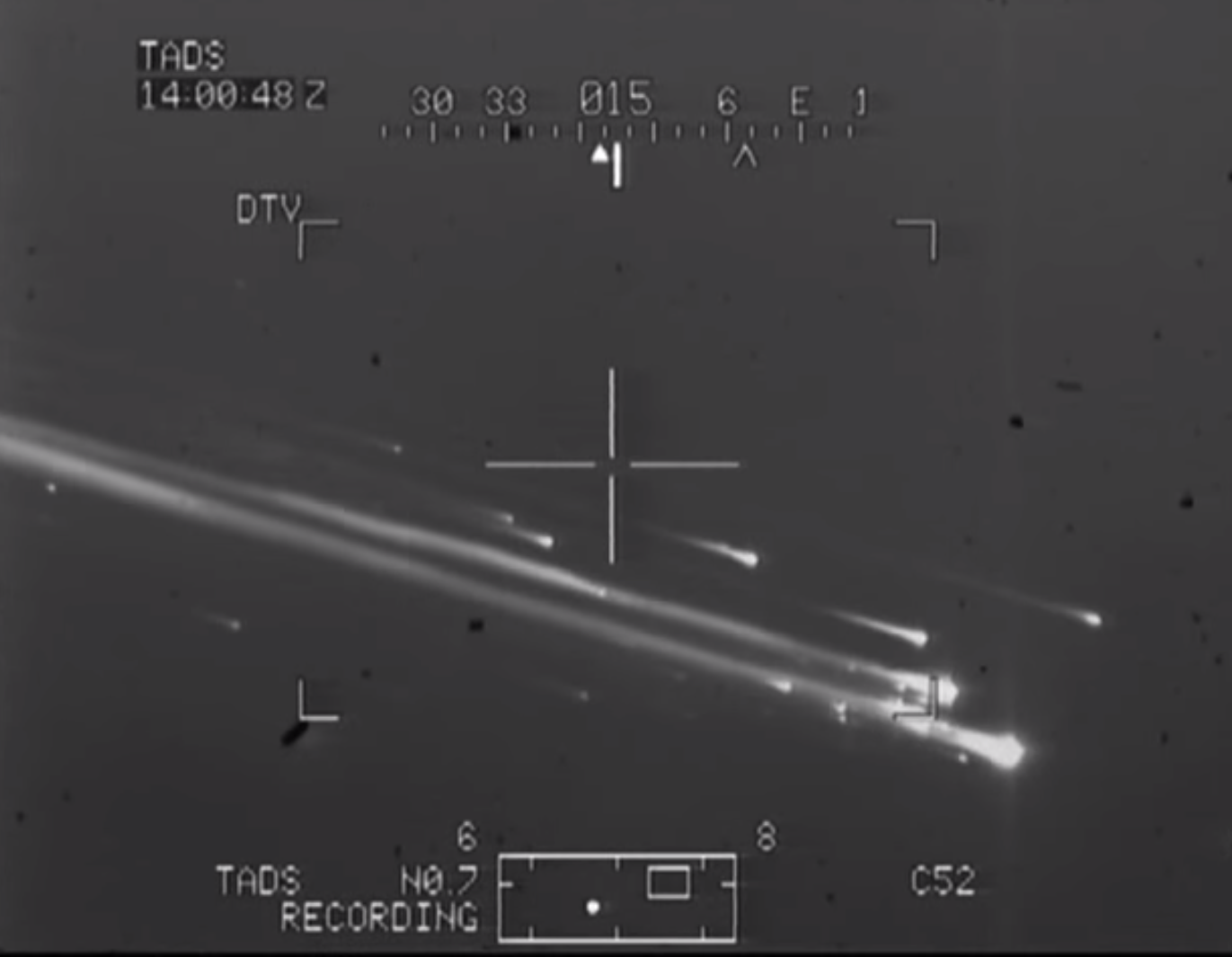
A szétesett űrhajó darabjai által rajzolt kondenzcsíkok Texas egén

A következőkben a leszállás eseményei olvashatóak, kiegészítve a művelet során elhangzottak rádióforgalmazásaival. Az egyes események időpontjai másodperc pontossággal vannak megadva. A megjegyzések a párbeszédek és az események megértését hivatottak elősegíteni.
Rövidítések magyarázata:
- CDR: Commander (parancsnok) – Rick Husband
- PLT: Pilot (pilóta) – William McCool
- MS1: Mission Specialist 1 (küldetésspecialista) – Laurel Clark
- MS2: Mission Specialist 2 (küldetésspecialista) – Kalpana Chawla
- FLIGHT: Flight Director (repülési igazgató) – Leroy Cain – A Repülésirányító csapat vezetője
- GPO: Guidance and Procedures Officer – Az irányításon belül a repülőgép mozgásáért, irányváltoztatásaiért, az egyes repülési műveletek elvégzéséért felelős irányító
- GNC: Guidance, Navigation and Control System Engineer – az űrhajó irányító, navigációs rendszereiért és műszereinek működéséért felelő mérnök
- MMACS: Mechanical, Maintenace, Arms and Crew Systems – Az irányítás műszaki, karbantartási és legénységi rendszerekért felelős tagja
- EECOM: Electronical, Environmental and Consumables Manager – Az elektronikus, létfenntartó rendszerekért és a készletekért (hajtóanyag, oxigén, víz, élelem stb.) felelős irányító
- GC: Ground Controller (földi Irányító) – Az irányítóközpont és az űrrepülőgép közötti adatkapcsolatot biztosító eszközök működéséért felelős személy.
- FDO: Flight Dynamics Officer (repülésdinamikai felelős) – A FIDO felel az űrrepülőgép repülési útvonaláért a légkörben és a Föld körüli pályán is
- CapCom: Capsule Communicator (kapszula (=űrhajó) kapcsolattartó) – A földi személyzet azon tagja, aki a legénységgel tartja a rádiókapcsolatot

A Columbia  néhány óra híján 16 napnyi repülést és 255 Föld körüli keringést követően kezdte meg a leszállását a Cape Canaveralen levő leszállópályára, amelyet a tervek szerint helyi idő szerint 9:16-kor (14:16 UTC) ért volna el (az események időpontjai innentől kezdve a Cape Canaveral-i, keleti parti időzóna szerint kerülnek feltüntetésre).
- 02:30 (2003. február 1.): A leszállásirányító csapat szolgálatba lép

A leszállás legelső mozzanata, a váltásokban dolgozó irányítóközpontban átveszi az a váltás a szolgálatot, amely a leszállás végéig irányítja az űrrepülőgépet. Az irányítóknak nem adott ki a NASA semmiféle feladatot, így azok nem is dolgoztak semmilyen olyan problémán, amely az űrrepülőgép esetleges sérülésével lett volna kapcsolatban, különösképpen nem volt terítéken a felszálláskori szigetelőhab által esetleg okozott gond. Az irányítók a normál leszállási procedúra szerint, ellenőrzőlista alapján végezték a munkájukat. Az időjáráselőrejelző csoport felmérte a meteorológiai kondíciókat, és a Kennedy Űrrepülőtér leszállópályáját alkalmasnak minősítette a leszállásra.
- 08:00 Leroy Cain, az irányítócsapat vezető irányítója felteszi a go-no go (mehet-nem mehet) kérdést az irányítóknak a leszállásra vonatkozóan

A tényleges leszállási procedúra az irányítás leszállási engedélyével kezdődik, amelyhez a repülésirányítás vezetője formálisan is meggyőződik annak biztonságos voltáról, kivitelezhetőségéről, csak ezután közlik a legénységgel, hogy megkezdhetik a leszállást. A konkrét esetben minden időjárási tényező a szabályoknak megfelelően a felállított limitek alatti értéket mutatott, és minden rendszer rendben működött.
- 8:10 Charles O' Hobaugh CapCom közi a parancsnokkal, hogy a Columbia megkezdheti a leszállási folyamatot
- 8:15:30 (EI [Entry Interface – Légkörbelépési Pont] – 1719 [másodperc]): Deorbit Burn (Fékező gyújtás légkörbe lépéshez)

Az űrhajósok elvégzik az űrhajót a Föld körüli keringésből kiszakító és a leszálláshoz, a légkörbe lépéshez szükséges fékező manővert az űrrepülőgép Orbital Maeuvering System rendszerével (Orbitális Kormányrendszer). Ekkor az űrrepülőgép menetiránynak hátrafelé, illetve a felszínhez képest fejjel lefelé repült az Indiai-óceán felett 282 km magasan és 28 200 km/h sebességgel. A fékező gyújtás 2 perc 38 másodpercig tartott, amellyel kezdetét vette a leszállás. A gyújtás rendben végbe ment, és a legénység érzékelni kezdte újra a nehézségi erőt, majd Husband parancsnok megfordította az űrhajót orral előre pozícióba, az orrot kissé megemelve.
- 8:43:42 CDR: épp elérjük az EI-t
- 8:44:09 (EI+000) Entry interface (Légkörbelépési pont)

A légkörbelépési pont egy önkényesen meghatározott pont, amelyet 120 km magasan húztak meg a szakemberek, és ahol már észrevehető a légkör felső foszlányainak jelenléte, hatása. A Columbia a Csendes-óceán felett érte el ezt a pontot. Ettől a ponttól kezdve elkezdődött a Columbia szárnyának belépőélén a hőmérséklet emelkedése egészen 1370 °C-ig, amelyet kb. hat perc alatt ért el (a hőmérséklet emelkedéséért a közhiedelemmel ellentétben nem a súrlódás volt a fő felelős, annak hatása csak mintegy 10%-ot tett ki, hanem a repülőeszköz szárnyai által összenyomott levegő hevülése okozta 90%-ban).
- 8:44:51 CDR: Kommunikáció ellenőrzés az intercomon, Hajtsátok le az ellenzőket

PLT: PLT
MS1: PS1 (aztán nevetve korrigálva saját magát), MS1
MS2: Még nincs rajtam a kesztyű, MS2
MS2: És akkor hagyjuk lenn az ellenzőt?
CDR: Ó nem, csak azt akartam, hogy ellenőrizzétek az űrruhákat
A Challenger-katasztrófa óta az űrhajósok űrruhába öltözve hajtották végre a veszélyes manővereket, mint a felszállás és leszállás. A parancsnok ezért egy ellenőrzést rendelt el, hogy mindenki állítsa a sisakja ellenzőjét zárt állapotba, és próbálják ki, hogy úgy is működik-e köztük a kommunikáció.
- 8:45:58 PLT: Ez aztán jól néz ki. Ilan, ez aztán klassz, az orrnál fényes narancssárga fény látszik, teljesen körülöleli az orrot

A legénység filmezte a leszállást, és a pilóta jelezte a többieknek, hogy a légkörbelépés kézzelfoghatóvá vált azzal, hogy megjelent az űrhajó körül a plazma.
- 8:48:39 OEX Data: A problémák első – igaz nagyon gyenge – jelzése, egy szenzor érzékelte, hogy a szárny belépőélének főtartója kissé nagyobb feszítőerőt szenvedett el, mint azt rögzítették a Columbia korábbi repülésein.

Az értéket az űrrepülőgép Modular Auxiliary Data System (Modulrendszerű Kisegítő Adatrendszer) érzékelőrendszere rögzítette, amely hasonló a normál repülési adatrögzítőhöz (repülőgépeken fekete dobozként él a köznyelvben), és nem küldött adatokat sem az irányításnak, sem a legénység kijelzőire, csak passzív rögzítőként üzemelt.
- 8:48:59 OEX Data: egy hőmérséklet érzékelő a bal szárny belépőélének 9-es számú panelje mögött a megszokottól eltérő értéket kezd mutatni

Az első, hőmérsékletre vonatkozó abnormális értéket szintén a MADS érzékelte passzív módon, és nem került kijelzésre.
- 8:49:38 GPO: CLG (Closed Loop Guidance – zárt körös kormányzás) indít

Az űrrepülőgépek nem egyenes vonalban szállnak le, hanem hatalmas S-alakokat repülnek, ezzel is segítve a fékezést, és közben a hőterhelés is jobban eloszlik a hővédő rendszeren. Az irányítás ezért felelős irányítója ekkor adta ki az első ilyen S-manőver indítására a parancsot.

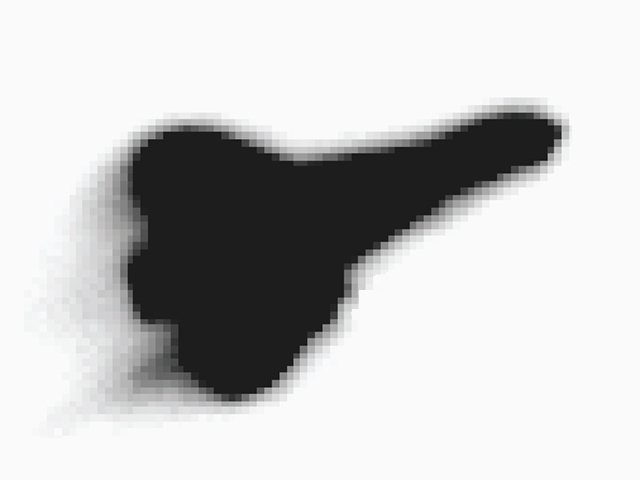
A Légierő egyik kutatóközpontjából távcsővel készült kép a felettük áthaladó Columbiáról. A bal szárnyon egy pixelnyi méretben látható a szárny megbomlásával járó sérülés

- 8:49:53 OEX Data: egy újabb hőmérséklet szenzor mutat a bal oldalon szokatlan értéket.
- 8:50:30 Hőmérséklet emelkedés jelzés

A Columbia törzsén először érzékelhető a hőmérséklet emelkedése, ám ez normális értéket mutat, eltérően a bal oldalon található szenzoroktól.
- 8:51:14 OEX Data: egy újabb, immár a bal szárny belsejében (nagyjából egy vonalban a 9-es RCC-panellel) lévő hőmérséklet érzékelő kezd szokatlan értéket mutatni
- 8:52:19 OEX Data: egy, a bal szárnyban a 9-es RCC-panel mögött elhelyezkedő hőmérséklet-érzékelő magas hőmérséklet jelzése után elhallgat. Valószínűleg a hozzá vezető vezeték átégett, ezért szűnt meg működni

Ezekben a percekben számos másik szenzor kezd a normálistól eltérő jelzést küldeni, vagy beszüntetni a működést, mind az űrrepülőgép bal szárnyában.
- 8:53:01 Az első jel arra vonatkozólag, hogy az űrhajó mozgásában rendellenesség támadt, az űrhajó enyhén forgásba kezd a hossztengelye mentén

A szárnyon támadt sérülés miatt valószínűleg megváltozott a légáramlás a bal szárny felett, amely aerodinamikailag aszimmetrikussá tette a repülő testét, amelyre az spontán irányváltoztatással reagált. Az RCS (Reactive Control System – reaktív kormányrendszer) automatikusan kiegyenlítette a forgást.
- 8:53:26 A Columbia átlépi Kalifornia partvonalát
- 8:53:44 Az első leváló törmelékdarab észlelése

A szárny sérülésénél elkezdett megbomlani a szárny integritása, és törmelékdarabok kezdtek lehullani az űrhajóról, amelyek fényesen izzó, az űrhajó testétől elváló darabokként voltak megfigyelhetőek. A megfigyelés különböző földi megfigyelőktől származik. A következő nagyjából öt percben összesen 17 megfigyelést rögzítettek a kivizsgálás során, amikor valami levált a Columbiáról.
- 8:56:12 GNC: Irányítás, itt a kormányzás. Elhúzást érzékelünk, jó korrekcióval

Az irányítás űrhajó mozgásáért felelős irányítója először érzékeli a rendellenességet, hogy az űrsikló az egyik irányba elhúz, bár ezt a rendszer még tolerálható mértékűnek tartja és korrigálja
- 8:56:45 Az űrhajó átlépi Arizona–Új-Mexikó határvonalat.
- 8:57:19 A szárnyba behajtott bal oldali főfutó guminyomás-érzékelői csökkenést mutatnak
- 8:57:28 Egy a balszárny alján levő hőmérséklet érzékelő felmondja a szolgálatot

Ezek után több, a bal oldalon elhelyezkedő érzékelő mutat olyan alacsony értéket, amely már nem azt jelzi, hogy túl alacsonyra süllyedt a hőmérséklet a mérési ponton, hanem hogy az érzékelő felmondta a szolgálatot.
- 8:57:59 FLIGHT: …és amikor azt mondod, hogy mindet elvesztetted, az azt jelenti, hogy mind zérót mutat

MMACS: Mindegyikük működésen kívült mutat
FLIGHT: Működésen kívül
MMACS: És az összes lépcsőzetesen némult el. Ahogy mondom, pár másodpercen belül mind
Az irányítás műszaki, karbantartási és legénységi rendszerekért felelős irányítója jelentette a repülésirányítás vezetőjének a sorozatos szenzorhibákat, amelyek így egymás után komolyabb meghibásodásra utalnak.
- 8:58:20 A Columbia belép Texas fölé
- 8:59:18 MMACS: Elvesztettük a nyomást a bal belső és a bal külső főfutóban, azaz mindkét gumiban

MMACS: Irányítás
FLIGHT: Mondjad
MMACS: Éppen most vesztettük el a nyomást a bal főfutóban
Az irányítás vezetője ismét hírt kap az űrhajó műszaki állapotáról: normál helyzetben a szárnyba behúzott főfutó guminyomásával nem történhet semmi, azonban a műszerek a nyomás eltűnését jelzik.
- 8:59:30-8:30:31 Az elhúzás olyan mértéket ölt, hogy a reaktív kormányrendszernek és az aerodinamikai kormányfelületeknek (elevonok) egyszerre kell korrigálniuk a rendellenes mozgást.

Az űrhajó, a szárnyon levő – a lehulló törmelékek hatására egyre növekvő méretű – lyuk miatt aerodinamikailag egyre aszimmetrikusabbá vált, és egyre növekedett az elhúzás az egyenes repülés irányától. Ezt a rendszerek automatikusan még mindig ellensúlyozni próbálták, de egyre nagyobb volt az ehhez szükséges beavatkozás mértéke
- 8:59:32 CDR: Vettem, ööö, b… (az adás váratlanul megszakadt)

Az utolsó rádióüzenet, amelyet a Columbiáról vettek, Husband parancsnok kívánt közölni valamit. Az angol üzenet eredetije: „Roger, uh, buh...”. A fonetikusan értelmezett szöveg szerint a megszakadt adás vagy before, vagy both értelmű, utóbbi arra utalhatott, hogy a parancsnok nyugtázta, hogy both, azaz mindkét főfutó nyomása megszűnt.
- 8:59:36 Dőlési hiba

Egészen addig a pontig az elhúzást, amely az űrrepülőgép balra dőlésében öltött testet, a repülés irányító rendszer képes volt kontroll alatt tartani, ám ebben a pillanatban az átlépte a tolerálható mértéket, és a robotpilóta elkezdte megengedni a további dőlést.
- 8:59:37 Utolsó jelzés a csűrőkormányokról. Adatvesztés

A Columbiáról érkező telemetriai adatok 25 másodpercre megszakadtak. Az utolsó jelzés az volt, hogy a csűrőkormányok elérték azt a maximális kitérítést, amelyet még a repülés irányító rendszer megengedett.
- 9:00:02.654 Utolsó telemetriai adás

25 másodperces kiesés után visszatért a kapcsolat a telemetriai rendszerekkel, és két másodpernyi adatfolyam érkezett az űrrepülőgépről amelyek szerint:
- A működő rendszerek: a Columbia APU (Auxiliary Power Unit – Kisegítő Áramfejlesztő Egység) rendszeri, a hűtést biztosító rendszerek, a főhajtóművek, az elektromos energia termelő üzemanyagcellák, a kommunikációs és navigációs rendszerek, a jobb oldalon levő szenzorok és a létfenntartó rendszer normálisan működött.
- A nem működő rendszerek: Mindhárom hidraulika rendszer működésképtelen volt, és a tartályok is üresek voltak, a bal oldali aerodinamikai kormányokat működtető rendszerek nem működtek, a hűtési rendszer túlhűtötte az APU-t kenő olajat, a bal oldali szenzorok többsége néma volt, a bal oldali OMS (Orbital Maneuvering System – Orbitális Kormányrendszer) reaktív rendszerei sem működtek, az áramelosztókon is vagy túlfeszültség, vagy a normálisnál kisebb feszültség jelentkezett és az egyenáramot váltóárammá alakító inverter is lecsatlakozott a fő áramelosztóról.
- Az űrsikló térbeli helyzete: a navigációs adatok szerint a Columbia irányítatlanul repült, és szintén irányítatlannak tűnő módon változott a helyzete. Az orsó irányú mozgást érzékelő szenzor a maximális 20°/másodperc értéken kiakadt, mutatván, hogy a hajó balra orsózik. Mivel az előzőekben a balra bólintást jelző érzékelők is intenzív mozgást mutattak, valószínű, hogy az űrhajó leadta az orrát a Föld felé. A repülési mód AUTO állásban volt, azaz az űrhajósok nem próbálták meg manuálisan kitéríteni az űrhajót a kaotikus mozgásból. Ezen a ponton még úgy tűnt, a géptörzs és a jobb szárny még egyben volt.

- 9:00:21-9:00:25 Végbemegy a Columbia darabokra hullása

Főként a hidraulikafolyadék teljes hiánya jelezte, hogy valahol végzetes törés történt, minden valószínűség szerint a bal szárnyba hatoló forró levegő elgyengítette a szárny főtartót, amitől az eltört, a szárny leszakadt. Emiatt az űrrepülőgép elvesztette repülőképességét és kaotikus bukdácsolásba kezdett. Ennek során olyan légerők ébredtek a felületén, amelyek a Challenger-katasztrófához hasonlóan messze meghaladták az eredeti, tervezéskor használt limiteket, és darabokra törték az űrhajót.
- 9:00:30 Az első videóbizonyítékok a Columbia széteséséről

Egy a texasi Fort Hood közelében repülő Apache harci helikopter időbélyegzővel ellátott videófelvételén szétváló, izzó kondenzcsíknyomokat rögzített az égen, a katasztrófa első vizuális bizonyítékaként.
- 9:15:50 A Columbia tervezett leszállásának ideje Cape Canaveralen

### Az irányítóközpont tevékenysége a katasztrófát követően
Az irányítóközpont kizárólag az űrhajóról érkező telemetriai adatokkal rendelkezett, sem a földi megfigyelők által észlelt törmelék leválásokról, sem az űrrepülőgép széteséséről tanúskodó, többszörös kondenzcsíkok megjelenéséről nem volt tudomása, így jelentős lemaradásban volt a kibontakozó eseményekkel kapcsolatban. Amikor az űrsikló már megsemmisült, az irányítás még mindig a sokasodó szenzorhibák okát kereste.
- 9:00:18 FLIGHT: MMACS, itt a repülésvezető.

MMACS: Itt a MACCS.
FLIGHT: És ugye nincs összefüggés mindezek a guminyomásmérő műszerezettség és a hidraulika rendszerek műszerei között.
MMACS: Nem uram, nincs, De azóta elvesztettük a jelet az orrfutóról és a jobb oldali főfutóról is.
- 9:00:51 EECOM: Irányítás, itt az EECOM

FLIGHT: Igen, EECOM
EECOM: Nekem is van még négy hőmérséklet szenzorom, amelyik működésen kívült mutat.
- 9:01:38 FLIGHT: GC, mióta nincs UHF adásunk? Megvan már jó két perce is?

GC: Megerősítem.
A gyanú ekkor vált kézzel foghatóvá, hiszen a repülés ezen szakaszában ugyan nem volt szokatlan a rádióadás pillanatnyi megszakadása, vagy kihagyása, de ilyen hosszú idő nem volt jellemző.
- 9:02:00 GNC: Irányítás, itt a GNC.

FLIGHT: Mondjad.
GNC: Ha bármilyen okunk van feltételezni valamilyen kormányozhatósági problémát, a kezem ügyében tartom a műveleti leírást a 13. oldalon
- 9:03:12 CAPCOM: Columbia, kommunikáció ellenőrzés

A CapCom, azaz az űrhajóval való kapcsolattartásért felelős, a földi irányításban helyet foglaló űrhajós elkezdte hívni rádión a már három perce nem létező Columbiát. Ettől a pillanattól kezdve négy percen át, nagyjából fél perces időközökkel folyamatosan próbálta hívni az űrhajót, amely azonban már nem válaszolt. A kapcsolatot kb. 5 perc után hivatalosan is megszakadtnak nyilvánították, de a radarészleléssel továbbra is próbálkoztak.
- 9:12:55 FLIGHT: GC, itt a repülésigazgató

GC: Itt a GC
FLIGHT: Zárjuk az ajtókat
Ezzel kezdetét vette az ún. vészhelyzeti procedúra, amelynek első lépése, hogy bezárják az irányítóközpont bejáratát, innentől kezdve se ki, se be nem mehet senki addig a pillanatig amíg a vészhelyzeti eljárás érvényben van.
- 9:13:17 FLIGHT: FDO, van bármi jele az űrhajónak a nyomkövető rendszereken?

FDO: Nincs, Uram.
Ezzel a párbeszéddel a vezető repülésirányító egy utolsó kísérletet tett, hogy látják-e az űrhajót bármi módon, amelynek normál esetben már régen a leszállópálya közelében kellett volna lennie. Az FDO válaszával visszavonhatatlanul nyilvánvalóvá vált, hogy az űrhajót elvesztették, az valahol út közben eltűnt, lezuhant.
- 9:14:29 FLIGHT: Oké, az összes irányítónak a repülési rádióvonalon, el kell indítsuk az FCOH (Flight Control Operation Handbook – Repülésirányítás Műveleti Kézikönyve) vészhelyzeti eljárását, annak is a 2.8-5 oldalán szereplő ellenőrző listáját.

Leroy Chain vezető repülésirányító hivatalosan is elindította a vészhelyzeti eljárást. Ennek keretében egy ellenőrzőlista mentén minden irányítónak el kellett végeznie az adatok mentését, gondosan ügyelve rá, hogy az adatmentés pontosan, hiány nélkül megtörténjen és el legyen tárolva.
- 9:14:52 FLIGHT: FDO, itt a repülésvezető

FDO: Igenis
FLIGHT: Van bármilyen információnk, vagy jelentésünk az Űrparancsnokságról?
FDO: Nincs semmilyen adatunk, és nem jelentettek semmilyen repülőeszközt a Merrit islandi radartól
Ezzel az utolsó adatkéréssel hivatalossá vált, hogy a Columbia nem érkezett meg.
- 9:17:57 FLIGHT: Oké, az összes repülésirányítónak: a 9. oldalon levő ellenőrzőlista alapján meg kell bizonyosodjon mindenki, hogy végigment mind a 20 lépésen, hogy a munkaállomások log bejegyzéseit, képernyőkép nyomtatásait, a teljes adatgyűjtési lista lépéseit megtette és végigment mindenen.

A Columbia repülési folyamata lezáródott, és átadta helyét a baleseti kivizsgálást előkészítő vészhelyzeti folyamatnak.

### A legénység sorsa
A Columbia szétesése halálos körülményeket teremtett az űrhajósok számára. Azt viták övezik, hogy a legénység meddig élhetett még. A megfigyeléseken alapuló tények azt mutatják, hogy az űrsikló szétesése a keleti parti időzóna szerinti 9:00:21-9:00:25 (14:00:21-14:00:25 UTC) közötti idősávban ment végbe, de ekkor még a legénységi kabin viszonylagos épségben tört le az űrhajó törzséről, és hővédelem híján még kb 30-40 másodpercig tartott, amíg a hőmérséklet annyira ellágyította a szerkezetét, hogy az teljesen össze nem tört, megfigyelések szerint kb. 9:00:57-kor (14:00:57 UTC). A Challenger-katasztrófánál a kabin egészen az Atlanti-óceánba csapódásig épségben maradt, valamennyire védve az űrhajósokat (sőt lényegében a tengerfenékre süllyedve is egészben találták meg, mind a hét űrhajós holttestével), azonban a Columbia esetében a robusztusabb felépítés ellenére ez az űrhajókomponens is darabokra hullott, így az űrhajósok akár még élve, akár már csak a holttestük, ki voltak téve a külső körülményeknek. Az űrhajó a szétesése pillanatában 62 000 m magasan járt, sebessége pedig még mindig elérte a 16 machot. Egyes elemzések szerint az itt ható erők még nem lehettek felelősek a teljes szétesésért, mivel a légkör itt még olyan ritka, hogy a 16 mach ellenére az űrhajó testét csak olyan aerodinamikai erők érték, mintha a Cape Canaveralen levő leszállópálya tengerszinten levő betonján egy 5-ös erősségű hurrikán 270 km/h-s szelei érték volna, amely erő komoly károsodásokhoz ugyan elegendő, ám a teljes széteséshez nem. Az így nagyobb darabokra törött géptestnek lejjebb kellett még süllyedni az atmoszférában, hogy olyan erők lépjenek fel, amelyek tovább „darabolták” az űrhajót. Így lehetséges, hogy a kabin is csak bizonyos idő elteltével törött további darabokra, a végeredmény azonban ugyanaz volt: az űrhajósok egy idő után ki voltak téve a még mindig halálos külső körülményeknek.
2008-ban a NASA kibocsátott egy jelentést, amely részletesen foglalkozott a Columbia visszatérésekor a legénység túlélési esélyének, vagy annak hiányának leírásával. 2014-ben egy újabb NASA jelentés látott napvilágot, amely részletesen taglalta a Columbia katasztrófa repülőorvosi aspektusait. Ezek a következők voltak:

#### Kihermetizálódás
Különböző földi megfigyelésekből, telemetriai adatokból összeállított eseménysor alapján megállapítható volt, hogy a Columbia utaskabinjában az irányíthatóság elvesztését követően a kabinnyomás még egy ideig normális maradt, így a legénység cselekvőképes maradt. Az adatok alapján a legénység meg is próbálta visszaszerezni az irányítást az űrrepülőgép felett. Ahogy aztán az űrsikló kikerült az irányítás alól, jobbra kezdett dőlni, amely az alsó oldalának extrém aerodinamikai hatások alá kerülését jelentette, amelyek aztán össze is törték a gép szerkezetét. A kabin kihermetizálódása akkor kezdődött, amikor az űrhajó orrszekciója levált a törzsközéprészről, nagyjából 41 másodperccel azután, hogy az űrhajó feletti irányítás elveszett. A legénységi kabin összeütközött a törzs másik részével, amelynek nyomán rés keletkezett rajta, így a kabinnyomás elillant. A kihermetizálódás üteme ekkor olyan gyors volt, hogy a legénység másodperceken belül elájult, és még arra sem volt képes ennyi idő alatt, hogy a sisak ellenzőjét lezárják. A legénység tagjai elvesztették az eszméletüket, majd rövid idő alatt tüdőtáji barotraumát szenvedtek el a vérben megjelenő gázbuborékok okozta keszonbetegség és légzési elégtelenség mellett.

#### A normálistól merőben eltérő dinamikus g környezet
A törzsről levált kabin szekció a leválás után mindhárom tengelyen kaotikus mozgásba kezdett. A legénység (addigra eszméletlenül, vagy éppen már holtan) képtelen volt megtámaszkodni ezeknek a mozgásoknak az ellenében, valamint az őket védő eszközök is sérüléseket okoztak számukra:
- A felső testet védő biztonsági övek hiányosságai: a legénység tagjainak felsőteste szabadon mozgott az ülésekben, mivel az övfeszítés sebessége alatta volt a kabin mozgásának tehetetlenségi erői által előállított gyorsulásoknál, illetve az övek megengedték az oldalirányú mozgásokat is. Az emberi maradványokon (karokon, lábakon) megfigyelt törések is erre utaltak.
- A nem teljesen megfelelő sisakok alkalmazása: a versenyzésben használt bukósisakokkal ellentétben az ACES űrruhák sisakjai engedték a fej mozgását a sisakon belül, ezzel tompa sérüléseket okozva a fejen. A sisakgyűrűk ráadásul alátámasztási pontként viselkedtek nyakszirti, hátgerincet érintő erőhatásoknak, amikor az űrhajósok koponyája például hátrabicsaklott. Ráadásul, amikor a szélerők letépték a sisakot az űrhajósok fejéről, akkor pedig különböző csavaró erők léphettek fel.[17][18]

#### A legénység tagjainak kikerülése az űrkabinból és az ülésükből
Amikor a legénységi kabin szétesett, az űrhajósok kikerültek a védelme alól. Egyrészt a biztonsági övek halálos traumát okoztak, ahogy a légerők rángatni kezdték az űrhajósok testét, másrészt a – valószínűleg eszméletüket vesztett – vagy akár halott – űrhajósok ki voltak téve az ellenséges környezetnek, a majdnem oxigén nélküli légkörnek, az óriási hőmérsékletnek és az űrrepülőgép körülöttük zuhanó, néha hozzájuk is ütköző, izzó roncsdarabjainak.

#### A nagy sebességű és nagy magasságú környezeti feltételeknek való kitettség
Amennyiben az űrhajósok élve kerültek volna ki az összetört kabinból, olyan légköri viszonyok közé kerültek volna, ahol a légköri nyomás töredéke volt annak, amit még az emberi test tolerálni tudott. A csekély légsűrűségnek az oxigéntartalma is hasonlóan kicsi volt, és a külső hőmérséklet rendkívül alacsony volt, miközben a nagy sebesség miatt fellépő súrlódás folytán rendkívül magas hőmérséklet ölelte körül őket. A NASA szerint habár az ACES űrruhák nem voltak minősítve ilyen körülményekre, ennek ellenére vélhetően alkalmasak voltak megvédeni a bennük levő emberi testet 30 000 m fölött is. A megtalált maradványok azonban azt mutatták, hogy az űrruhák már korán, valószínűleg a kabin szétesésekor megsérültek, átégtek. Az emberi szövetmintákban egyértelműen azonosították a keszonbetegség jeleit, azaz az űrhajósok ruhája nem zárt tökéletesen.

#### Földnek ütközés
A végső tényező a földnek ütközés volt. Ha még valahogy túl is élte volna valamelyik űrhajós az összes addigi halálos hatást az űrhajó szétesésétől kezdve egészen a földfelszínre zuhanásig, az utóbbi bizonyosan nem lett volna túlélhető, semmiféle védőfelszerelés nem mentette volna meg egyikük életét sem. A földnek ütődés okozta halál ellen szól a megtalált emberi maradványok állapota – a keresőcsapatok találtak külön lábakat, kezeket egy koponyát, egy szívet, részleges emberi felsőtestet stb. – amely alátámasztotta, hogy a legénység legtöbbje már a levegőben halálos sérüléseket szenvedett. Habár, ahogy a rádióbeszélgetésekből kiderült, egyik-másik űrhajós nem viselt kesztyűt, vagy sisakot a baleset pillanatában, esetleg nem volt megfelelően bekötve az ülésébe, ez a tény semmit sem tesz hozzá, vagy vesz el a túlélhetőségi körülményekhez, legfeljebb az, akinél tökéletesen megtörténtek az elővigyázatossági intézkedések (a beöltözés és az ülésben elfoglalt megfelelő pozíció), annak néhány másodperccel meghosszabbodott az az idő, amíg még élt, vagy eszméleténél volt.

## Tiszteletadás

### Elnöki reakció
A Challenger-katasztrófához hasonlóan az éppen hivatalban levő elnök, George W. Bush még a tragédia napján beszédet intézett az amerikaiakhoz, amelyben bejelentette, hogy a reggeli órákban megszakadt a rádióösszeköttetés az űrhajóval, majd roncsdarabokat láttak aláhullani az égből Texas felett, és a jelek szerint a balesetnek nincsenek túlélői. Emellett röviden hitet tett amellett, hogy sajnos az űrrepülés még mindig olyan veszélyes üzem, amelybe beletartozik az ilyen veszteségek kockázata is, és a baleset, illetve a nyilvánvaló kockázatok ellenére az USA folytatni fogja a világűr felfedezését. Az elvesztett űrhajósokra utalva Izsaiás prófétát idézte: „Emeljétek a szemeteket, és nézzetek fel a mennyekre. Ki alkotta mindezt? Ő, aki megteremtette a csillagok tömegét, egyik után a másikat, és nevükön szólította mindet. Az ő ereje és mindenható hatalma által egyikük sem fog elveszni.” Majd hozzátette: „Ugyanezen Teremtő, aki nevén nevezte a csillagokat, ugyancsak ismeri annak a hét léleknek a nevét, akit ma gyászolunk. A Columbia legénysége nem tudott biztonsággal visszatérni a Földre, mi mégis imádkozunk, hogy biztonsággal megtérjenek haza”.

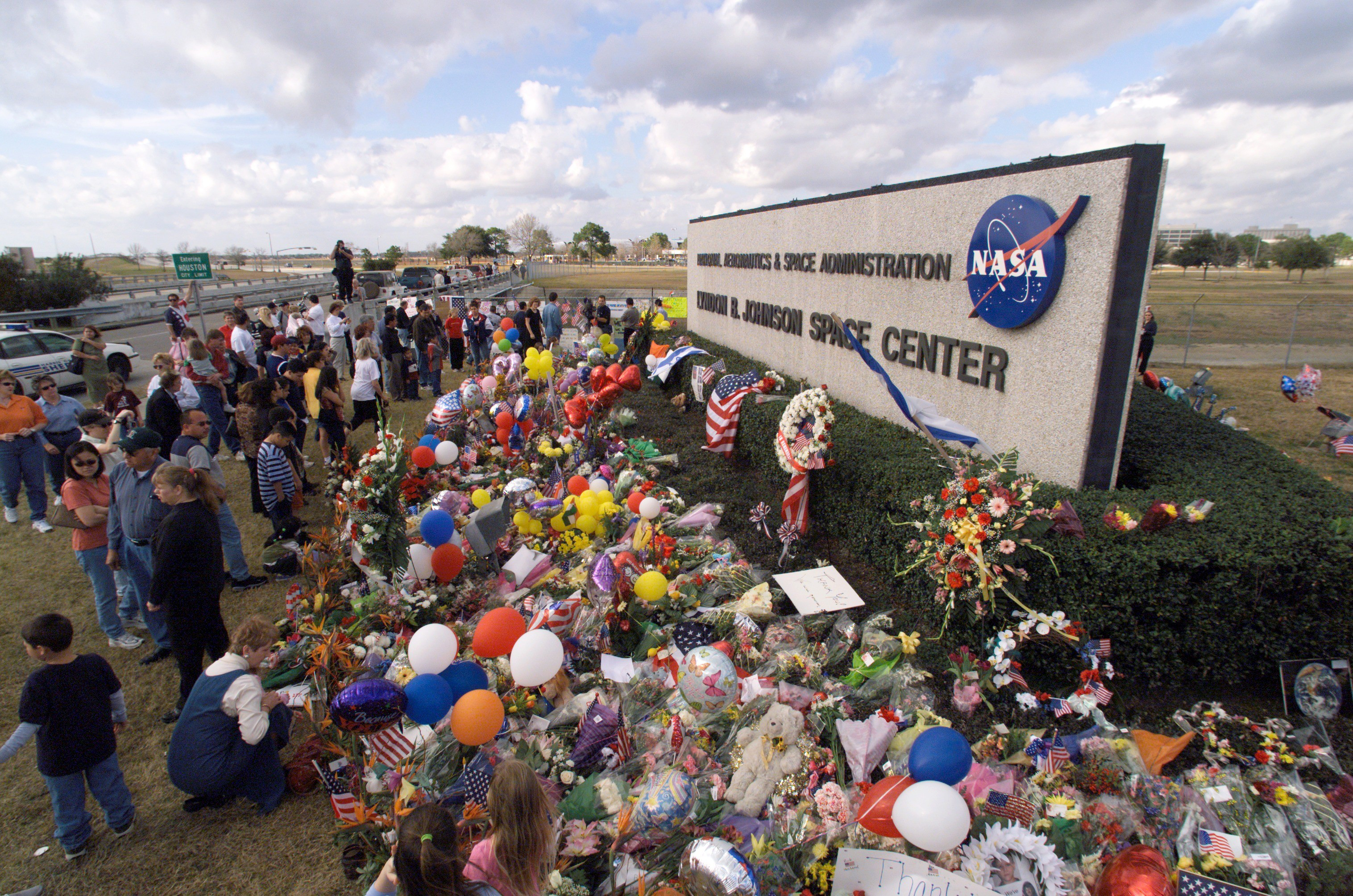
Az emlékezők virágai a Johnson Űrközpont előtt

### Gyászszertartás
2003. február 4-én a NASA nagyszabású gyászszertartást rendezett a Lyndon B. Johnson Űrközpontban, a texasi Houstonban az elhunyt űrhajósok tiszteletére. Az ünnepségen részt vett és beszédet mondott George W. Bush elnök és Sean O'Keefe, a NASA főigazgatója. Az elnök beszédében amellett, hogy egyesével megemlékezett mind a hét űrhajósról, és ismét megerősítette, hogy számít a NASA-ra, és biztos lesz folytatása az űrrepüléseknek. O'Keefe pedig kiemelte, hogy a NASA tartozik annyival a hetek emlékének, hogy kideríti, mi okozta a katasztrófát. A szertartáson részt vettek még olyan hírességek is, mint a First Lady, Laura Bush, Rick Perry, texasi kormányzó, John Glenn, az első orbitális űrrepülést végrehajtó amerikai űrhajós, vagy Neil Armstrong, az elsőként Holdra lépő ember. A szertartás egy hajóharang hétszeri megkondításával illetve egy vadászgép kötelék Missing Man Formation-ban (Elvesztett ember kötelék) áthúzásával ért véget.
2003. február 7-én a NASA egy újabb szertartást rendezett a Kennedy Űrközpontban Cape Canaveralen, amelyen főként a NASA űrrepülőgép felbocsátásokban részt vevő munkatársai vettek részt. Az űrhajósok lelki üdvéért baptista és katolikus papok, valamint egy izraelita rabbi mondott imát, majd felszólalt többek között Robert Crippen űrhajós, a Kennedy Űrközpont korábbi igazgatója, vagy Florida állam kormányzója, Jeb Bush is. A houstoni eseményhez hasonlóan a szertartás itt is vadászgépek tisztelgésével ért véget.

## Roncsmentés

### A Columbia roncsai

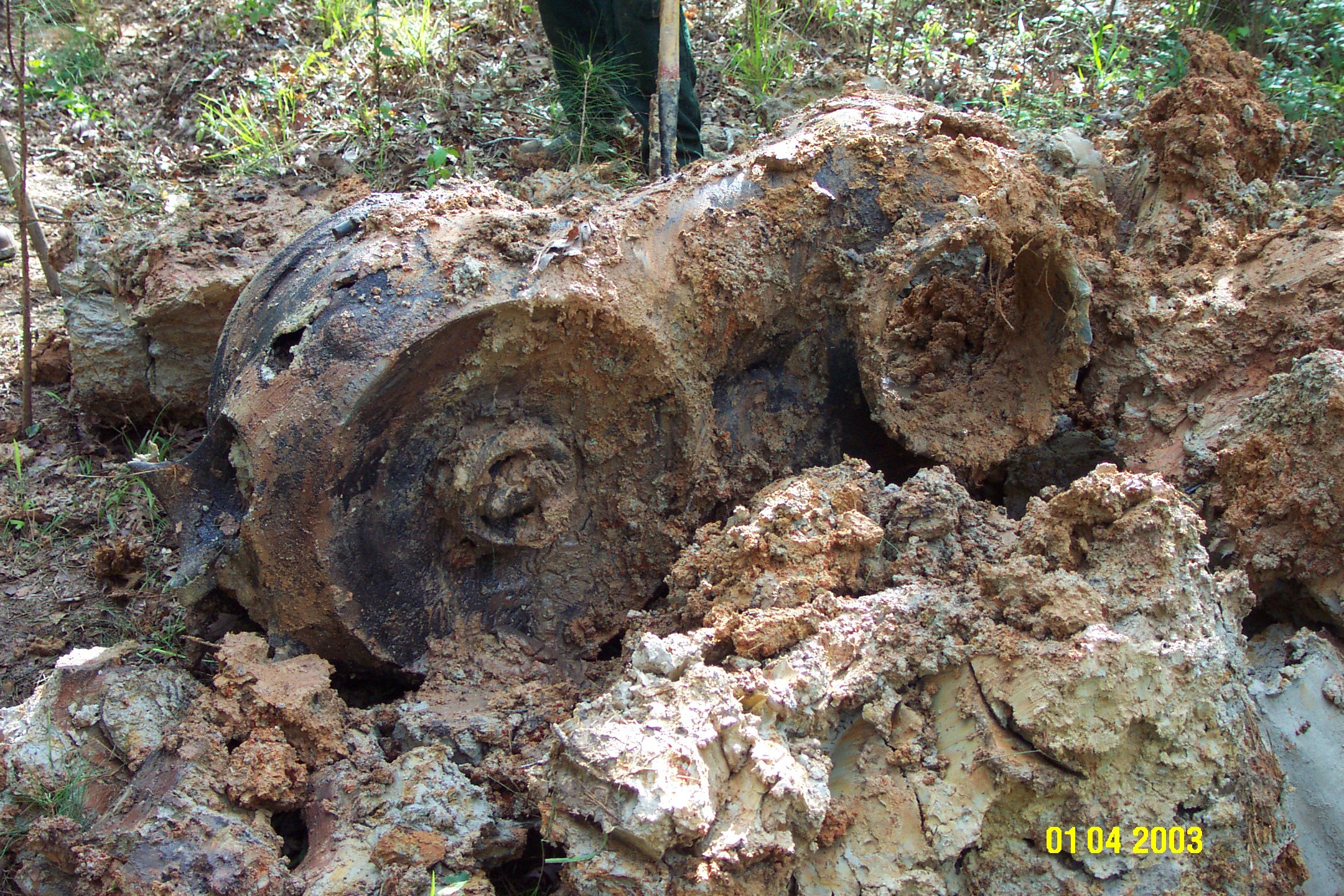
A Columbia főhajtóművének egy darabja, a legkeletebbre megtalált roncsok egyike

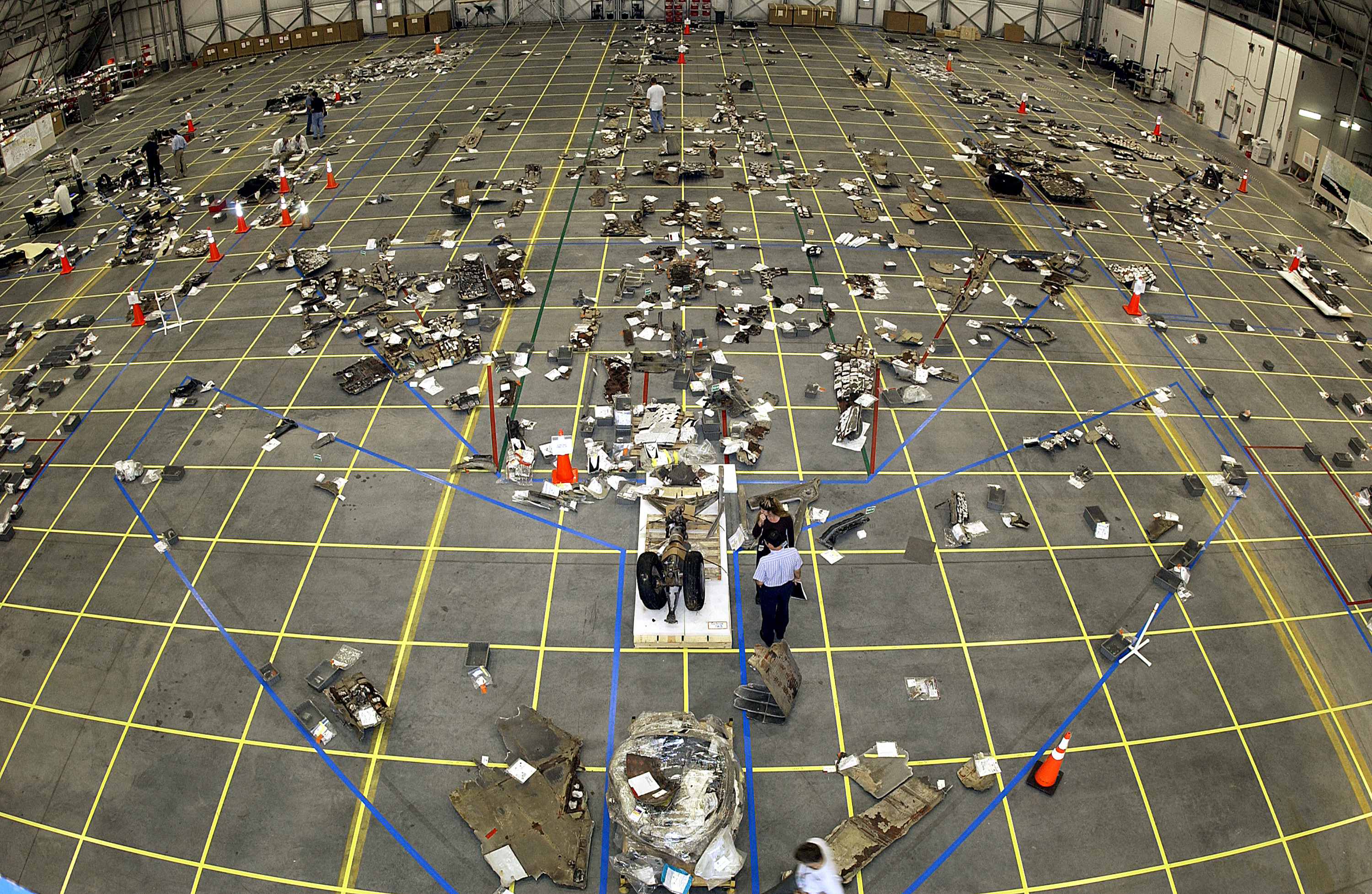
A megtalált roncsdarabok osztályozása a NASA erre a célra kialakított helyiségében

A Columbia balesetét követően az egyik legnagyobb valaha volt keresőakció vette kezdetét a lezuhant roncsok összegyűjtésére. Az űrhajó roncsait mintegy 2000 különálló fellelési helyen találták meg a kereső csapatok. A roncsok főként Texas állam területén (Tyler, Palestine, Fort Worth, Nacogdoches, Hemphill város környékén) szóródtak szét, de Louisiana és Arkansas állam területei is érintettek voltak. A kutatás többezer önkéntes bevonásával zajlott, akik elhivatott módon próbálták minden lehetséges helyen és módon megtalálni a Columbia maradványait. A NASA a keresés idejére közleményben tájékoztatta a közvéleményt, hogy a roncsok veszélyes kemikáliákat is rejthetnek, amelyekhez tanácsos nem hozzányúlni, helyette a megtaláló inkább jelentse a helyi hatóságoknak a megtalálás helyét, miközben azt is világossá tették, hogy aki viszont jogtalanul magánál tart a roncsokból valamit, azt büntetés fenyegeti. Néhány esetben a tűzoltók Geiger–Müller-számlálóval ellenőrizték a roncsokhoz hozzányúló egyéneket, illetve azt kérték ezektől az emberektől, hogy a ruházatukat veszélyes hulladék gyűjtő zsákokba helyezzék és alkalmazzanak mielőbb fertőtlenítő szappanos tisztálkodást. Az önkéntesek egy csoportja rádióamatőr volt, akik a nagy kiterjedésű kutatási területen a kommunikációs összeköttetést segítették tevékenységükkel.
A figyelmeztetések ellenére számos roncskereső próbálta megtartani a roncsdarabokat, majd később hasznot húzni belőlük. Néhány texasi roncsgyűjtő egyenesen az eBay-en rendezett online aukciót, ahol 10 000 dolláros kikiáltási áron kínálták a megtartott roncsdarabokat. Magát az aukciót nagyon hamar visszavonta az internetes oldal, ám a Columbiával kapcsolatos relikviák ára hirtelen a magasba szökött, és óriási kereslet jelentkezett rájuk. Az aukció visszavonását követően egy három napos amnesztiát hirdettek meg azoknak, akinél „véletlenül ottmaradt” valamely, az űrsiklóból származó maradvány, ám erre csak alig néhányan jelentkeztek és adták le a náluk levő darabokat a NASA-nak.
Körülbelül 45 000 különféle roncsdarabot sikerült megtalálni, amelyek kb. 25 tonnányit nyomtak, így az orbiter üres tömegének nagyjából 24%-a került elő, bár később a nagy részének azonosítása nem sikerült. A legnagyobb két megtalált roncsdarab az első főfutó és egy ablakkeret voltak. A megtalált darabok között az egyik legérdekesebb egy petricsésze volt, amelyben egy csoport élő, 1 mm nagyságú Caenorhabditis elegans férget találtak. A petricsésze egy alumínium tartóban foglalt helyet, amely megvédte a tartalmát a baleset összes hatásától. A férgek pedig a fent végzett biológiai kísérlet részei voltak, amelyben a súlytalanság hatásait vizsgálták különböző szervezeteken. A férgeket egészen későn, 2003. április 28-án, közel három hónappal a balesetet követően találták csak meg.
A kutatási műveleteknek egy szomorú esemény is része volt, Jules F. Mier Jr. helikopter pilóta és Charles Krenek légi roncsmentő életét vesztette helikopterük lezuhanásakor a keresés közben.
Később is feljegyeztek a Columbia roncsaival kapcsolatos eseményeket, amikor a hivatalos kutató-mentő munka már lezárult. Így például 2008. május 9-én került nyilvánosságra, hogy egy sérült adattároló lemezről sikerült a sérülés ellenére megmenteni a rajta tárolt 340 MB adat 99%-át. Maga a lemez az egyik folyadékok viselkedését tanulmányozó kísérlet adattárolására volt használatos a Columbia fedélzetén. 2011. július 29-én pedig 8 és fél évvel a tragédia után Nachogdoches város illetékesei közölték, hogy a városhoz közeli tóban egy kb. 1,2 méter átmérőjű kerek roncsdarabot találtak, amit a NASA a Columbia egyik tartályának darabjaként azonosított.
Az összegyűjtött – nem emberi eredetű – roncsokat egyébként kivétel nélkül a Kennedy Űrközpontba szállították, és a VAB csarnok egyik használaton kívüli helyiségében helyezték el, ahol kutathatóvá tették.

### Emberi maradványok
A roncsok keresése és összegyűjtése során kiemelt figyelmet kapott a legénység földi maradványainak összegyűjtése is. Az emberi maradványok keresése a texasi Hemphill városától délre, a Toledo Völgytározó tava mentén történt meg, ahol a keresőalakulatok megtalálták a legénység maradványait. Öt fő maradványait három napon belül lelték fel a kereső alakulatok, míg a maradék két főét a keresés 10. napján. Az alakulatok sokszor csak kisméretű, csonk testrészdarabokat találtak, például különálló karok, lábak, egy részleges felsőtest, vagy egy emberi szív kerültek elő. A keresést nehezítette, hogy a megtalálási hely egy sűrű erdővel borított részen volt.

### Fedélzeti videófelvétel
A megtalált roncsok és maradványok egyik különlegesebb darabja volt egy kamera kazettája, amelyen az űrhajósok a leszállást rögzítették. A 13 perces felvételen az űrhajósok a légkörbe lépés rutinműveleteit hajtják végre, miközben jó hangulat uralkodik a fedélzeten – a legénység tagjai viccelődnek egymással – és semmilyen nyoma nem látszik, hogy probléma lenne. A felvételen a legénység a kesztyűket húzza fel nagyjából egyidőben azzal, hogy az ablakon kívül megjelenik a magas hőmérsékleten kialakuló plazma, és a lángok láthatóvá válnak az űrhajón kívül. A felvétel egyik pontján az irányítás megkéri Laurel Clarkot, hogy végezzen el valamilyen kisebb rutinműveletet, amelyre az űrhajós annyit válaszol, hogy most kissé elfoglalt, de később meg tudja csinálni, mondván: „Csak semmi aggodalom…a világ összes ideje a mienk”. A felvétel valamilyen okból 11 perccel azt megelőzően megszakad, hogy az irányítás elvesztette a rádiókapcsolatot az űrhajósokkal.

## Kivizsgálás

### Kezdeti vizsgálatok
A NASA azonnal hozzálátott az irányítás által lementett és rendszerezett repülési adatok elemzéséhez. A nyomozás a hibák telemetriai adatokban való megjelenésével kezdődött, azaz ahogy Ron Dittermore, a Space Shuttle program vezetője megfogalmazta, az első olyan jelektől, amikor az érzékelők azt kezdték mutatni, hogy a főfutók guminyomása és a hidraulikanyomás megszűnt az űrhajóban, illetve mindeközben olyan jelzések is érkeztek, miszerint megemelkedett a hőmérséklet a bal szárny olyan belső tartományaiban, ahol az nem volt indokolt. Az analízis arra a 31 másodpercnyi adatfolyamra támaszkodott, amely szerint az adatok a helyzet romlását, elsősorban a reaktív kormányrendszer automatikus beavatkozását jelezték, hogy a rendszer próbálja fenntartani a repülés irányát és az űrhajó térbeli helyzetét, miközben az folyton le akar térni a normál repülési pályáról.
A kivizsgálás másik fókuszterülete a főtartály hableválása volt a start során. Ehhez elővették a korábbi ilyen ismert esetek – az STS–45, az STS–27 és az STS–87 – adatait és jegyzőkönyveit, hogy elemezzék a problémát. A NASA – tévesen – arra a következtetésre jutott, hogy a szigetelőhab leválását az okozza, hogy a felhelyezésekor apró légbuborékok keletkeznek az anyagban, gyengítve annak szerkezetét. Az ezért a műveletért felelős Michoud Összeszerelő Üzem gyártásért felelős munkatársait továbbképzésben részesítették, hogy a hab felvitelekor ne ismétlődjön meg a gyártási hiba. Később, a Discovery STS–114 – a Return to Flight (Visszatérés a repülésekhez) program első, ezt az űrsiklót érintő – repülésén ismét egy óriási habdarab vált le és találta el az űrrepülőgépet, amely hiba kivizsgálásakor derült fény rá, hogy nem a szigetelőhab gyártási hibái okozzák a problémát, hanem a tartály cseppfolyós ható- és oxidálóanyaggal való feltöltése és esetleges leeresztése során, a rendkívül hideg üzemanyag okozta hőciklusokat nem tolerálja megfelelően az anyag és a hőtágulás, vagy összehúzódás okoz rajta repedéseket, amelyek aztán a problémát okozzák.

### A független vizsgálóbizottság eredményei

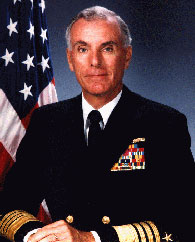
Gehman admirális, a vizsgálóbizottság vezetője

A Challenger-katasztrófához hasonlóan a Columbia balesetének kivizsgálását is egy független, külső szervezet, az erre a célra felállított Columbia Accident Investigation Board (Columbia Baleseti Kivizsgáló Bizottság), vagy a vezetője után Gehman-bizottság) végezte el. A bizottság felállítását már a baleset másnapján 2003. február 2-án bejelentette Sean O'Keefe NASA főigazgató. A testület vezetője Harold W. Gehman Jr., a Haditengerészet nyugalmazott tengernagya lett és további tizenkét, a hadsereg – elsősorban a légierő – vezető tisztjeiből, más kormányzati hivataloktól és kisebb részben szakmai körökből érkező tagja volt. Érdekesség, hogy az egyik bizottsági tag Sally Ride űrhajós volt, aki így egyetlenként mind a két Space Shuttle baleset kivizsgálásában részt vett.
A Bizottság a munkáját a baleset pontos eseménysorának összeállításával kezdte. Ehhez az egyik legnagyobb segítséget a 2003. március 19-én a texasi Hemphill mellett megtalált eszköz, a Columbia repülési adatrögzítője adta. Ez egy furcsa anomáliának volt köszönhető: az űrrepülőgép-flotta többi darabjának nem volt a repülőgépekéhez hasonló fekete doboza, hanem a repülési adatokat valós időben a Földre, az irányításnak továbbították valós időben, a telemetrián keresztül, ahol azt rögzítették. Azonban mivel a Columbia volt a legelső űrsikló, amely feljutott az űrbe, az első tesztrepülésekhez felszerelték egy Orbital EXperiment Support System (OEX – Keringési Kísérlet Támogató Rendszer) adatrögzítővel, hogy a mérnökök még több adathoz juthassanak a tesztekről és az űrhajó viselkedéséról. A tesztrepülések végeztével az adatrögzítőt mégsem szerelték ki – pl. súlytakarékossági okokból –, hanem az benn maradt az űrhajóban, sőt funkcionális is maradt, az összes repülésen továbbra is rögzítette az adatokat. Az eszköz sokszáz paraméter értékét rögzítette, sokkal több adattal, mint ami a telemetrián érkezett (az OEX lényegében passzív eszköz volt, csak rögzítette a neki beérkező adatokat, és nem küldte tovább a telemetrián), így a szakemberek a megtalálása után olyan adatokhoz is hozzájutottak, amely addig nem állt a rendelkezésükre, és még pontosabban, részletesebben feltérképezhették az eseménysort. Lényegében a vizsgálat során ezen adatok alapján lehetett megállapítani, ahogy az egyes szenzorok elhallgatnak – valószínűleg a szárnyba bejutó hő hatására a vezetékezésük elég –, így bemutatva az események előrehaladását a légkörbelépési ponttól, egészen az orbiter széteséséig. Ezek az adatok korrelációban álltak a Lehigh Egyetemen végzett roncsanalízis megállapításaival, amelyekből összeállítható volt egy végső konklúzió az események menetéről.
Ugyanennek az adatrögzítőnek az adatai segítettek abban, hogy leszűkítsék a problémák forrását egyetlen pontra, az űrhajó szárnyának megerősített szén-szén (Reinforced Carbon-Carbon – RCC) elemeinek 8-as számú darabjára. (Minden űrhajón kétféle hővédelmi megoldást alkalmaztak, a legszélesebb körben az űrhajó alján a fekete színű hőelnyelő kerámia csempéket, illetve a hőnek leginkább kitett szárny belépőéleken, illetve a függőleges vezérsík belépőélein a speciális RCC-elemeket.) Korábban a vizsgálatok csak nagyjából tudták behatárolni a fényképfelvételek alapján a szigetelőhab becsapódási helyét a 6-os és a 9-es RCC-elem környékére, a részletesebb vizsgálatok szűkítették végül le ezt a 8-as elemre.

### Sűrített levegős ágyú tesztek

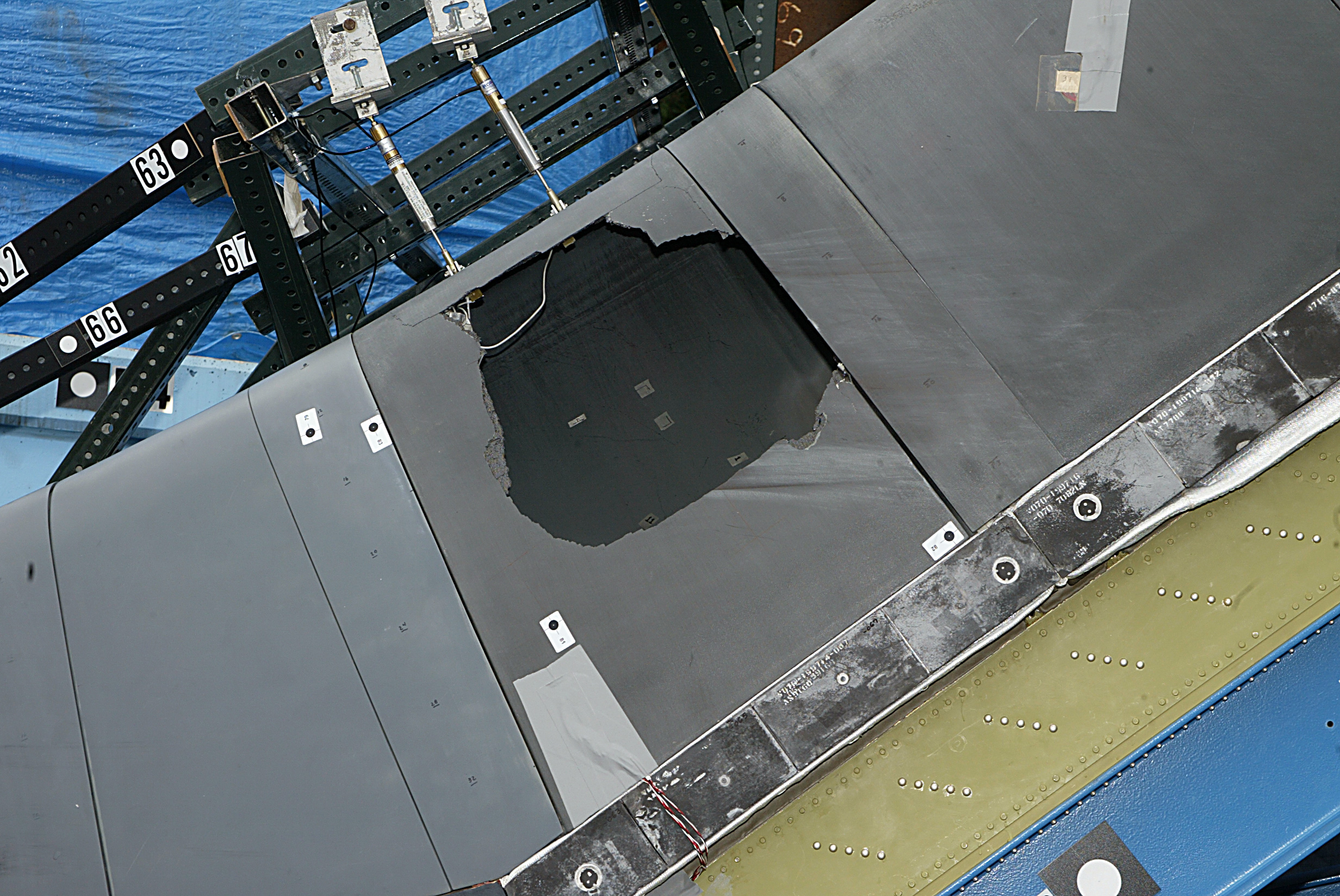
A lőteszt eredménye, az RCC-panel beszakadt, végzetes sérülést okozott a szigetelőhab

A CAIB, miután az első perctől kezdve nyilvánvaló volt, hogy az STS–107 startjánál tapasztalt szigetelőhab leválás összefüggésben áll az űrhajó vesztét okozó későbbi eseménysorral, elrendelte, hogy a NASA Glenn Kutatóközpont (NASA Glenn Resarch Center), a NASA Langley Kutatóközpont (NASA Langley Research Center) és a Boeing bevonásával kezdjenek az RCC-paneleket érintő becsapódási tesztekbe, hogy kiderítsék, azok milyen hatással vannak a kérdéses alkatrészekre. Erre a célra egy sűrített levegős ágyút használtak, amellyel a fotóanalízis által becsült méretű és sebességű szigetelőhab darabot lőttek különböző szögekben kétféle teszttárgyra. A lőtesztek során kétféle teszttárgyat alkalmaztak. Az egyik teszttárgyat a kísérleti, végül csak légköri repülési tesztekhez használt Enterprise űrrepülőgép szárnybelépőélének üvegszál erősítésű (így hővédelmi funkciókat el nem látó) paneljeinek leszerelésével kapták. Ezeket a paneleket helyezték el egy acél tartószerkezeten és lőtték ki rájuk a habdarabokat. A másik teszttárgy pedig a NASA tartalék alkatrész készletéből felépített, valódi RCC-elemeket tartalmazó belépőél makett volt, ugyanúgy az acél tartószerkezetre erősítve.
A tesztek 2003. április 4. és 2003. július 7. között zajlottak le. A kezdeti teszteken az üvegszál erősítésű paneleken csak kisebb, az űrhajó elvesztésével biztosan nem járó repedéseket okozott a becsapódó szigetelőhab, ám az utolsó, immár RCC-paneleket alkalmazó teszten az egyik lövés nyomán egy kb. 41*42 cm-es lyuk keletkezett a szárnyimitáción. Ez perdöntő bizonyítékot szolgáltatott arra, hogy a NASA által a felszállás során levont következtetés, miszerint a kis sűrűségű hab nem okozhat kárt a szárny belépőélén, téves volt. Illetve közvetett bizonyítékkényt szolgált arra, hogy amennyiben az RCC-panel tényleg megsérült, a sérülés nagysága alkalmas volt arra, hogy az űrhajó légkörbelépésekor a Columbia leszállásakor végbement eseménysor következzen be.

### A vizsgálat eredményei
A CAIB 2003. augusztus 26-án tette közzé jelentését. A jelentés 3 fő részből állt. Az első részben a baleset bekövetkezését írták le a legnagyobb részletességgel, majd a második rész a balesetet kiváltó okokat részletezte. Végül a harmadik részben „Look Ahead” (Előretekintés) címmel a jövőre vonatkozó ajánlásokat fogalmazta meg.
A jelentés első számú technikai okként a bal szárny belépőélének sérülését jelölte meg, amelyet a start során leváló és a szárnyat eltaláló szigetelőhab okozott. Emellett azonban a jelentés elmélyül a hibához közvetetten vezető szervezeti és szervezeti kultúrabeli hiányosságokban, amelyek nagyban hozzájárultak a katasztrófához. Ennek keretében a dokumentum komoly kritikákat fogalmazott meg a NASA döntéshozatali mechanizmusával és kockázatkezelési folyamataival szemben. Ilyenként kiemelte, hogy a szervezeti felépítés és szervezeti folyamatok alapvetően hibásak voltak, hogy a biztonsági kérdésekben való kompromisszumok elvártak voltak tekintet nélkül arra, hogy ki volt a kulcsfontosságú döntéshozatali pozícióban. Ennek érzékletes példája volt, hogy például a Space Shuttle Program vezetője egy személyben volt felelős a felbocsátások időben és biztonságban való kivitelezéséért, valamint azért is, hogy ezek minél alacsonyabb költségen menjenek végbe. Ez a két követelmény időnként teljesen ellentétes volt egymással. A jelentés ugyancsak megállapította, hogy a NASA időnként elfogadta a tervezési követelményektől való eltéréseket, amelyek néhány repülésen dokumentálhatók is voltak a korábbiakban, anélkül, hogy az konzekvenciák levonásához vezetett volna. Erre pedig azt a példát említették jellemző esetként, hogy a hővédő rendszer tervezési követelményeiben szerepelt, miszerint a rendszernek nem kell felkészítve lennie komolyabb – bármilyen idegen testtől származó – becsapódásokra, miközben ilyen becsapódások rendszeresen érték az űrsiklókat, köztük magát a Columbiát az STS–107-en, mindenféle következmény nélkül. Ezért a Bizottság továbbmenve a baleset közvetlen okaival kapcsolatos ajánlásain túl, az űrhivatal folyamataira és szervezeti kultúrájára is fogalmazott meg további javító célú ajánlásokat.
A CAIB az ajánlásait időtávokra bontva adta meg:
1. Rövid távon: Return to Flight (Visszatérés a repülésekhez) ajánlások
2. Közép távon: Continuing to Flight (A repülések folytatása)
3. Hosszú távon: Future Directions for the U.S. in Space (Jövőbeli irányok az USA számára az űrben)[51]

Az ajánlásokat – szám szerint 29-et – a jelentés 11. fejezetében tette közzé a Bizottság, amelyek a balesetet kiváltó technikai okokra, az esetleg mégis bekövetkező incidensek kezelésére és a szervezeti és döntéshozatali problémákra is reflektáltak úgymint:
- biztosítani kell, hogy a külső tartályról ne válhasson le szigetelőhab
- javítani kell a gyártási és gyártás ellenőrzési folyamatokat
- biztosítani kell, hogy a repülés felkészítési folyamatok során még jobban kiszűrhetők legyenek az esetleges veszélyforrások (attól függően, hogy a repülések az ISS-hez, vagy attól függetlenül történnek, más-más folyamatokat kell tervezni)
- meg kell teremteni a lehetőséget és kapacitást, hogy szükség esetén fénykép bizonyítékokat szerezhessen az irányítás egy esetleges feltételezett sérülés esetén
- egységesíteni kell az ISS és a Space Shuttle rendszerek mikrometeorit, vagy más becsapódó testekre vonatkozó tervezési kritériumait
- a határidőket úgy kell megszabni, hogy azok ne élvezzenek soha elsőbbséget semmiféle biztonságot érintő kérdéssel szemben
- képzési programot kell indítani a felbocsátással kapcsolatban, amely tartalmazza akár az űrsikló elvesztésével kapcsolatos teendőket is a kiszolgáló személyzet számára
- fel kell állítani egy Műszaki Mérnöki Hatósági Osztályt, amely a Space Shuttle teljes életciklusára vonatkozóan feltárja és összegyűjti a lehetséges veszélyforrásokat és kezeli őket.
- 2010-ig a teljes űrsikló flottára vonatkozóan a felhasznált anyagokra, komponensekre, fő és alrendszerekre vonatkozóan meg kell történnie egy felmérésnek és korszerűsítésnek, hogy a flotta élettartama szükség esetén hosszabbítható legyen
- A NASA küldjön minden évben a költségvetési kérelem mellé egy jelentést a Kongresszusnak, hogy miket végzett el az előző évben az ajánlások területén[51]

### Mi lett volna, ha...
A CAIB jelentése tartalmazott egy elemzést arra vonatkozóan is, hogy a konkrét esetben hogyan lett volna megmenthető a legénység (ezzel lehetséges szcenáriót állítva fel a későbbi, ilyen jellegű esetekre), akár egy mentőexpedícióval, akár helyszíni javítással, akár a Nemzetközi Űrállomásra való meneküléssel. Az utóbbi lehetőség, amelyben a Columbia összekapcsolódhatott volna az ISS-szel, megvárva a lehetséges mentőakciót, vagy a Szojuz űrhajókkal sorjában hazatértek volna, eleve kizáródott, tekintve, hogy a két űreszköz eltérő pályahajlású keringésben volt, és a rendelkezésre álló eszközökkel és hajtóanyaggal nem lett volna lehetséges a randevú és dokkolás.
Több sikerrel kecsegtetett volna egy lehetséges mentőakció, amelyet ugyan felettébb kockázatosnak, de a NASA által végrehajthatónak ítélt meg a CAIB, feltéve, ha elég hamar döntés születik egy második űrsikló indításáról és az előkészületekkel is idejében végezni tudnak. Normál módon egy mentő expedíció indítása nem lehetséges, nem is volt ilyen forgatókönyv a NASA folyamataiba építve, azonban átszervezésekkel a konkrét esetben lehetséges lett volna. A „normál eset” azt jelentette, hogy nincs a következő repülésre felkészítés alatt álló űrsikló, a nulláról pedig több időt vesz igénybe a felkészítés, mint amennyi készlet – áram, levegő, víz – az odafenn keringő, sérült űrrepülőgépben rendelkezésre áll. Azonban az STS–107 esetében az Atlantis űrrepülőgép előrehaladott felkészítési folyamat közben volt a 2003. március 1-jére tervezett STS–114 startjához. Emellett a Columbia magával vitte az ún. Extended Duration Orbiter Package-t (Meghosszabbított Idejű Orbiter Csomag). Ez utóbbi segítségével a Columbia repülése egészen a 30. repülési napig (február 15-ig) meghosszabbítható lett volna, miközben az Atlantis felkészítése biztonsági ellenőrzések kihagyása nélkül is felgyorsítható lett volna úgy, hogy az február 10-re készen álljon a startra. Ezzel egy 5 napos puffer idővel a mentés végrehajtható lett volna. Ezután a sérült űrhajót az irányítás távirányítással lefékezte volna, amellyel a még nem létező távirányított leszállási szoftver híján az űrhajó valószínűleg a Csendes-óceánba csapódott volna, de a legénység megmenekül. Ennek a forgatókönyvnek a hatására a NASA később kidolgozott egy Remote Control Orbiter System megnevezésű eljárást, amellyel az irányítás akár egy leszállást is végre tudott volna hajtani távirányítással az űrrepülőgépeivel.
Egy másik lehetőség a helyszíni javítás lett volna. Ezt az űrhivatal szintén felettébb kockázatosnak találta az elérhető anyagok, illetve a javítás nem kellő hatékonysága miatt, valamint amiatt, hogy esetleg a javítás során még nagyobb károsodás keletkezhet, mint az eredeti sérülés volt. A Columbia ezen a repülésen nem vitte magával a Canadarm berendezést, sem a Remote Manipulator Systemet (Távvezérlésű Rendszert) – amelyre például kamerát szerelve felmérhető lett volna a kár –, így a szárny esetleges javítására csak egy nem tervezett űrsétával (angol rövidítéssel: EVA) kerülhetett volna sor. Természetesen itt is felmerült volna a probléma, hogy egyik űrhajós sem volt kiképezve a szárny körüli manőverezésre egy űrséta során, ám mindegyik űrhajóst kiképzik egy hasonló vészhelyzeti űrsétára, amelyre akkor kerülne sor, ha a szintén az űrhajó hasán, a hőpajzson levő ajtó, amely a főtartály üzemanyagvezetékeit engedi az űrhajó belsejébe, nem csukódna be a külső tartály leválasztását követően. A CAIB azt is meghatározta, hogy az űrhajósok a javításhoz az egyébként rendelkezésre álló kéziszerszámokkal és titán, vagy más fémdarabokkal, amelyek a legénységi kabin berendezéseinek „kannibalizálásából” származtak volna, befoltozhatták volna a lyukat és egy vízzel teli csomaggal erősíthették volna meg belülről a foltot (a víz az űrben jéggé fagyott volna). Ezzel elejét vehették volna a szárny geometriájának megbomlásának és a turbulens légáramlatok kialakulásának, és a vízzel talán elég alacsonyan tarthatták volna a felmelegedést addig, amíg az űrhajó eléggé lelassul, hogy a hőmérséklet már ne okozzon problémát.
A CAIB megállapította, hogy ugyan a javítási metódus pusztán elmélet, felmérhetetlen annak sikeres volta, így a mentőexpedíciós verziót tartja jobbnak.

### Következmények a Space Shuttle programra nézve
A katasztrófa azonnali következményeként a Space Shuttle-programot azonnali hatállyal felfüggesztették, minden további repülést leállított a NASA a kivizsgálás befejeztéig. Ez egyben azt jelentette, hogy a Nemzetközi Űrállomás építése is leállt, mivel az űrrepülőgép volt az egyetlen olyan eszköz, amely képes volt kiszolgálni az ISS építési folyamatát. Az űrállomás személyzetének szállítására a továbbiakban egyedül az orosz Szojuz űrhajókat lehetett használni, míg az ellátmányt a szintén orosz Progressz űrhajók szállították. Ez egyben azt is jelentette, hogy egy időre, csak az űrállomáson való emberi jelenlétet tartották fenn, az állandó legénységet kétfősre csökkentve, míg a további, fejlesztési jellegű és látogató repüléseket fel kellett függeszteni. További következményként amerikai oldalról minden további, űrhajósokkal történő művelet (akár civil, akár katonai) leállt.
A CAIB vizsgálatát követően sokkal mélyrehatóbb, lényegében fundamentális változások következtek el az amerikai űrprogramban. A CAIB egyenesen odáig ment a problémák megfogalmazásában, hogy a Columbia vesztét közvetve – mégpedig a NASA szervezeti és cégkultúrabeli problémáin keresztül – az a tény okozta, hogy az űrhivatal híján van az elfogadott és általános víziónak az űrrepüléseket illetően, és az eszközök (pl. az ISS építése) váltak célokká. A megfogalmazás így a felelősséget kiterjesztette a NASA-tól egészen az azt irányító politikáig, egészen az USA politikai vezetéséig. Bush elnök ezt követően kiadta a NASA-nak, hogy dolgozza át hosszú távú stratégiáját, változtatva az egész emberekkel végzett űrrepülési programján. Erre a felhívásra készült el egy vadonatúj jövőkép, amely természetesen az addig elért eredményekre és részben az űrhajózás addigi történetére is támaszkodva új irányokat jelölt meg. George W. Bush 2004. január 14-én jelentette be nyilvánosan az USA űrkutatással kapcsolatos új terveit Vision for Space Exploration címmel, amely választ adott a korábbi kritikákra. Az új elképzelésnek „Moon, Mars and Beyond” (Hold, Mars és azon túl) volt a jelmondata, és a jövőbeli amerikai űrrepülések hangsúlyát áthelyezte a Föld körüli pályán végrehajtott repülésekről a Hold, a Mars és az aszteroidák elérésére.
Az új amerikai űrstratégia ezek mentén a következőképpen bontakozott (volna) ki:
1. Az USA 2010-ig bezárólag befejezi a Nemzetközi Űrállomás építését, és ezzel egyidőben nyugdíjazza az űrrepülőgép flottáját
2. Elkezdődik egy új űrhajó, a Crew Exploration Vehicle (Legénységi Felfedező Jármű) – későbbi nevén Orion űrhajó – fejlesztése, amely felváltja az űrrepülőgépet, visszanyúlva az Apollo-program gyökereihez, az egykori Apollo űrhajó modernebb változatát létrehozva
3. Holdszondák küldése újra a Holdhoz, felújítva az égitest feltérképezését, amely a shuttle-korszakban lényegében leállt, majd 2020-ra emberekkel visszatér az USA a holdfelszínre
4. Végül marsszondák indítása, majd a Mars emberekkel való meghódítása (alternatívaként egy aszteroida elérése űrhajósokkal)[54]

Az elnöki stratégiát később a NASA Constellation Program néven indította el, amelynek első fázisa az űrhajó és rakétafejlesztésekkel indult, ám az Obama kormány ezt a programot leállította, és új irányokat szabott meg az űrhivatal számára.
Összesen huszonkilenc hónapnak kellett eltelnie, mikorra a Columbia tragédiáját követő első Space Shuttle repülésre sor kerülhetett – a CAIB riportjából kölcsönvett fordulattal – a Return to Flight (Visszatérés a repülésekhez) fázisban végrehajtott első repülésen. Az STS–114 2005. július 26-án indult útnak a Discovery űrrepülőgéppel. A 15 napos űrrepülés rendkívül sikeresen zajlott le, azt az egy részletet leszámítva, hogy az űrhajó felbocsátása közben ismét egy a Columbiáéhoz hasonló méretű szigetelőhabdarab vált le a külső tartályról, csak a szerencsének köszönhetően ezúttal nem találta el az űrsiklót. Az expedíció végén a legénység, élén Eileen Collins parancsnokkal és James M. Kelly pilótával mintaszerű leszállást hajtott végre – időjárási okokból két nappal a tervezett időponttól elhalasztva – Cape Canaveralen. A hableválás miatt a NASA megszakította a Return to Flight repülések további menetét és ismét a földre rendelte a flottát mindaddig, amíg a problémára nem találnak megnyugtató megoldást. 2005 augusztusában aztán a Katrina hurrikán komoly károkat okozott a Michoud Összeszerelőüzemben.
Az ismételten elrendelt vizsgálatban végre sikerült megtalálni a hiba okát. Röntgen felvételek felhasználásával 2005 decemberében derült ki, hogy a hibát nem a hab hibás felhordása okozza, hanem a tartály hajtó- és oxidálóanyaggal való feltöltése során keletkező hőtágulás és összehúzódás, amely így nem emberi hiba. A hőciklusok repedéseket okoztak a szigetelőhabban, amely aztán strukturális gyengeségekhez vezetett, ez okozta a hableválásokat. A NASA részéről Wayne Hale programmenedzser nyilvánosan elnézést kért a Michoudon dolgozó munkatársaktól, amiért korábban őket hibáztatták a Columbia elvesztéséért.
Az STS–107 repülését követően még összesen 22 űrrepülőgép indítás történt egészen 2011. július 8-ig, amikor az STS–135-tel a Space Shuttle flotta 135. repülésével az utolsó küldetés indult Floridából az űrrepülőgéppel. Az STS–135 2011. július 21-i leszállásával pedig az Atlantis űrrepülőgép sikeresen lezárta a Space Shuttle-programot, űrrepülőgép nem repült többé. Egyúttal a NASA nem rendelkezett ember szállítási kapacitással egészen 2020-ig, amikor immár egy új filozófia mentén az űrhivatal egyik kereskedelmi partnere a SpaceX sikeresen felbocsátotta egy, az ISS-hez vezetett repülésre a Crew Dragon űrhajóját.

## A tragédia emlékezete

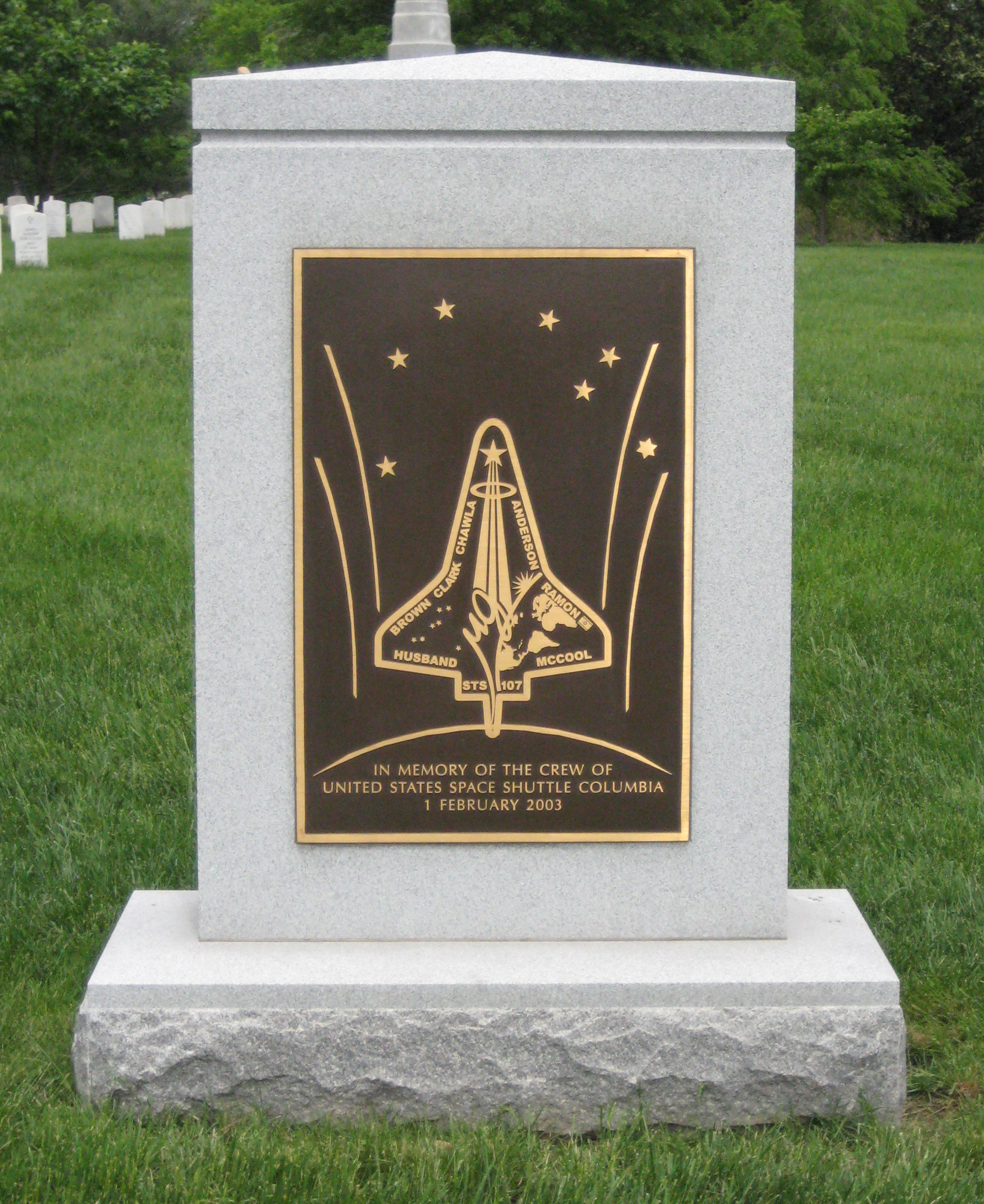
Columbia-emlékmű

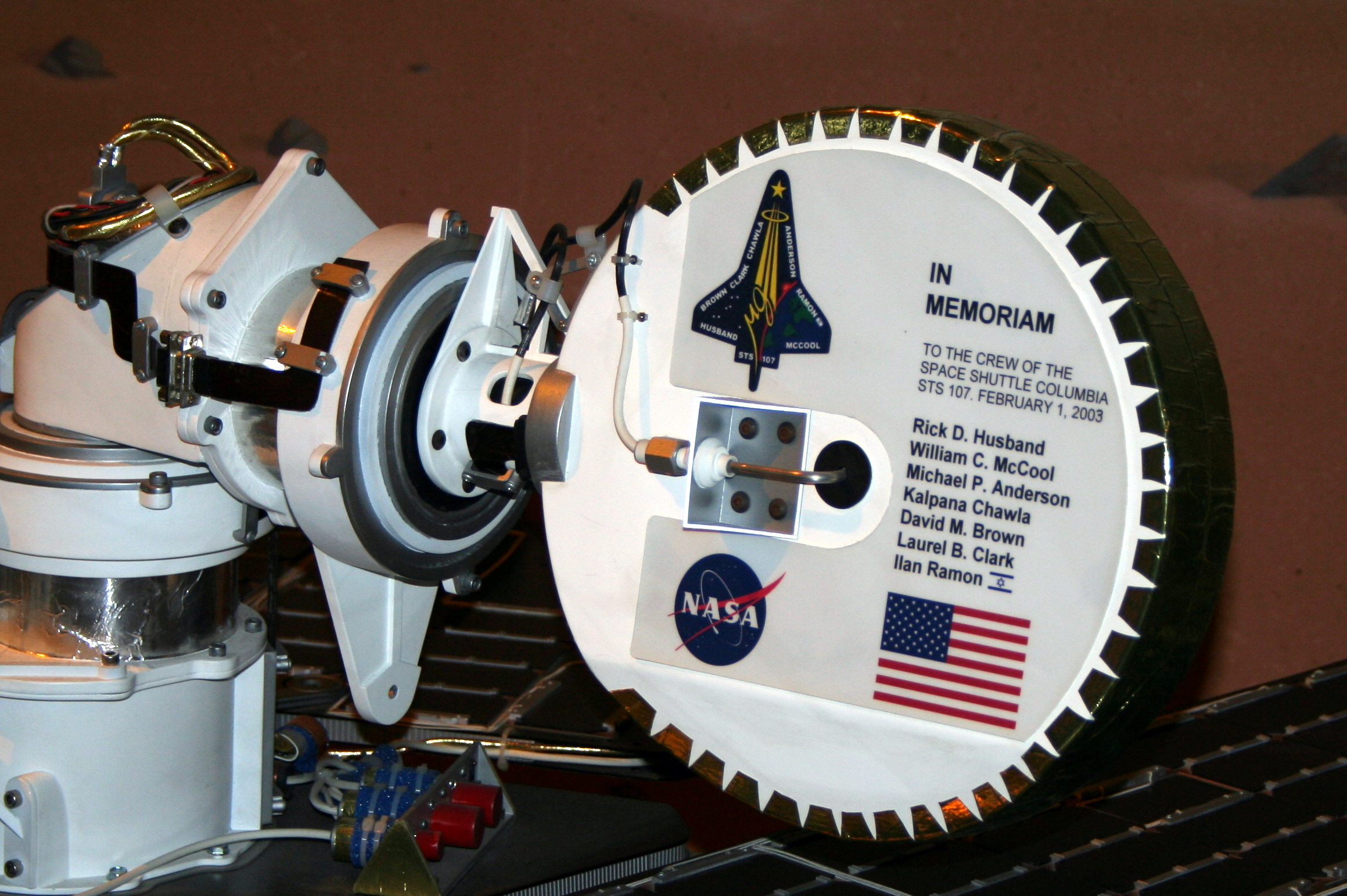
A Spirit marsjáróra erősített emlékplakett

Az USA Képviselőháza 2003. március 26-án rendelkezett egy alap létrehozásáról, amelynek célja az volt, hogy emlékművet állítsanak az Arlingtoni Nemzeti Temetőben az STS–107 katasztrófát szenvedett legénységének. Korábban a Challenger-katasztrófa emlékére is hasonló emlékművet állítottak, majd 2004. február 2-án fel is avatták az új emlékművet, a Challengeré közelében. Az emlékmű domborművén a legénységi embléma fő motívumát, a stilizált űrsikló sziluettet ábrázolták, rajta a hét űrhajós nevével, akiknek égbe szállt lelkét hét csillag jelképezi.
2003. április 1-jén a baseball szezon nyitómérkőzésén a Houston Astros csapat (akinek neve egyébként is a városhoz szorosan kapcsolódó űrrepülések tiszteletére alakult így) a Columbia legénységének tiszteletére, azok családtagjainak bevonásával hét párhuzamos kezdődobást végeztek el. Az amerikai himnuszt 107 NASA alkalmazott, köztük repülésirányítók, és más beosztásban dolgozók énekelték el, miközben az USA zászlaját behozták a pályára. A mérkőzésen a Houston Astros játékosai az STS–107 legénységi emblémáját viselték a mezükön, majd később az egész szezonban reklámok helyett ez szerepelt a mezeken.
2003. október 28-án a hét elhunyt űrhajós nevét felvésték a Cape Canaveralen felállított Space Mirror Memorial (Űrtükör Emlékmű) falára, amelyet 1991-ben hoztak létre, és szerepel rajta az összes amerikai űrhajós neve, aki szolgálatteljesítés közben hunyt el.
2004. február 1-jén játszották a XXXVIII. Super Bowl mérkőzését a houstoni Reliant Stadiumban (ma: NRG Stadium), ahol a mérkőzést közvetlenül megelőzően megemlékezést tartottak a Columbia legénységéről. Ennek keretében Josh Groban énekes a „You Raise Me Up” (Te neveltél engem) című dalt adta elő, a következő űrrepülőgép repülés, az STS–114 kijelölt legénységével együtt.
2004-ben Bush elnök posztumusz a Congressional Space Medal of Honor (Kongresszusi Űr Becsület Érdemérem) kitüntetést adományozta a Columbia és a Challenger 14 legénységi tagjának.
A Columbia legénysége, vagy egyes tagjai tiszteletére számos középületet, vagy közterületet neveztek el:
- 2004 októberében az amerikai törvényhozás mindkét háza Lucille Roybal-Allard képviselő indítványára és a teljes kaliforniai képviselőcsoport támogatásával javasolta, hogy változtassák meg a Downey-beli California Space Science Learning Center (Kaliforniai Űrtudományok Oktatóközpont) nevét Columbia Memorial Space Science Learning Centerre (Columbia Űrtudományoktatási Emlékközpont). A létesítmény az űrrepülőgépek – így a Columbia és a Challenger – korábbi gyártóhelyének helyén épült.[63][64]
- Az USA légiereje az alabamai Maxwell Air Force Base-en (MaxWell Légierő Bázis) települő Pilótaiskola előadótermét nevezte el Husband Előadónak, mivel a parancsnok is ezen az iskolán tanult a korábbiakban. A kaliforniai Edwards Légitámaszponton is a pilóták központi helyiségét nevezték el Husband Lounge-nak.
- A NASA a 2004-ben felavatott szuperszámítógépét nevezte el a szerencsétlenül járt legénység tiszteletére Columbiának. A berendezés a NASA Ames Kutatóközpontjában, a NASA Advanced Supercomputing Division (NASA Fejlett Szuperszámítógép Divízió) szolgálatába állt, a kaliforniai Mountain View-ban. A számítógép első részegysége még 2003-ban állt szolgálatba, és a Kalpana nevet kapta Kalpana Chawla után, aki korábban az Ames Kutatóközpont munkatársa volt, mielőtt kiválasztották volna űrhajósjelöltnek.[65]
- Az USA Haditengerészete Willie McCool tiszteletére nevezte el egyik afganisztáni támaszpontját McCool Camp néven (az űrhajós EA–6B Prowler pilóta volt a haderőnem kötelékében korábban).[66] Ugyancsak McCool tiszteletére a texasi Lubbockban a Coronado Középiskola sportpályáit nevezték el Willie McCool Track & Field néven, mivel az űrhajós 1979-ben ebben az iskolában végzett.[67]
- A Texasban kialakított Cherokee Völgytározó a Columbia-tó nevet kapta.[68]
- A Texasban található Amarillo Nemzetközi repülőterét 2003-ban az STS–107 – egyébként az e városból származó – parancsnokáról Rick Husband Amarillo Nemzetközi Repülőtér névre keresztelték át.[69]
- A Washington államban futó Washington State Route 904 (Washington állami 904-es számú út) jelű utat Michael Anderson Highway névre nevezték át, mivel az út egyik állomása Cheneyn fut keresztül, ahol Anderson középiskoláit végezte.[70] A szomszédos Spokane-ban pedig általános iskolát neveztek el Andersonról.[71]
- 1987-ben a Sziklás-hegység coloradói részén elterülő Sangre de Cristo Hegyhát egyik csúcsát Challenger Pointnak nevezte el a USGS Board of Geographic Names (Egyesült Államok Geológiai Szolgálata Földrajzi Nevek Bizottsága) szervezet, majd 2003-ban a hármas csúcs egy másik tagja a Columbia Point nevet kapta (a három csúcsból álló, korábban Kit Carson Peak elnevezésű hely egyik alacsonyabb csúcsát nevezték át Challenger Pointra, míg a hármas másik tagja a Columbia Point nevet vette fel, és csak a fő csúcs maradt Kit Carson Peak).[72]
- Az alabamai Huntsville-ben, a NASA-hoz nagyon szorosan kötődő városban az egyik éppen megnyíló középiskolát nevezték el Columbia High School néven.[73]
- A Guamon létesített, a Hadügyminisztérium által üzemeltetett iskola pedig a William McCool Elementary Schhol nevet kapta.[74]
- Palmdale városában, ahol az egész űrsikló flotta született, az addig Avenue M jelű utcát Columbia Way-re keresztelték át.[75]
- Izraelben, Hod HaSharon városában Ílán Rámónról, az első izraeli űrhajósról neveztek el a helyi középiskolát.[76]
- Az 1950-ben a texasi League Cityben épült CCISD's Veteran Memorial Stadiumot 2014-ben újjáépítették, és az új létesítmény a Challenger Columbia Stadium elnevezést kapta a két űrsikló balesetben elhunyt űrhajósainak tiszteletére.[77]
- A NASA átnevezte a korábbi National Scientific Balloon Facility létesítményét Columbia Scientific Balloon Facility-re (Columbia Tudományos Léggömb Intézet)[78]

Az elhunyt űrhajósokról világűrbeli objektumok, illetve műholdak elnevezésével is megemlékeztek:
- A Mount Palomar Obszervatórium által 2001 júliusában felfedezett hét aszteroidát neveztek el a hét Columbia űrhajós után: 51823 Rickhusband, 51824 Mikeanderson, 51825 Davidbrown, 51826 Kalpanachawla, 51827 Laurelclark, 51828 Ilanramon, 51829 Williemccool.[79]
- A Mars bolygón az ott leszállt Spirit marsszonda leszállási helyét nevezte el a NASA Columbia Memorial Station (Columbia Emlékállomás) néven. Ehhez kapcsolódóan az űrszonda eredetileg is magával vitt a széles sávú antennája hátoldalán egy Columbia emlékplakettet.[80]
- Ugyancsak a Marson, a Spirit szonda kutatási helyén, egy hét dombból álló vonulatot neveztek el Columbia Hills-nek, illetve az egyes dombok megkapták külön-külön az egyes űrhajósok nevét. Később a Husband Hill formációt a szonda részletesen is feltérképezte, amikor útját az irányítás átvezette ezen a régión.[81][82]
- 2006-ban a NASA kezdeményezte az IAU-nál (International Astronomical Union – Nemzetközi Csillagászati Unió), hogy a Hold túloldalán elterülő Apollo-medencében nevezzenek el hét krátert az elhunyt űrhajósok után, amit a szervezet hivatalosan is elfogadott.[83]
- Az ISRO (Indian Space Research Organization – Indiai Űrkutatási Szervezet) által 2002. szeptember 2-án felbocsátott Metsat–1 meteorológiai műhold nevét a balesetet követően Atal Bihari Vajpayee miniszterelnök bejelentése alapján Kalpana–1-re változtatták a balesetet követően, az indiai születésű Kalpana Chawlara emlékezve.[84]

## Galéria

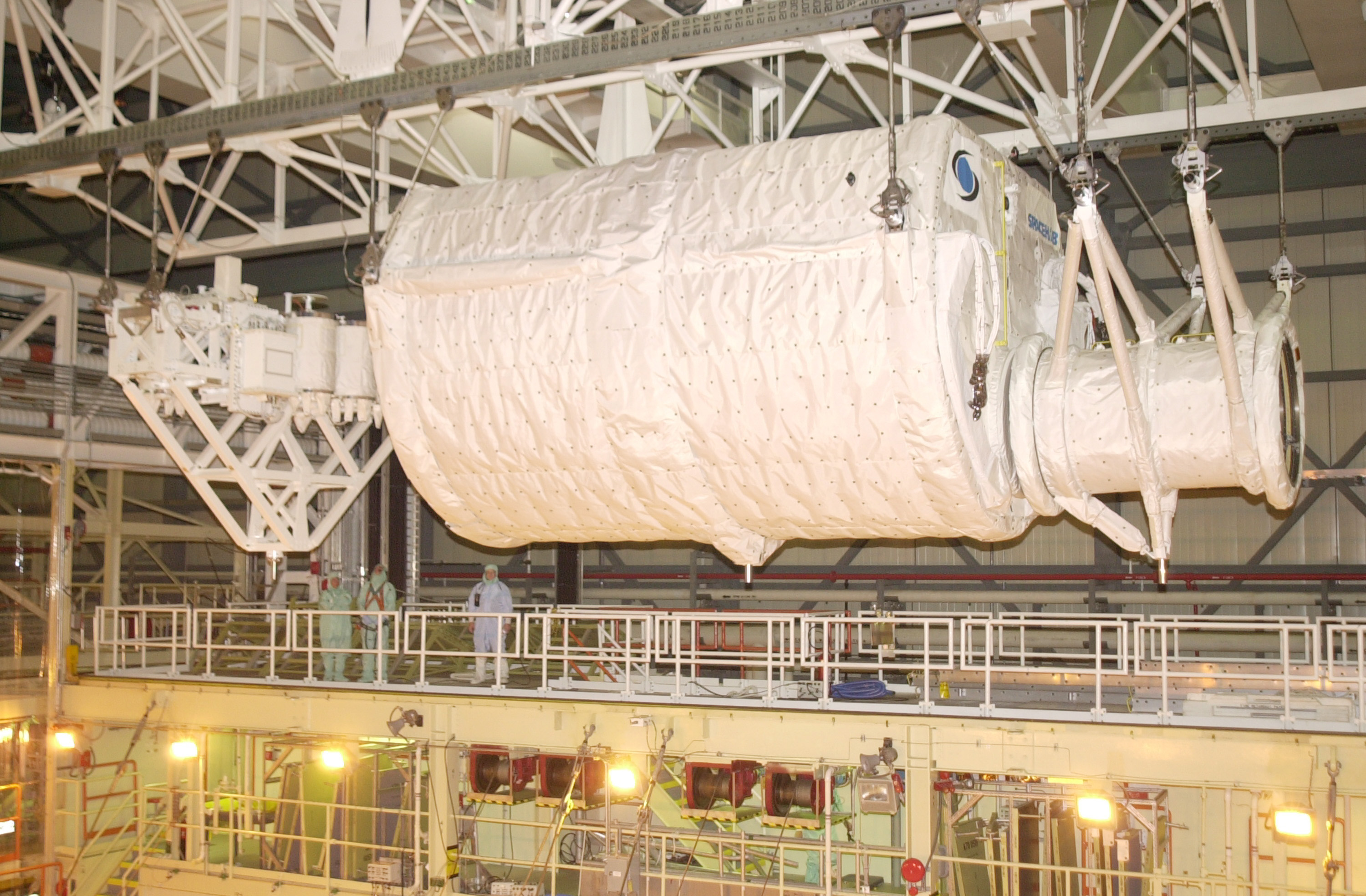
A SpaceHab modul beemelés alatt az STS–107 repülés előtti felkészítés során
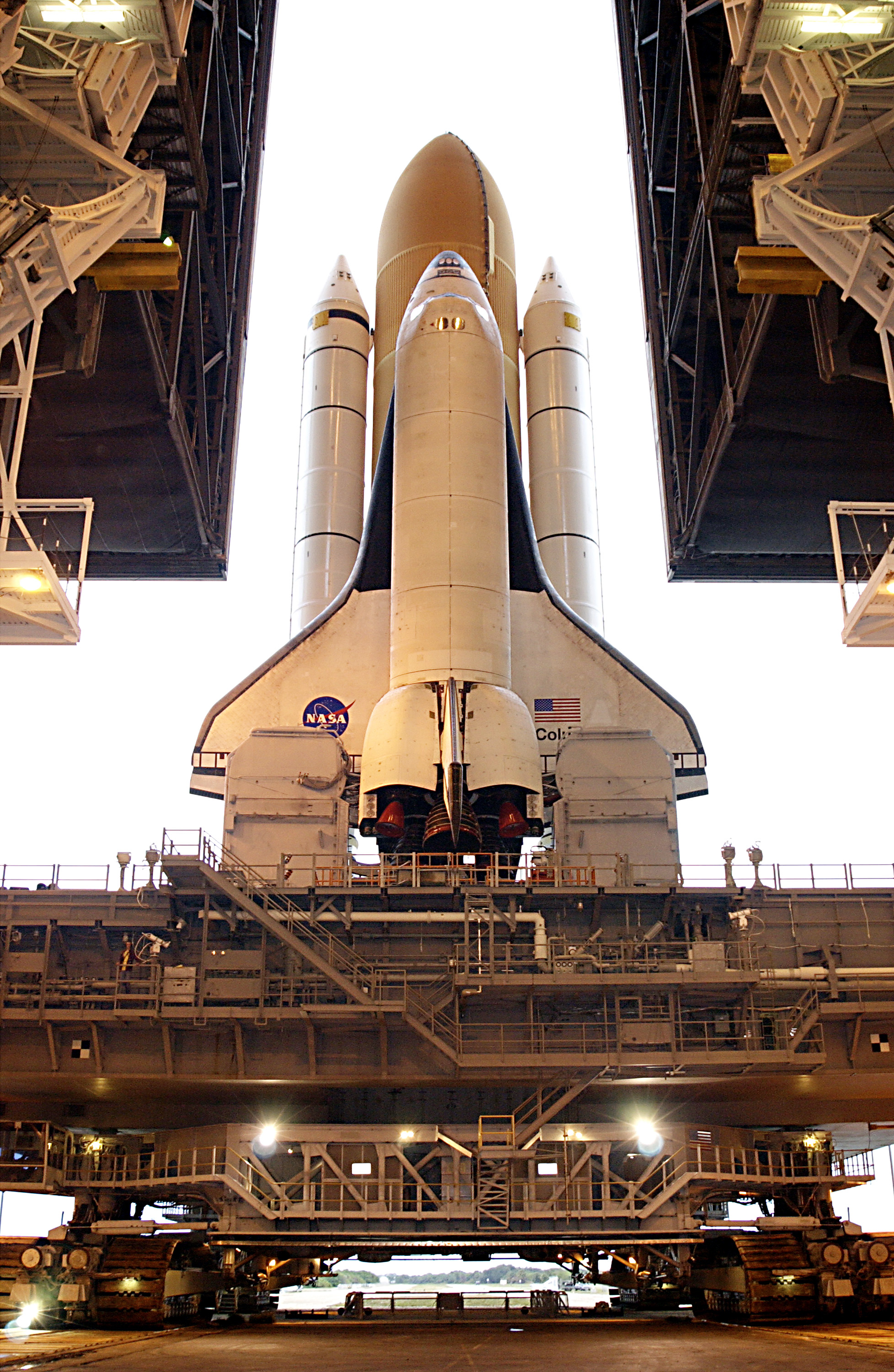
A Columbia kigördül a VAB csarnok ajtaján
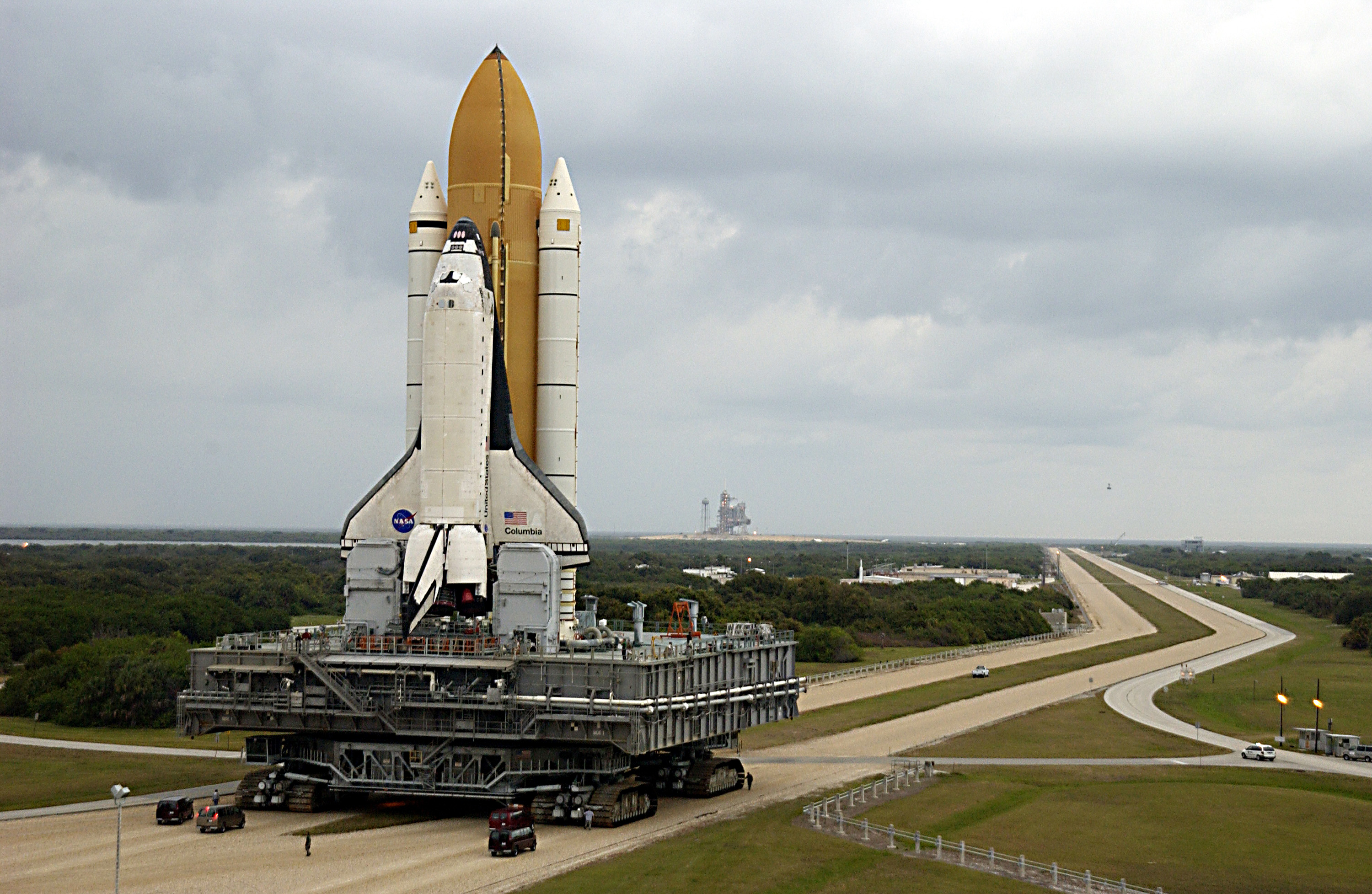
A Columbia kigurul utolsó útjára az LC39 indítóállásba
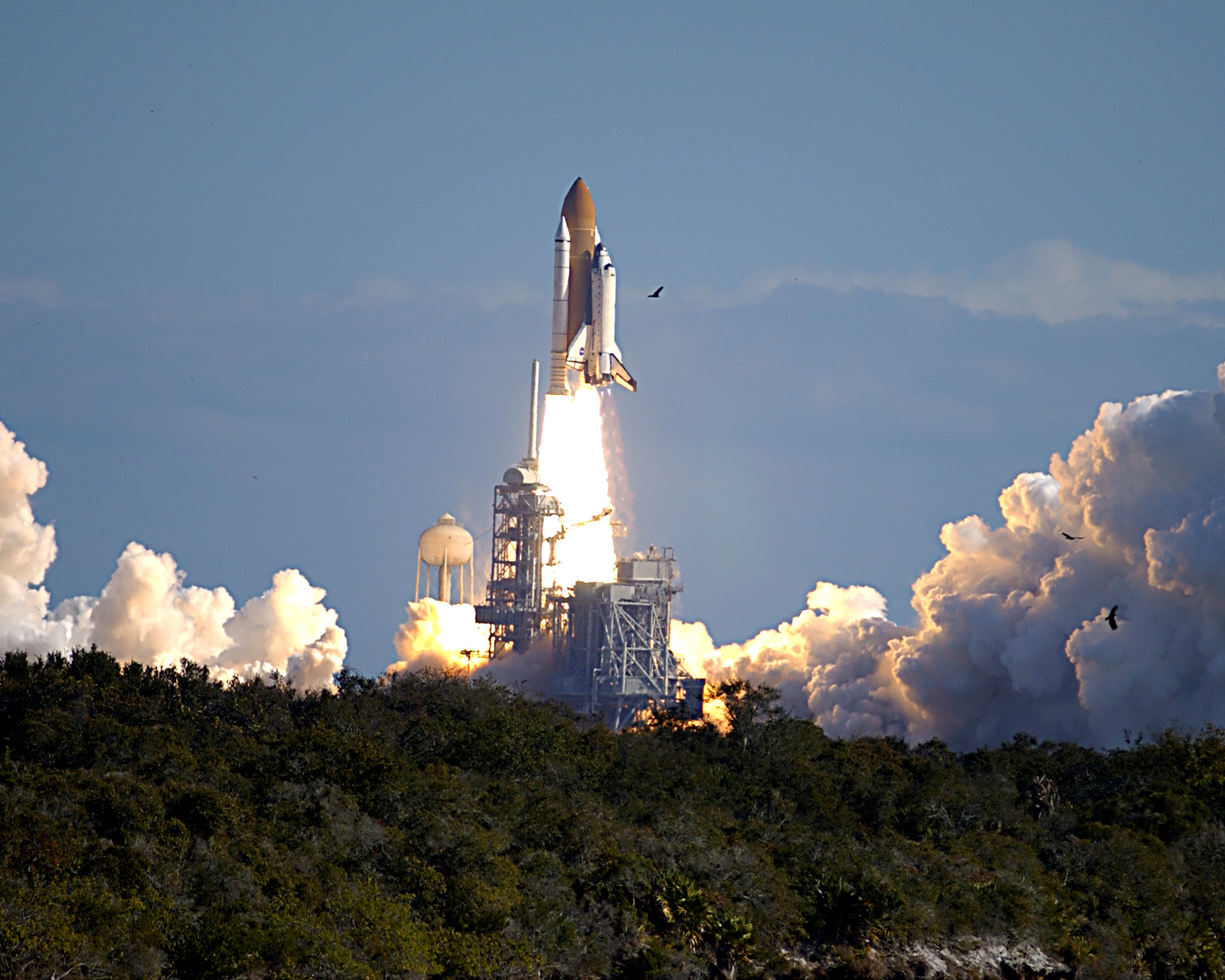
A start pillanata
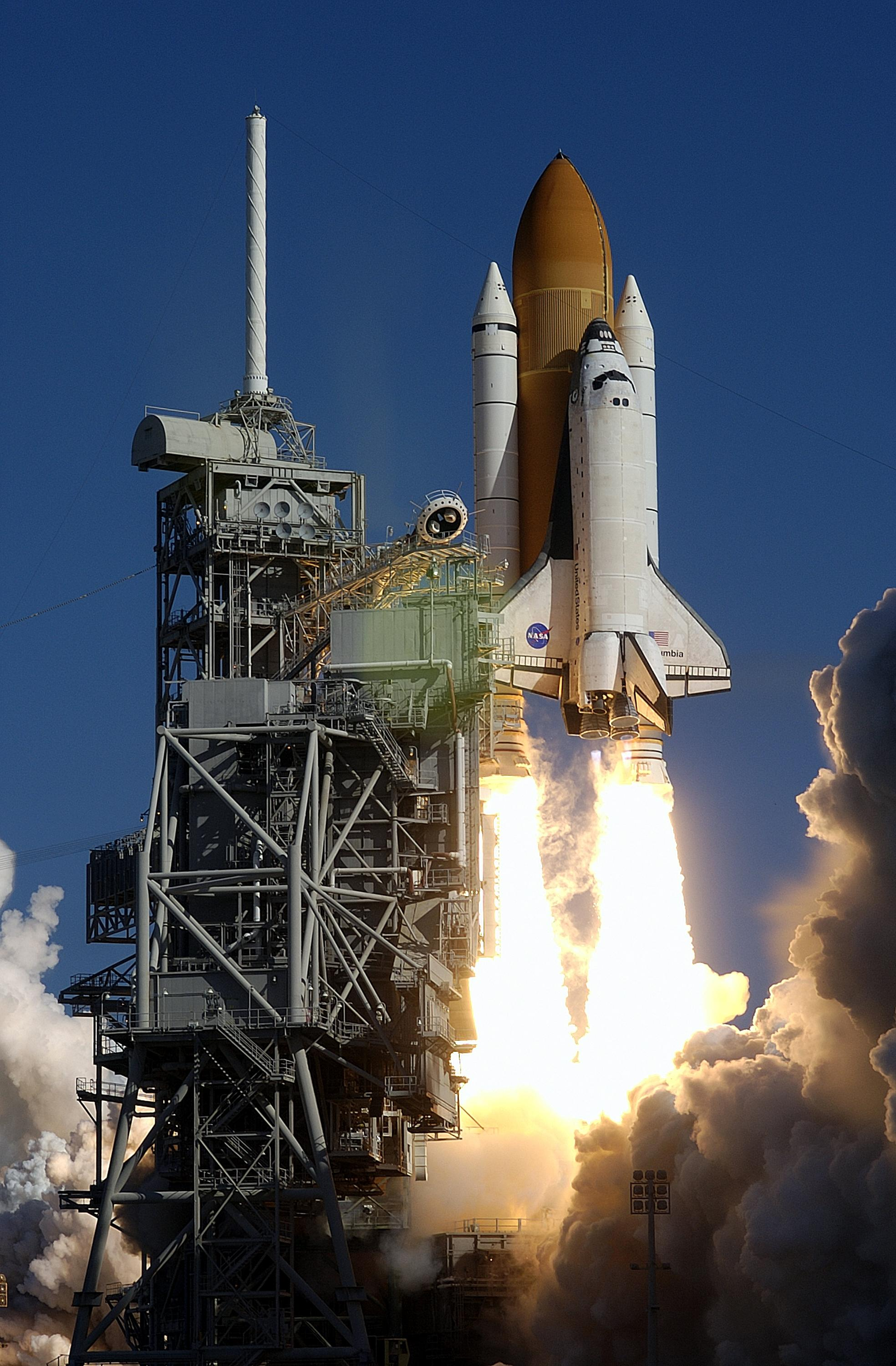
A start pillanata egy másik nézőpontból
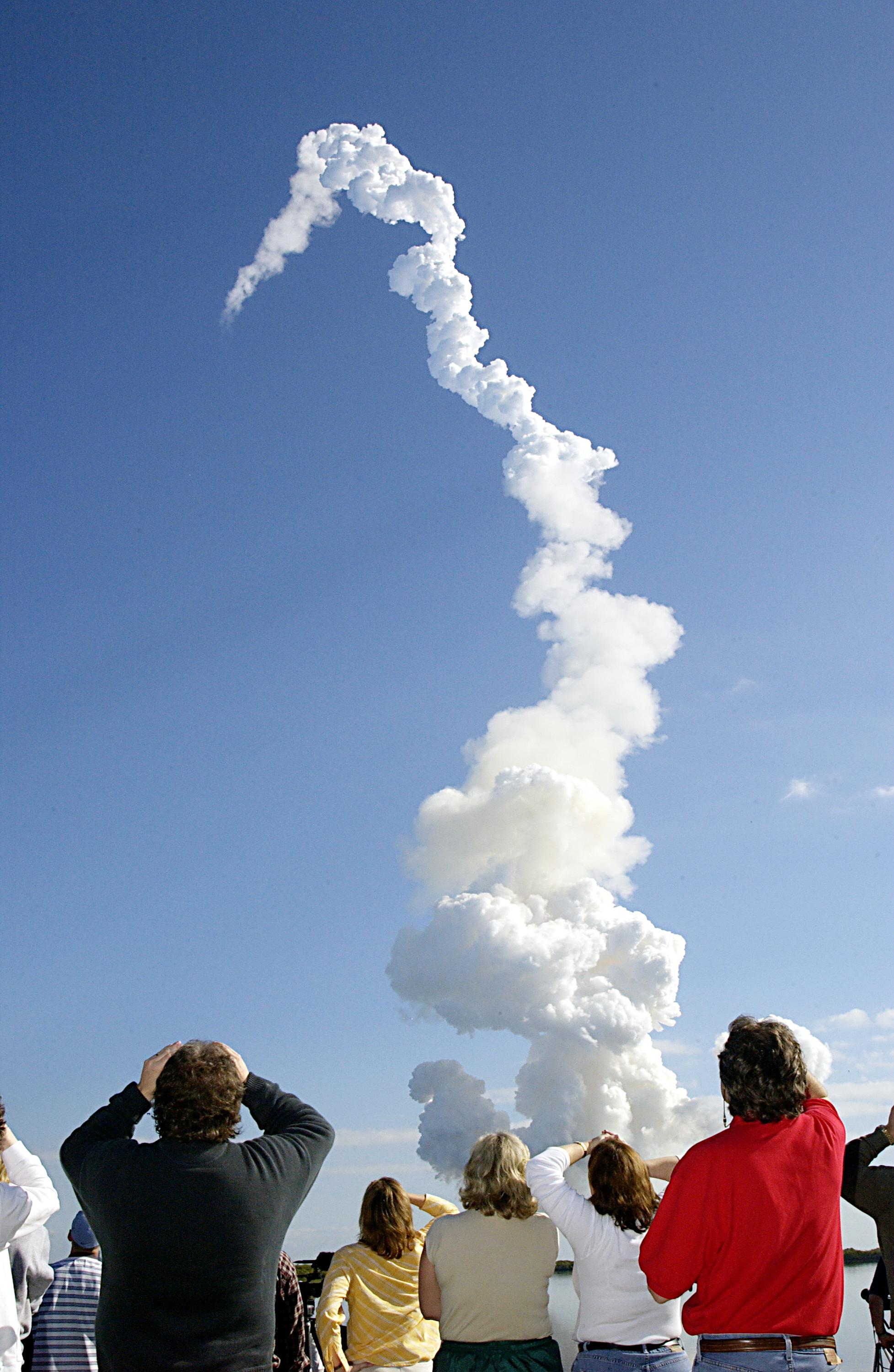
Az emelkedő STS–107
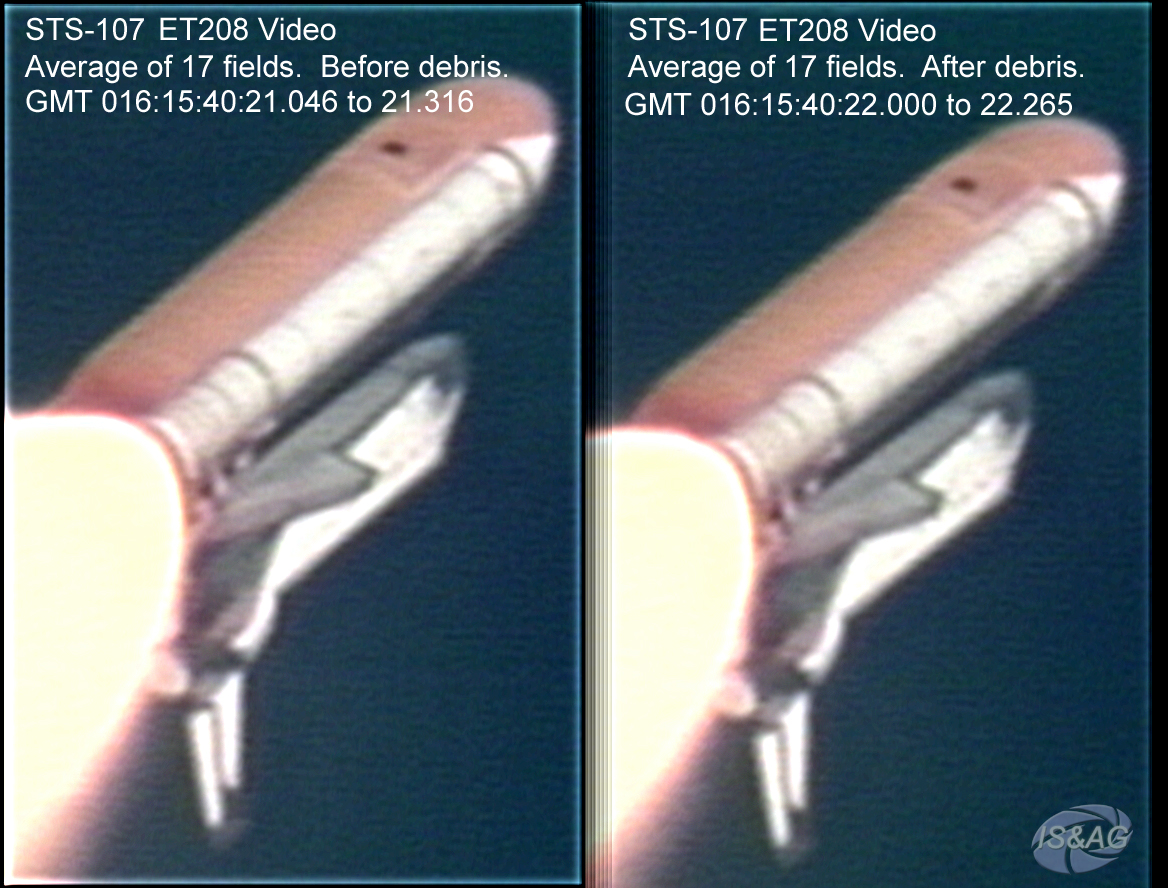
A szigetelőhabdarab becsapódása előtt és után készült fotó. Innen indult a nyomozás (a fotó túl rossz felbontású, hogy komoly következtetéseket lehessen levonni
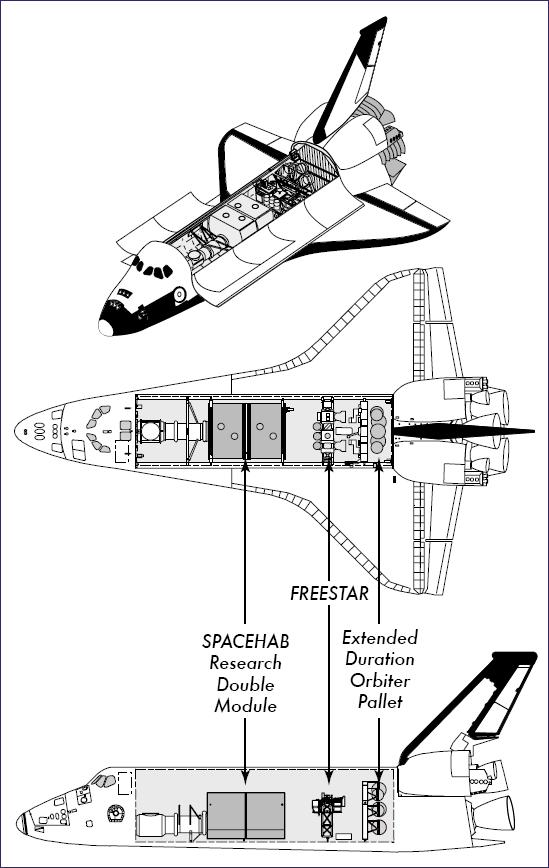
A tudományos célú rakomány konfigurációja
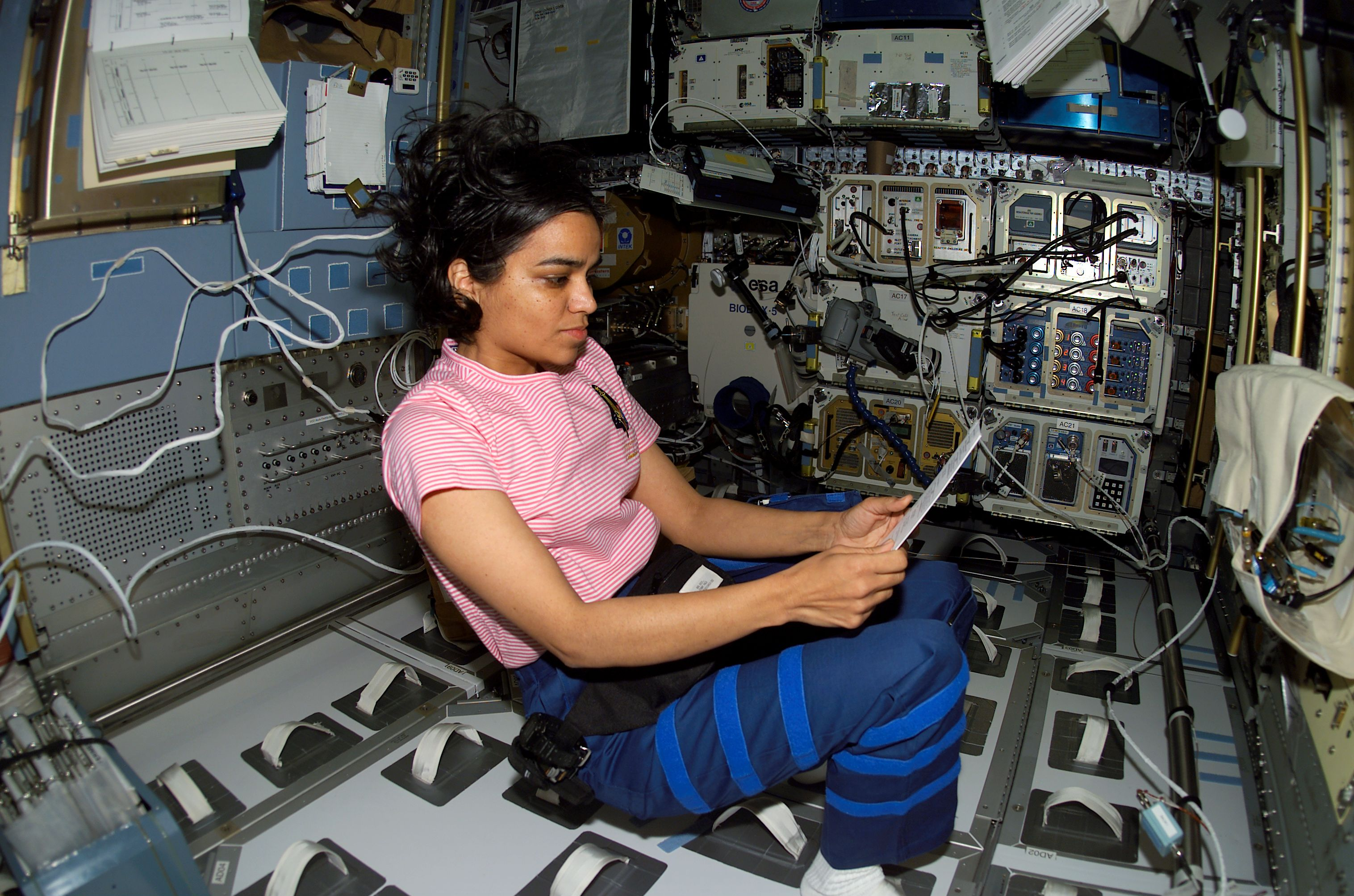
Munka a Columbia fedélzetén (Kalpana Chawla)
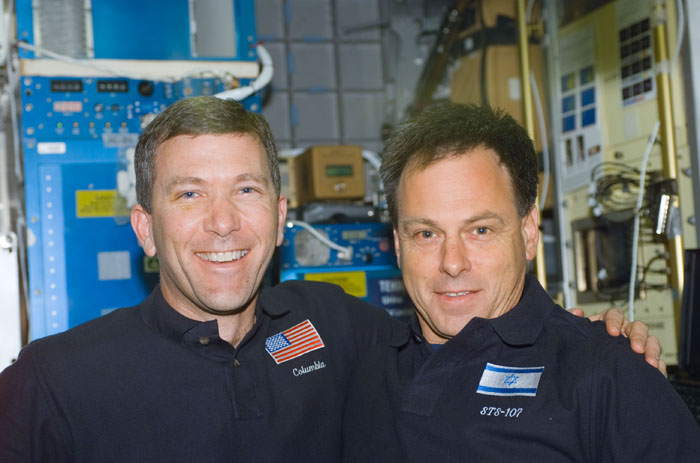
Vidám űrhajósok a SpaceHab fedélzetén (Rick Husband és Ílán Rámón)
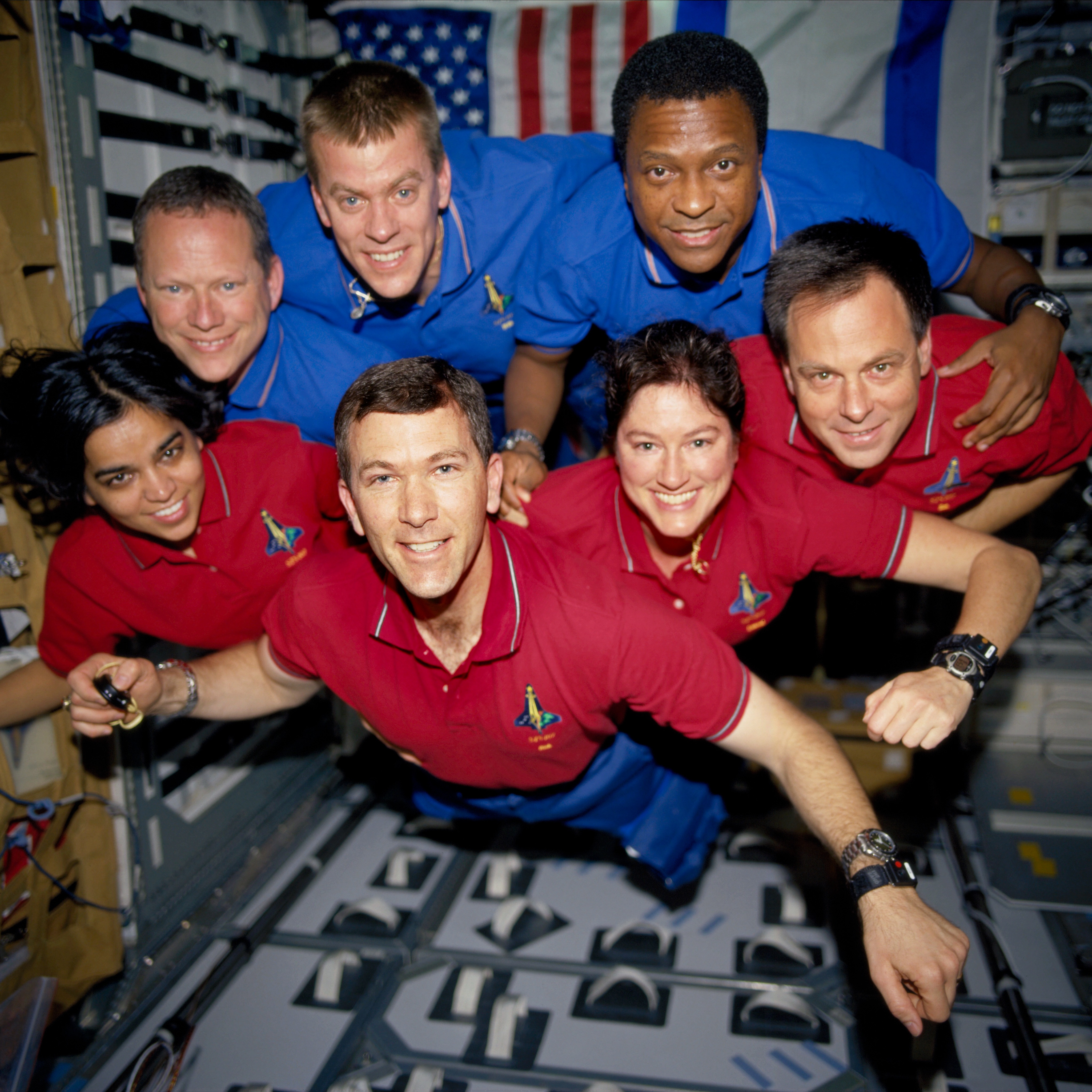
A teljes legénység súlytalanságban
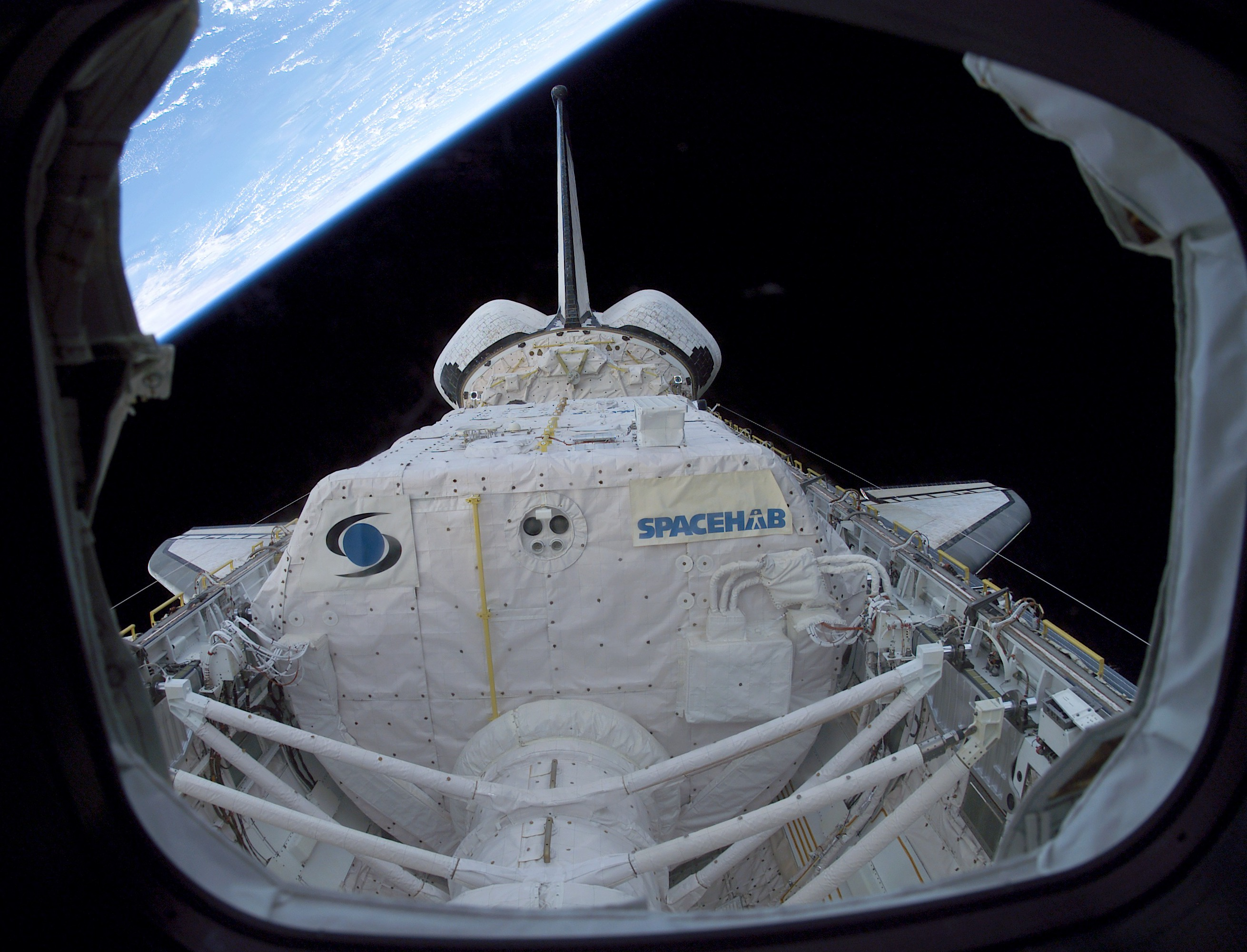
A SpaceHab a rakománytérben
A Hold öt nappal a leszállás előtt, a Columbiáról nézve
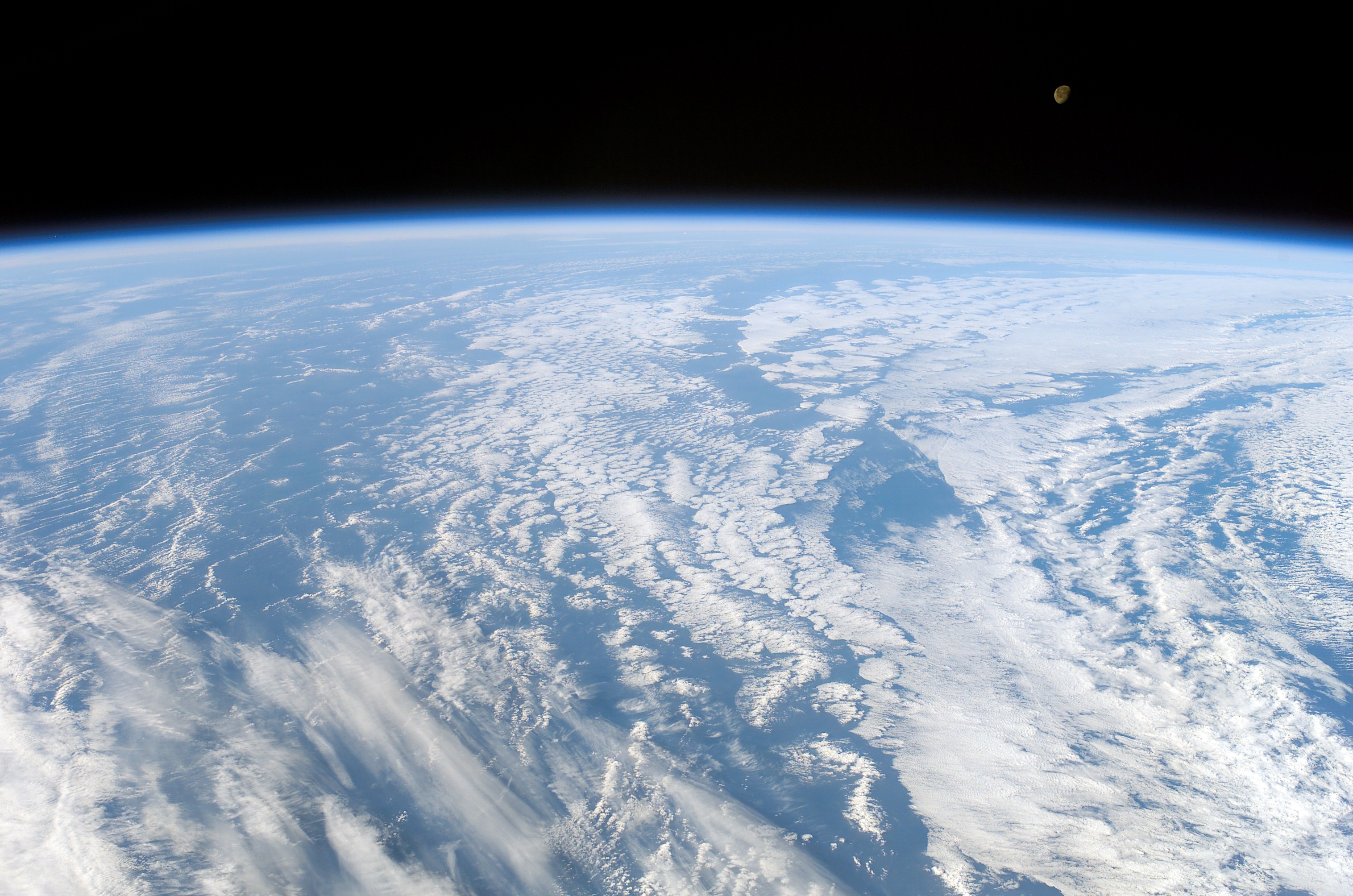
A légkör (háttérben a Holddal)
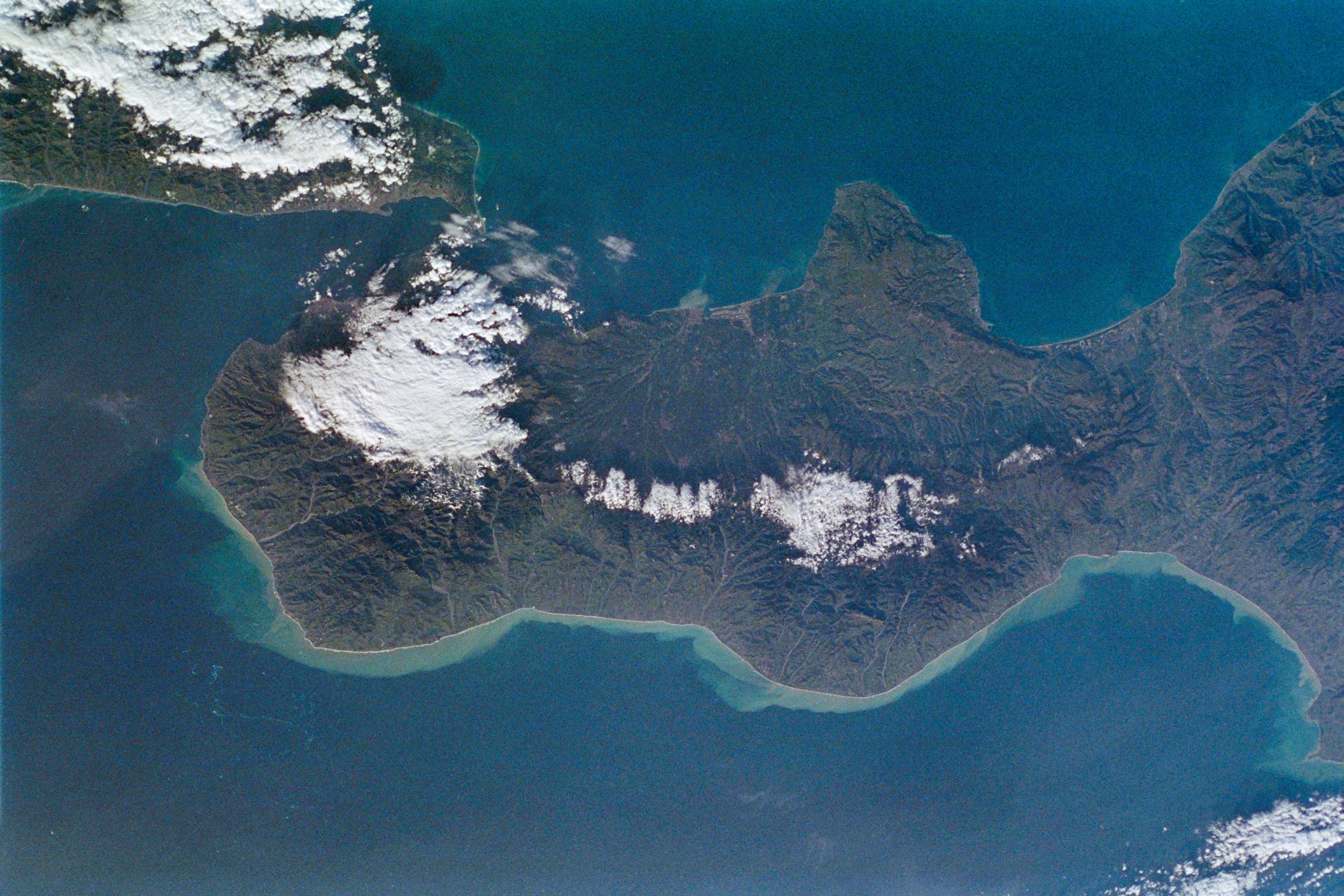
Az olasz csizma orra és Szicília
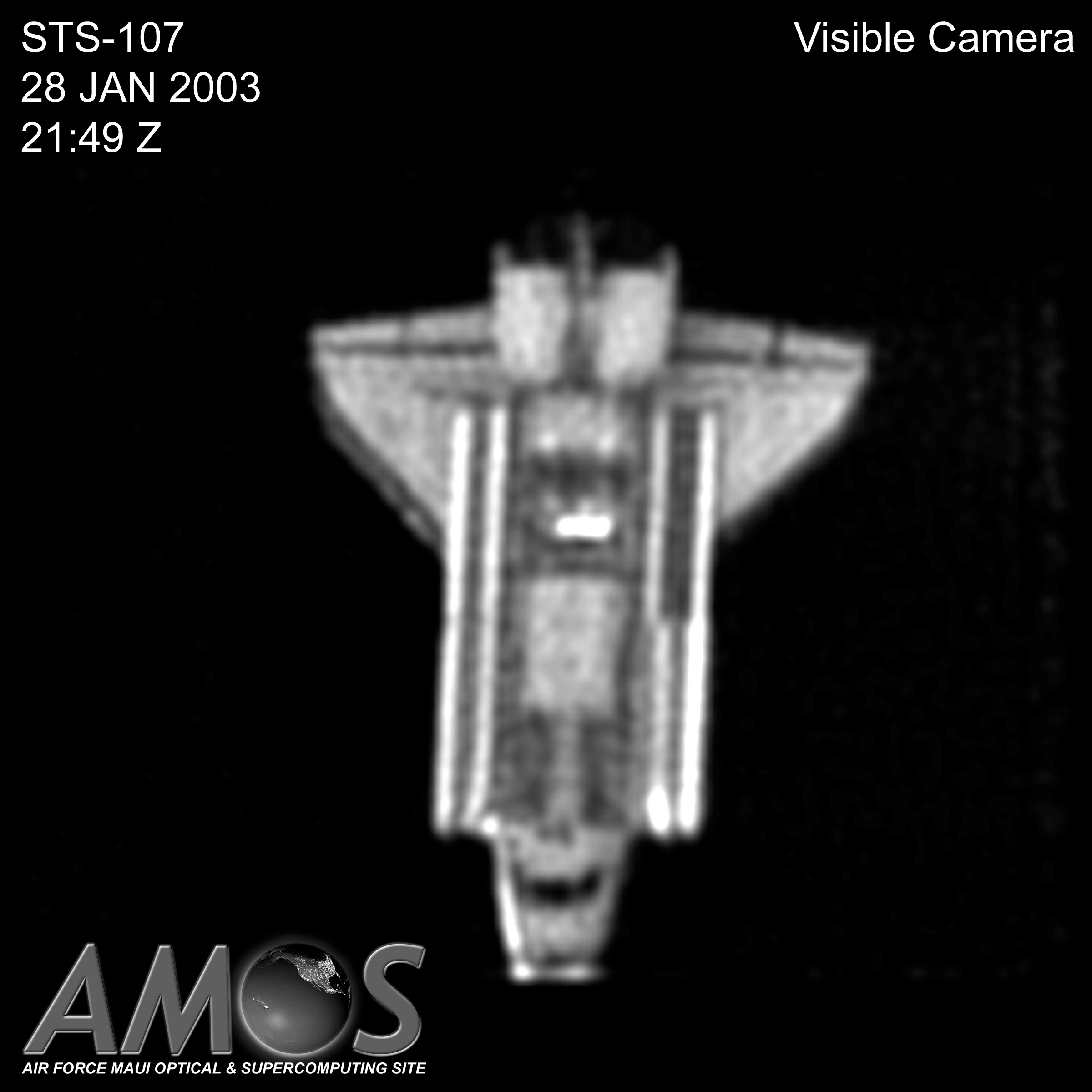
Az AMOS műhold fotója a Columbiáról (az űrhajó sérült hasi oldala nem látszik a képen)
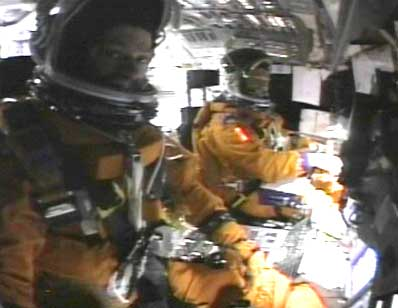
A visszatérő félben levő legénység
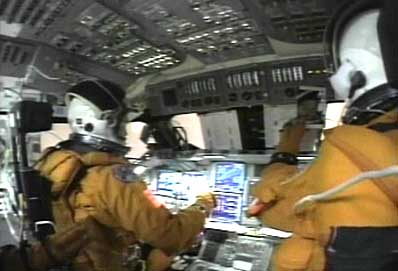
A legénység munkában a légkörbelépés előtt
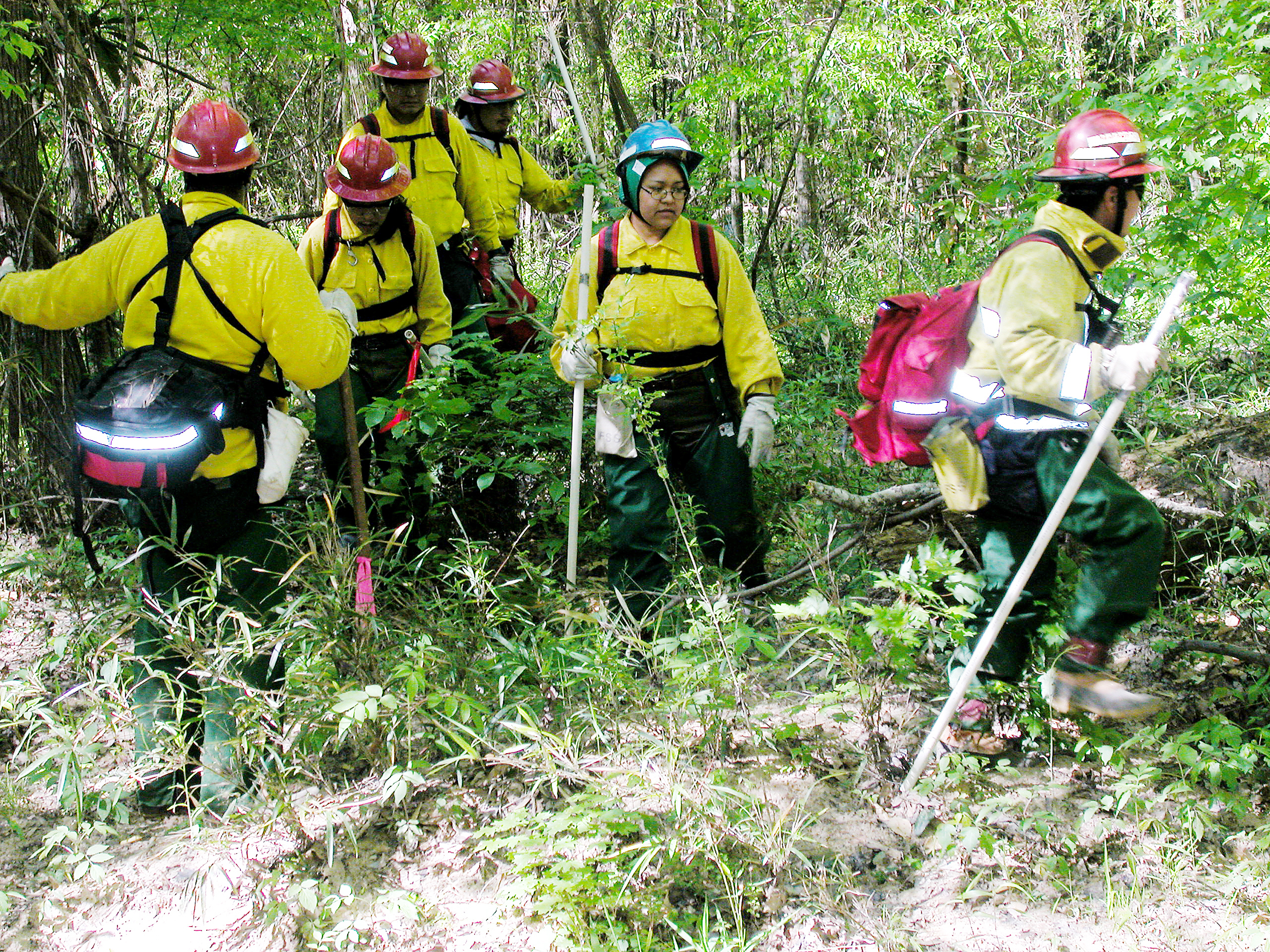
Roncskeresés
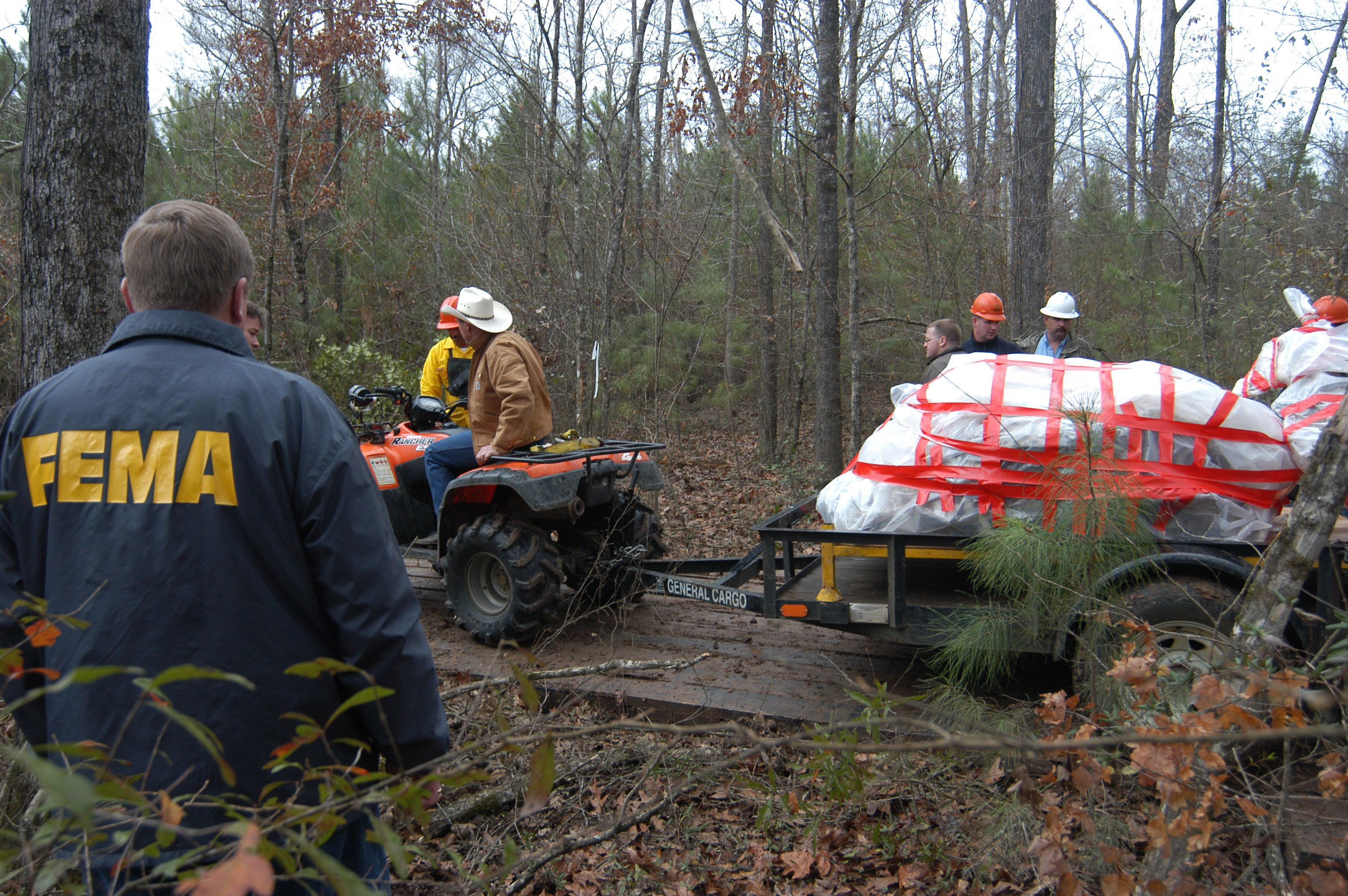
A roncsok begyűjtése
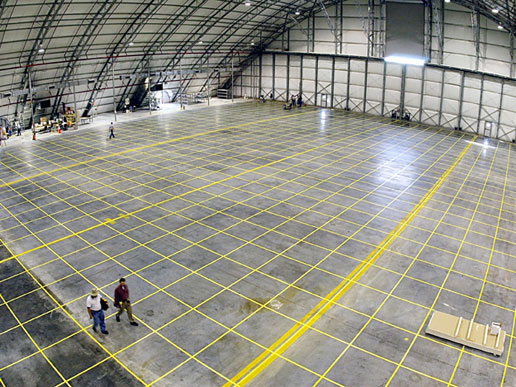
A roncsok osztályozására előkészített hangár
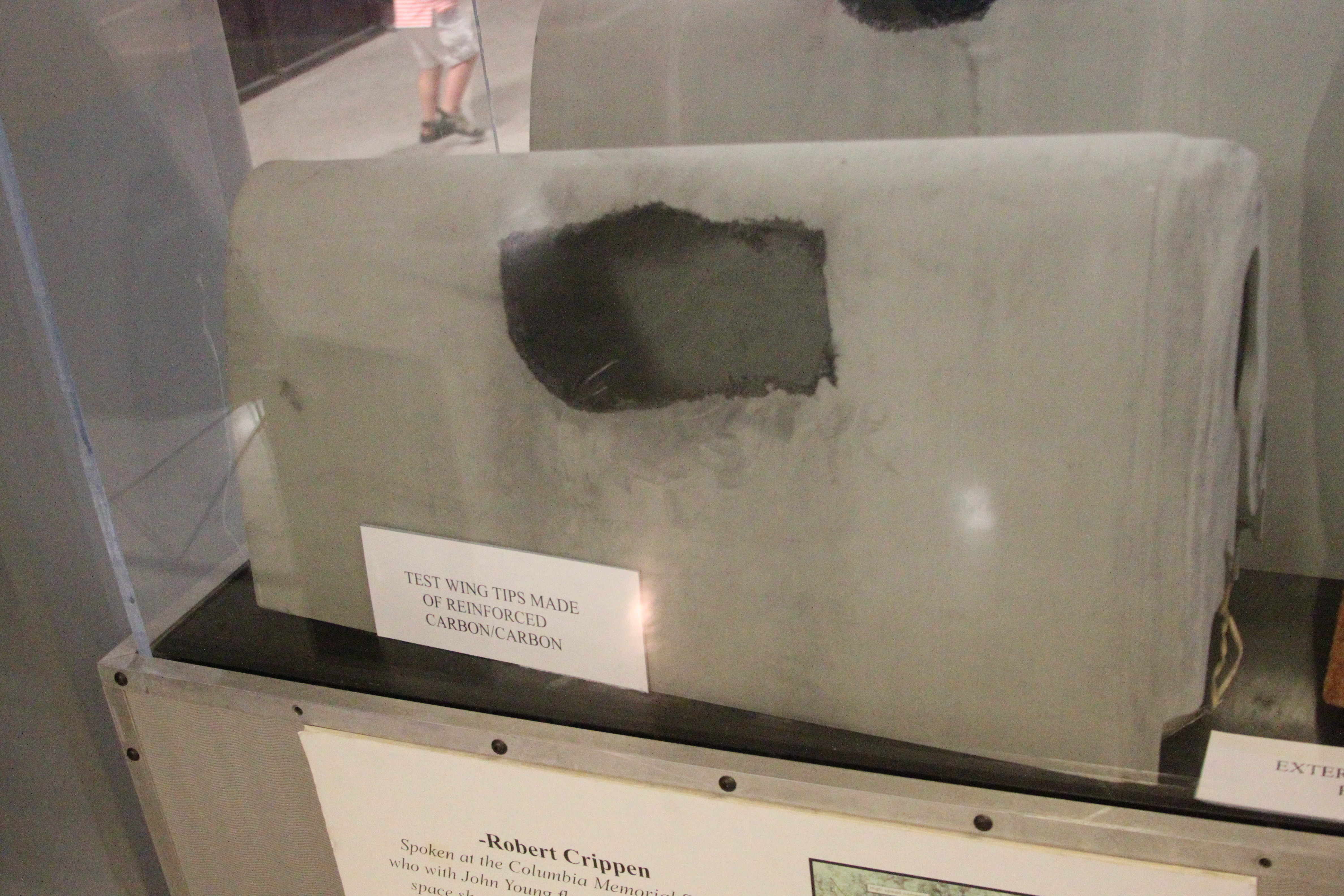
A perdöntő kísérlet: a tartalék alkatrészekből felépített szárnyszelvényre lőtt szigetelőhabdarab beszakította az RCC-panelt
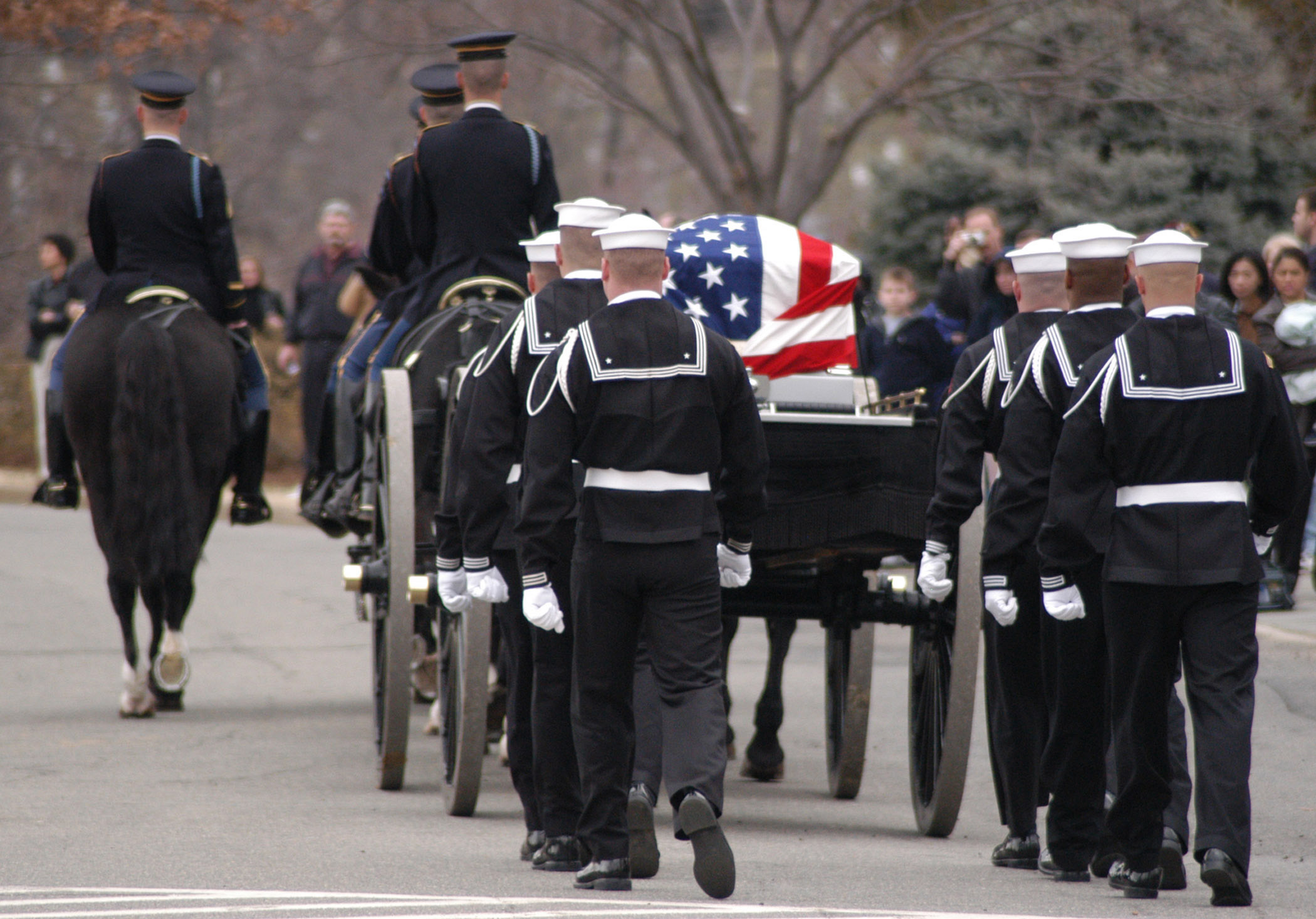
David M. Brown kapitány dísztemetése

## A tragédia megjelenése a kultúrában

### Filmes ábrázolás
2007-ben a Columbia roncsairól készült filmfelvételeket felhasználták a The Invasion (Az invázió) című mozifilmben, amelyben a filmbeli Patriot űrrepülőgép szintén megsemmisül hazatérés közben a légkörben.

### Zenei ábrázolás
A Deep Purple 2003-as, Bananas című albumán jelent meg a Contact Lost című instrumentális zeneszám, amelyet Steve Morse gitáros jegyez szerzőként, és a tragédiáról emlékezik meg. Morse a számból befolyó bevételeit az űrhajósok családjainak ajánlotta fel.
A The Long Winters együttes 2006-os albumán, az Ultimatum című lemezükön szerepel a The Commander Thinks Aloud (A parancsnok hangosan gondolkodik), amelyen John Roderick dalszerző a legénység perspektívájából dolgozza fel az eseményeket zenei formában. Később, 2015-ben John Roderick egy podcastban beszél a The Commander Thinks Aloud dalszerzési és felvételi folyamatáról.
A The Evpatoria Report rockegyüttes 2005-ös, Golevka című albumának második, Taijin Kyofusho című dalában kisebb bejátszások szerepelnek a leszállás közben a CapCom Hobaugh és a parancsnok Husband közötti rádióforgalmazásból.
Eötvös Péter magyar zeneszerző 2006-ban írta a Seven (Hetek) című hegedűművét a Columbia legénységének emlékére. A művet 2007-ben mutatták be Akiko Suwanai hegedűművész előadásában, majd 2012-ben lemezfelvétel is készült, akkor Patricia Kopatcsinszkaja közreműködésével.
2008-ban Anne Cabrera jelentette meg Columbia: We Dare to Dream (Columbia: merünk álmodni) című művét, amelyet az STS–107 emlékére készített, beleértve a legénységet, a mentőcsapatok tagjait és a legénység családjait is. Az album egy példánya később az STS–131-gyel feljutott a Nemzetközi Űrállomásra is, ahová Clayton Anderson űrhajós vitte magával.
A Runrig kelta-rockzenét játszó formáció The Story (2016) (A történet) című lemezén szerepelt a Somewhere (Valahol) című dal, amelyet Laurel Clarknak ajánlottak (aki egykor Skóciában teljesített haditengerészeti szolgálata alatt lett az együttes rajongója). A zeneszám magában foglalja Clark egykori ébresztő dalát és némi rádióforgalmazást a szám végén.

### Szakirodalom
- Legeza László: Mérnöki etika, Esettanulmányok, A Columbia űrsikló tragédiája, 111-115. p. Budapest, Akadémiai Kiadó – Mikes Kiadó, 2004 ISBN 963-8130-54-7 ISBN 963-8130-54-7

## Fordítás
- Ez a szócikk részben vagy egészben  a   Space Shuttle Columbia disaster című angol Wikipédia-szócikk ezen változatának fordításán alapul.  Az eredeti cikk szerkesztőit annak laptörténete sorolja fel. Ez a jelzés csupán a megfogalmazás eredetét és a szerzői jogokat jelzi, nem szolgál a cikkben szereplő információk forrásmegjelöléseként.

### Magyar oldalak
- Kereszturi, Ákos: Még éltek az űrhajósok, amikor a kabin leszakadt a Columbiáról. [Origo] Világűr, 2009. január 6. (Hozzáférés: 2009. január 6.)
- Az Origo Columbia űrsikló melléklete – Origo

A Columbia balesetének vizsgálatáról az Űrvilág oldalain
- A Columbia-jelentés (1. rész): Mi történt?
- A Columbia-jelentés (2. rész): A baleset műszaki háttere
- A Columbia-jelentés (3. rész): A baleset műszaki hátterének további részletei
- A Columbia-jelentés (4. rész): Politika és bürokrácia
- A Columbia-jelentés (5. rész): Ajánlások
- A Columbia-jelentés (6. rész): A többi ajánlás

### Külföldi oldalak
- NASA's investigation site
- A CAIB (Columbia Accident Investigation Board) honlapja
- NASA flight STS-107 Archiválva 2005. július 11-i dátummal a Wayback Machine-ben
- Columbia katasztrófa – Multimédia anyagok